# 洋服の歴史
洋服の歴史（ようふくのれきし）とは、西洋（ヨーロッパ及びアメリカ）の衣服（洋服）および服飾の歴史を指し、本項ではその概略について解説する。

## 古代
ギリシャ文明においては男女ともにヒマティオンやキトン、ペプロスといった、一枚布を体に巻きつけて装うシンプルな服装を好んでいた。生地などに高級品・下級品の差はあったが、衣服自体に男女や身分の差はほとんど見られなかった。
ローマ時代に入って身分標識の衣装となるトガ（トーガとも）が生まれ、材質、着つけ、色や装飾などで細かく身分の分類が行われた。一方、女性服はギリシャのものを踏襲したため、男女の衣装の違いがはっきりとする。しかし、トガは煩わしさから廃れ、下衣のトゥニカが表着化する。

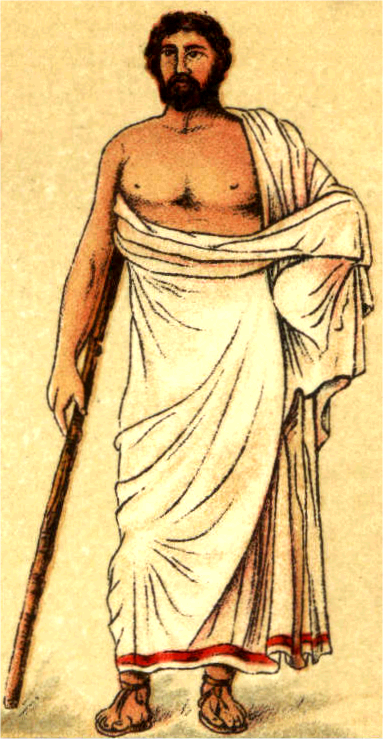
ヒマティオン
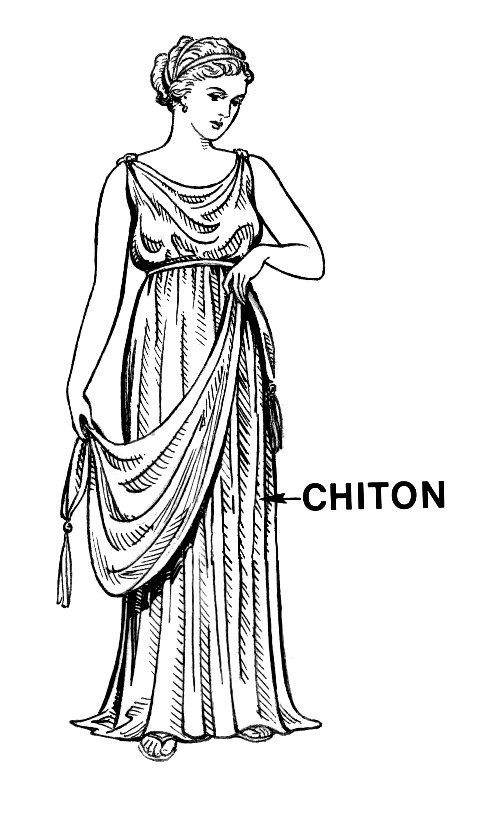
キトン
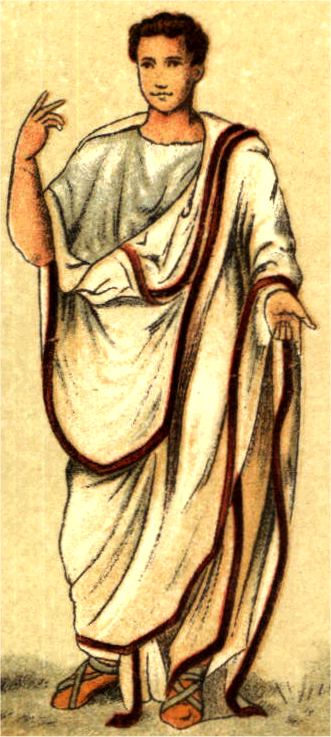
トガ

## 中世
ローマに侵入したゲルマン民族はズボンを持ちこんだが、ローマ人はズボンをこの上なく野卑な衣類と考えていた。ローマ時代の末期にダルマティカという短い袖のゆったりしたチュニックが流行する。
ビザンツ帝国の時代に至り、絹や宝石や黄金、パープル染めに代表される東方の富の流入によって、高位の人々はゆるやかに襞が流れる衣服ではなく、金糸刺繍をふんだんに施して宝石を飾った、重くこわばった衣服を着るようになる。ズボンをはくことは身分高き男性にさえもはやためらわれず、皇帝は白や緋色のズボンをはいた。ビザンツの影響から西欧では絹の長衣が流行し、騎士でさえ女性と変わらない装いをした。

### ロマネスク
南フランスから持ち込まれたというごく短いチュニックが流行する。その後おそらく東方から持ち込まれたブリオーという広く大きな袖とぴったりした胴部をもつ長いチュニックが流行する。騎士たちは争って髪を伸ばし鏝を当て、男女の違いは長い裾の下に隠れたズボン（ブレー）を見なければ、ほとんどわからなくなった。貴婦人たちはあでやかなブリオーの裾を長く伸ばすことに熱中し、ボタンで取り付けできる引き裾が発明された。
しかし、ブリオーの時代は長くは続かず、続いてコットという体にぴったりした服が流行する。これは肘から手首までをボタンで留める長くぴったりした袖を持ち、脇をひも締めする、やはり丈の長いチュニックだった。さらにシュールコーという上着を重ねたが、もともと鎧の上に着る衣装から生まれたこれらの衣服には戦場での見分けのために紋章がついていた。紋章という柄とはっきりした色による装飾の流行に飽き足らず、左右の靴下の色を赤と緑にしたり、衣装を真ん中から青と赤にしたりといった、ミ・パルティ（片身変り）という二色で体を分割するファッションが流行する。

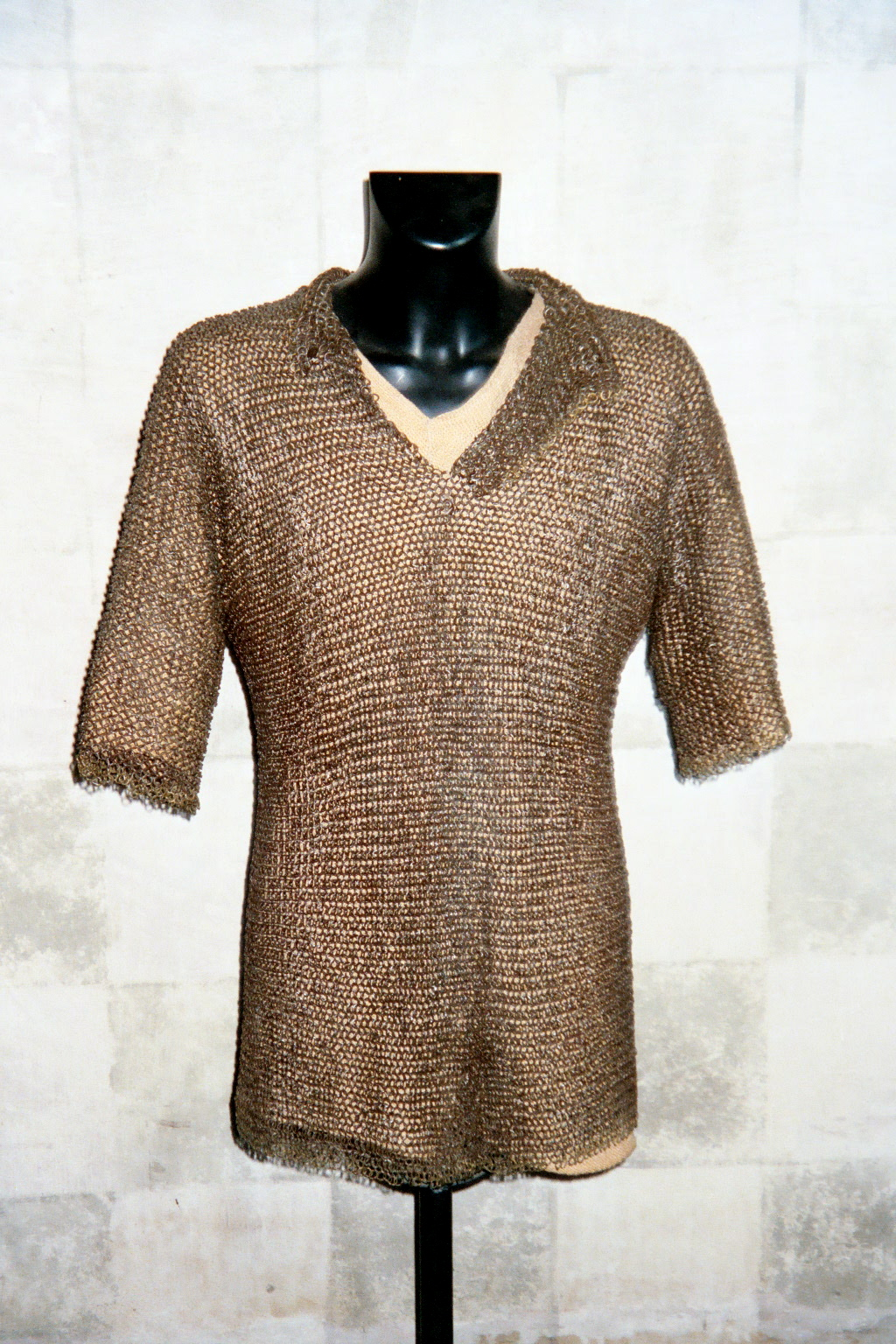
金属製のコット（鎖帷子）
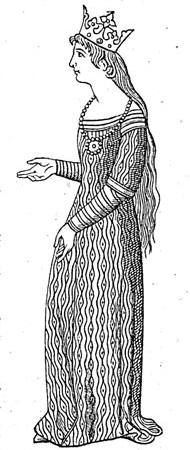
シュールコー
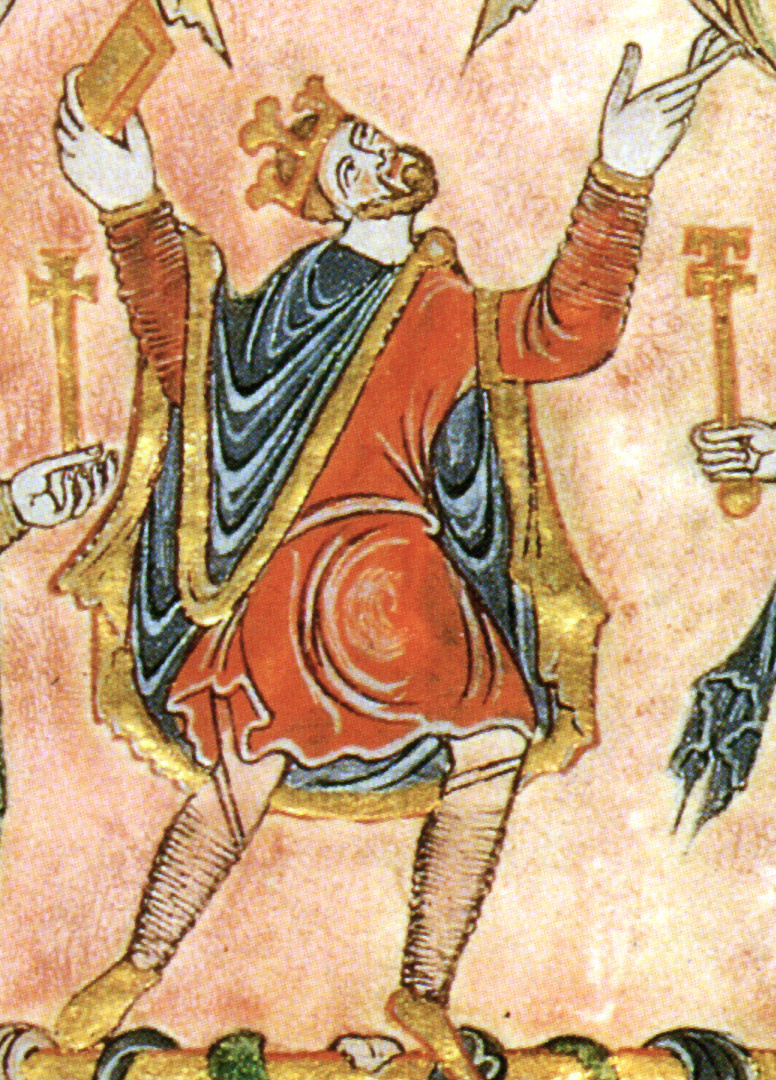
966年
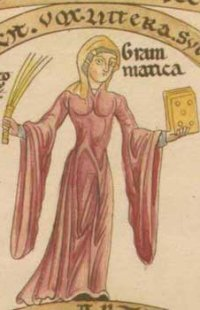
1180年頃、ブリオー
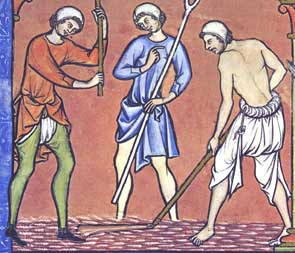
1250年前後、ブライズ

### ゴシック
男性服は長く裾引く衣装から、突然短く活動的な衣装へ移行する。コタルディという尻丈の短い前開きで、二の腕までのぴったりとした袖に大きく刳った襟ぐり（デコルテ）の衣装が流行した。この軽快な衣装はイタリアの若者の衣服から輸入され、後にプールポワン、ダブレットまたはジャケットと呼ばれる。女性のコタルディは同じくぴったりした袖に広い襟ぐりだが、引き裾で、スカートがゆったりと広がるように裾にマチが入っていた。シュールコーはほっそりした体形がよく見えるように、脇を大きく刳った。

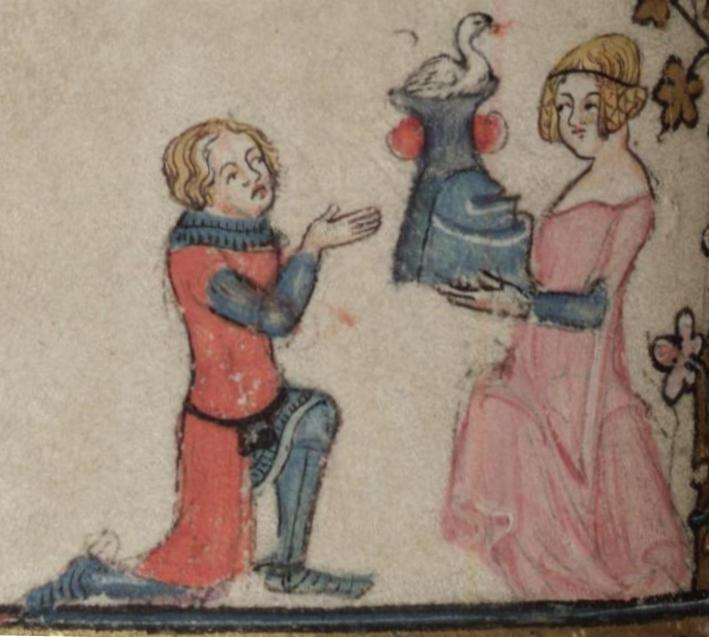
1340年前後
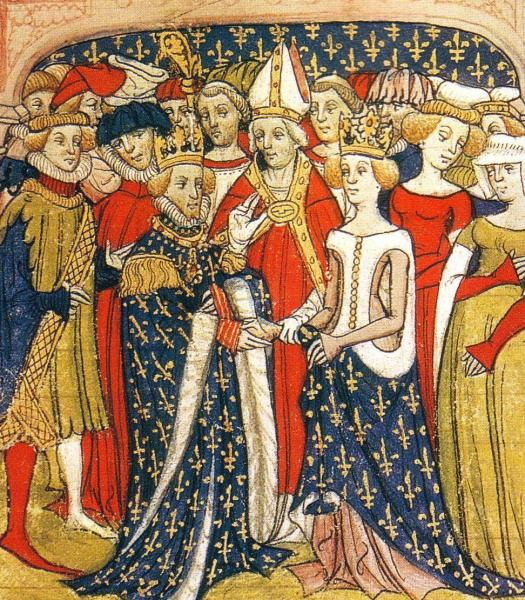
1390年代
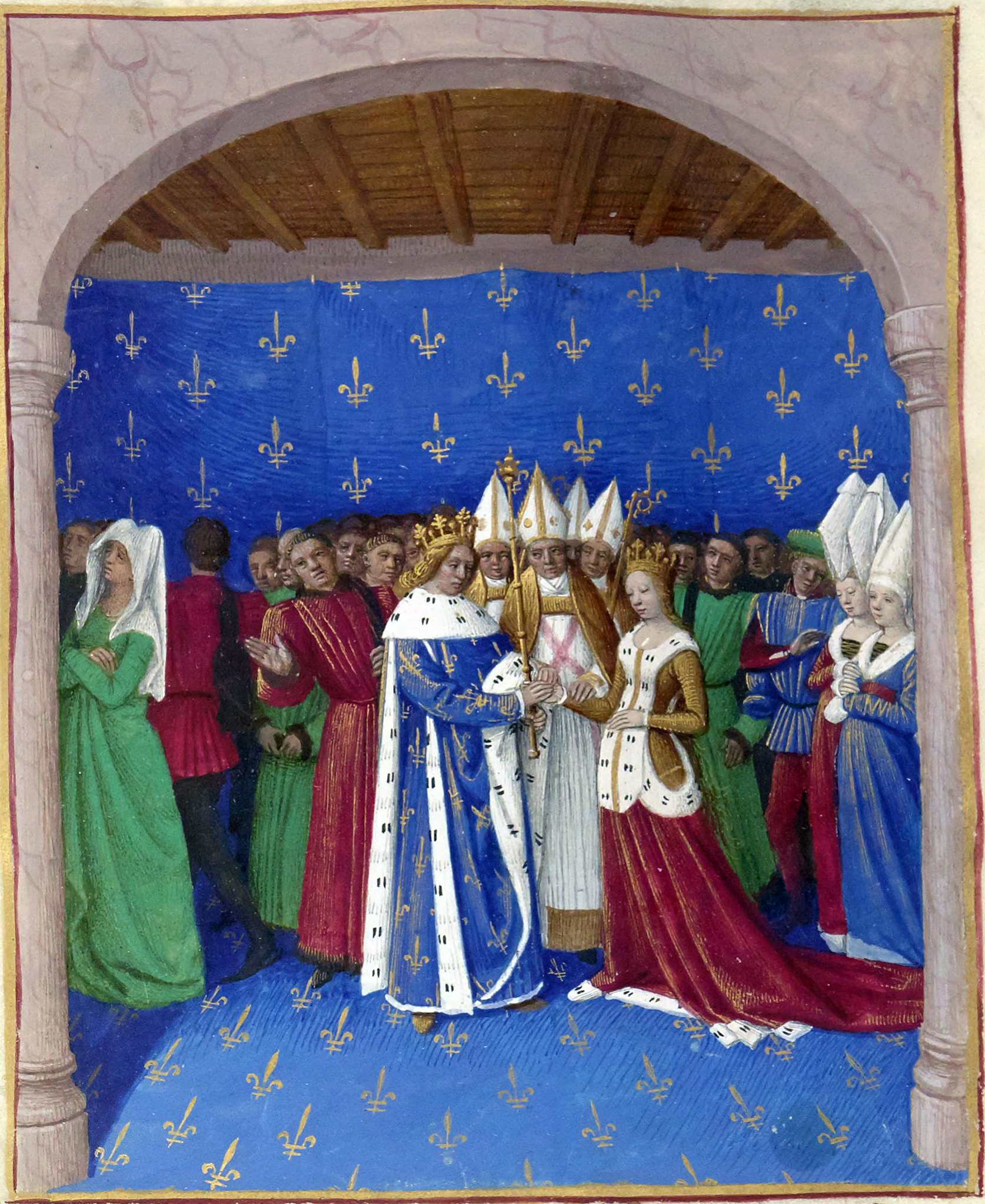
1450年頃

## 近世

### ルネサンス

#### ドイツ方面

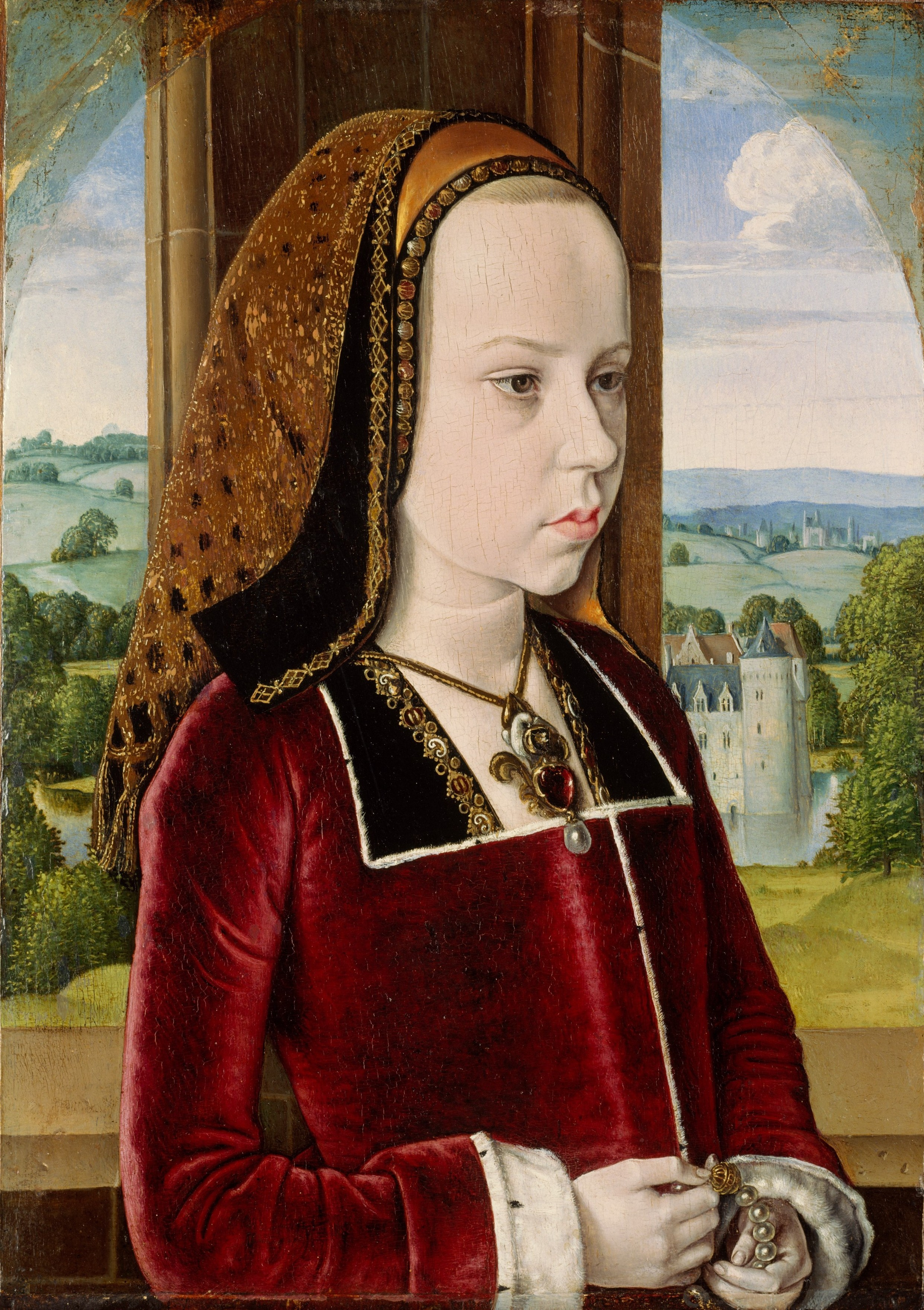
1490年
1539年
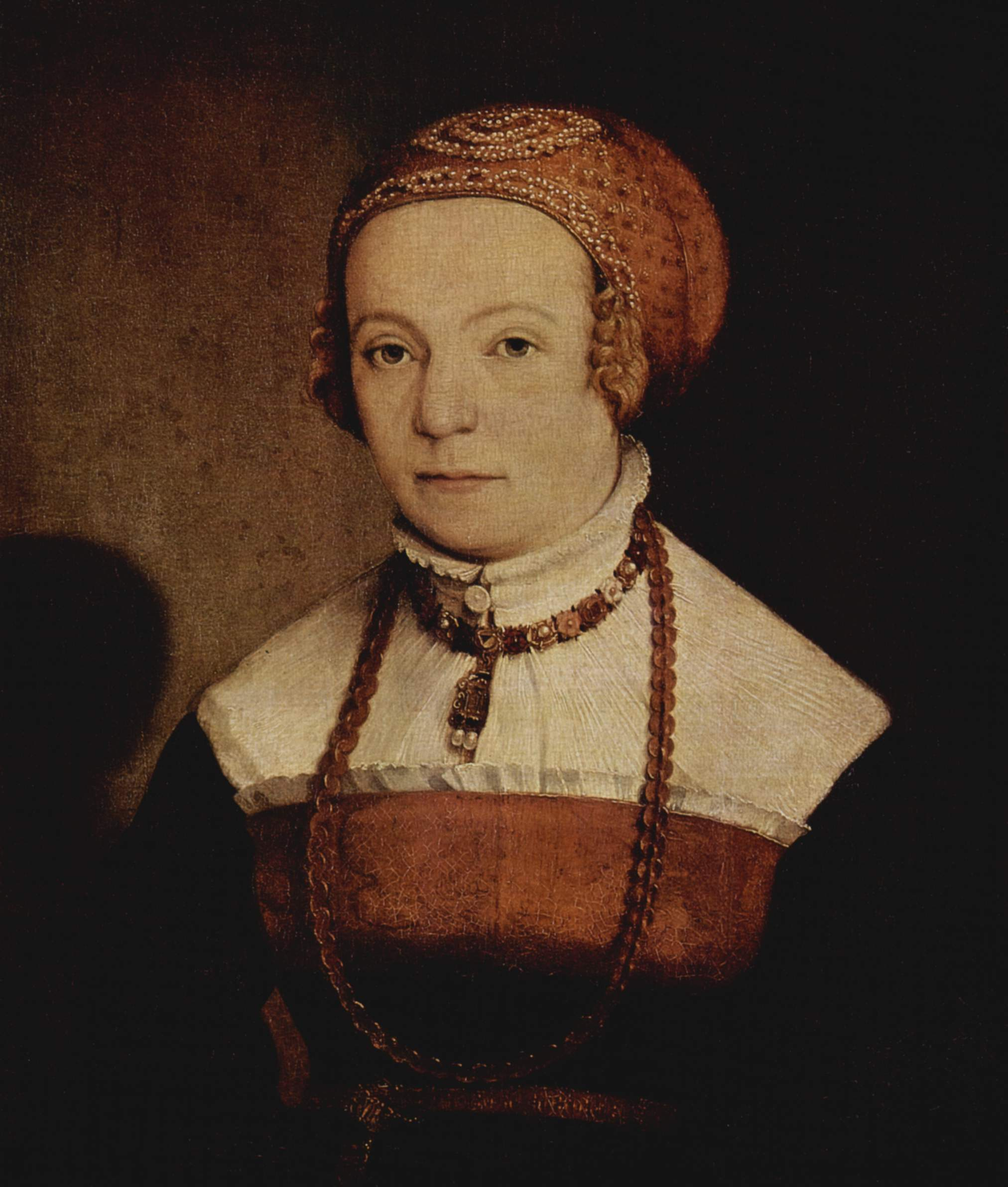
1545年

#### イタリア・スペイン

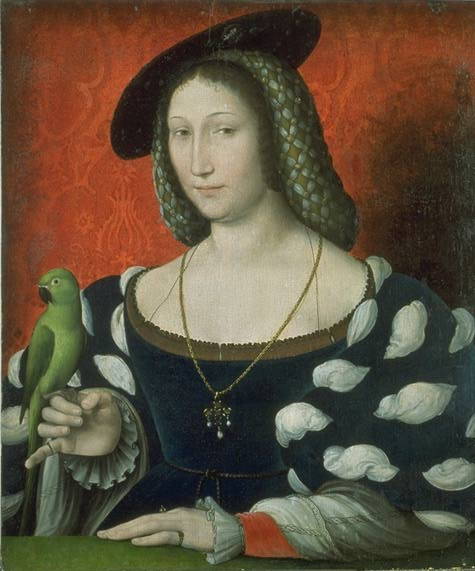
1527年
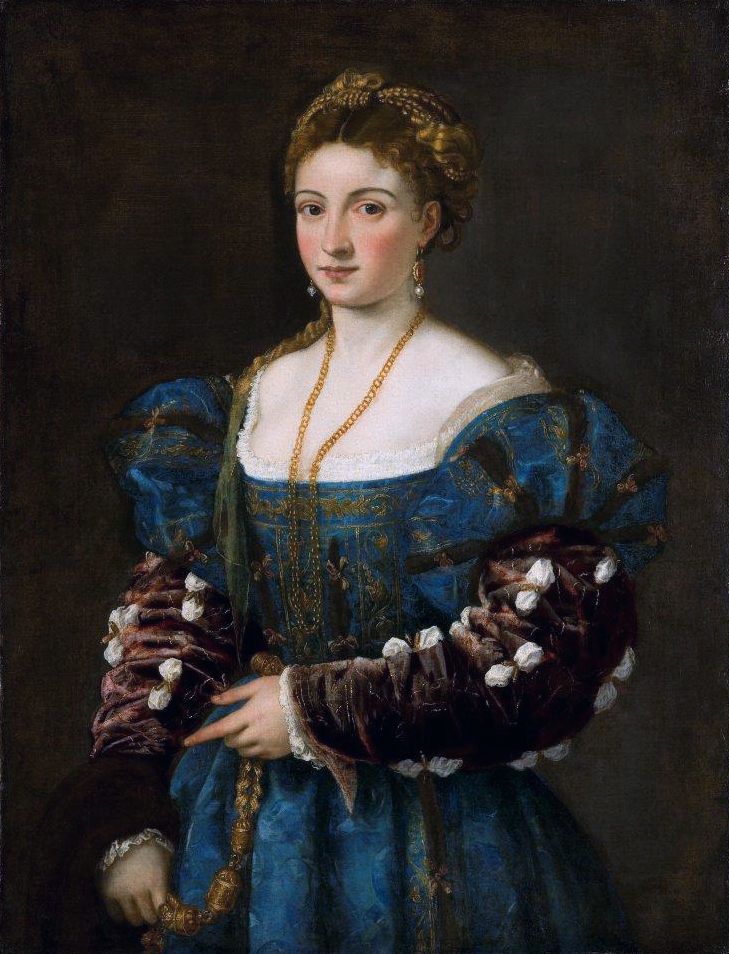
1536年
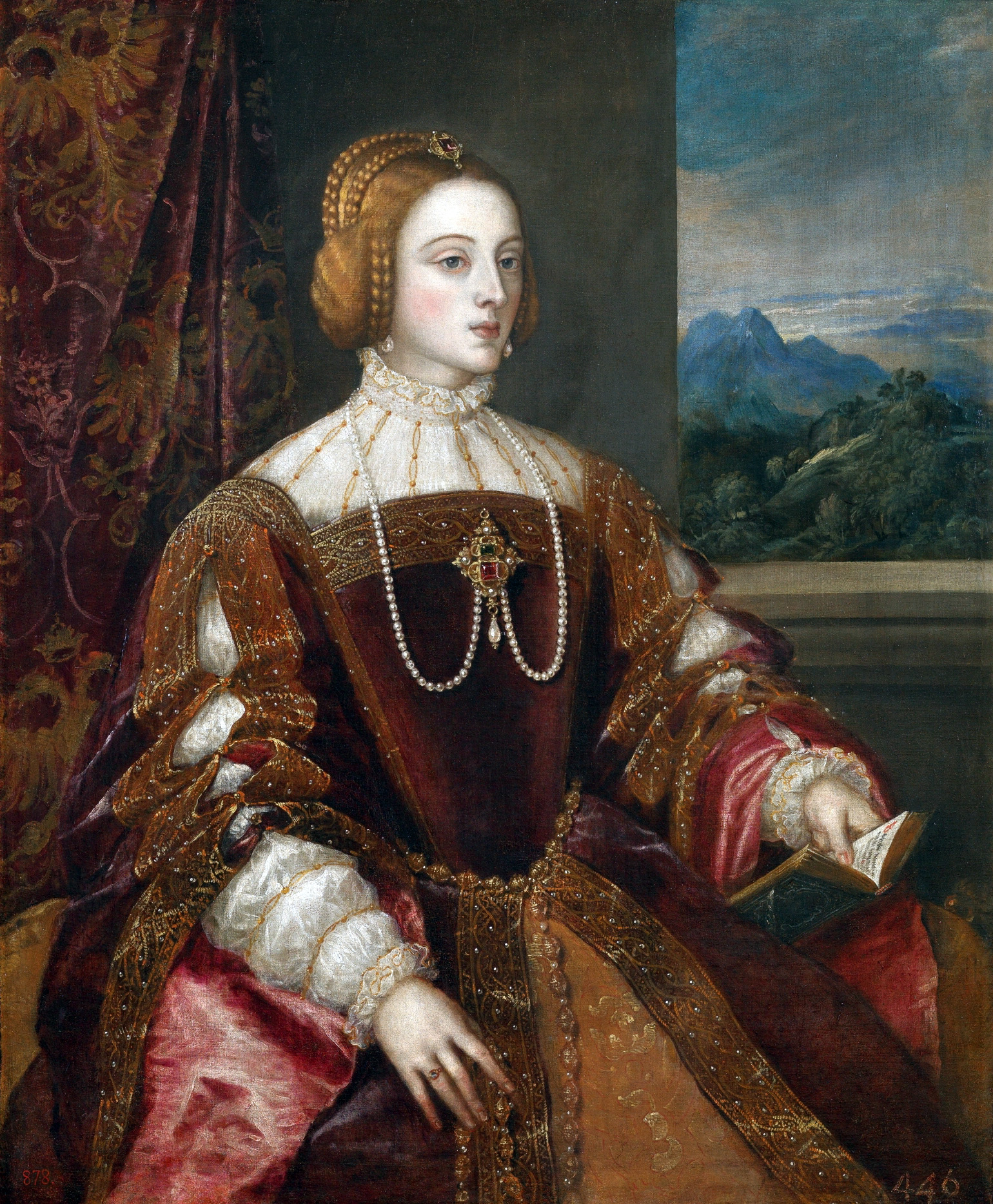
1548年
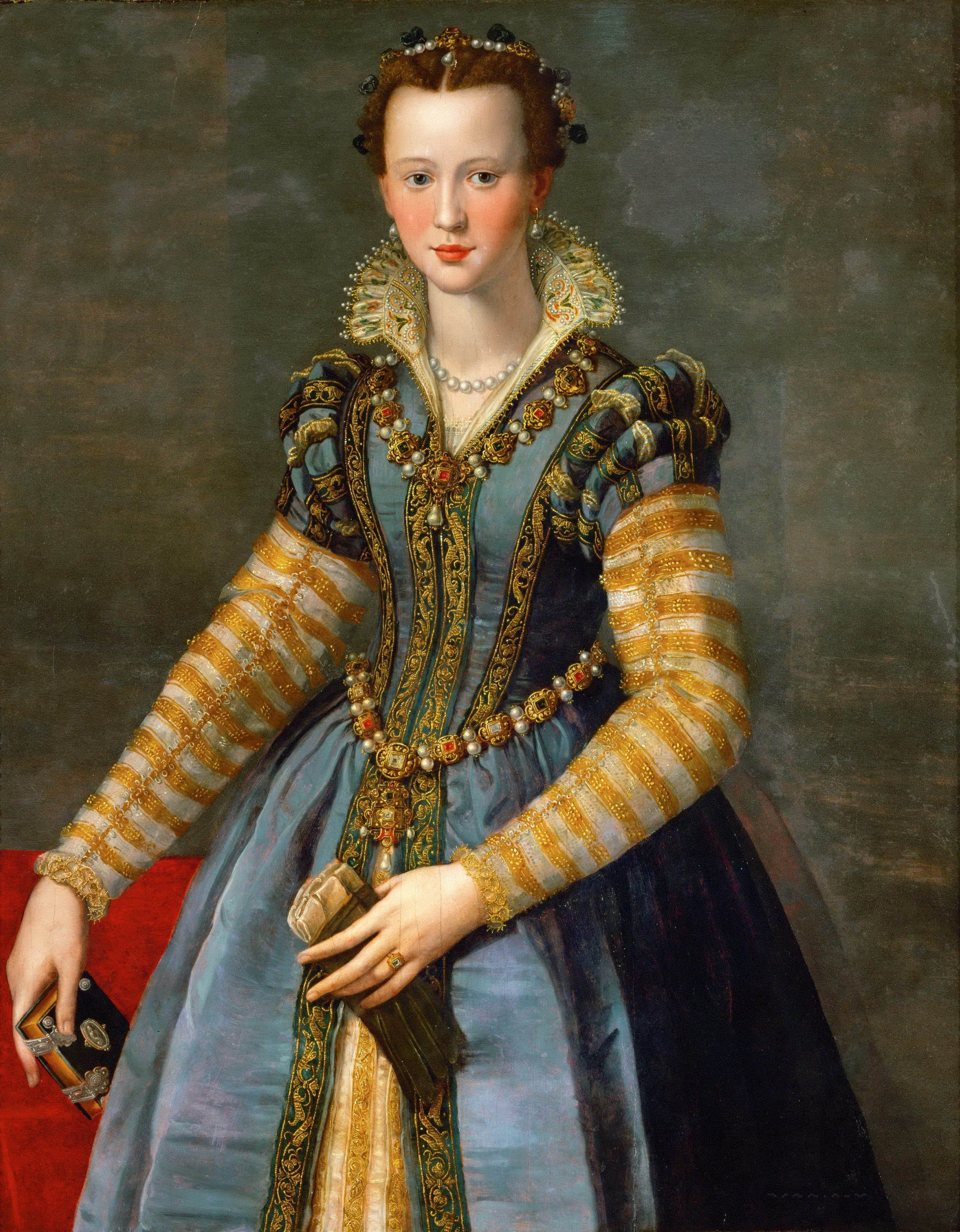
1555年

#### イギリス・フランス
また「トランペット・スリーブ」という袖がトランペットの様に八の字に広がる形を好んだ。特に、イギリスの女性はゲーブル・フード（w:gable hood）と呼ばれるヘッドドレスを被った。

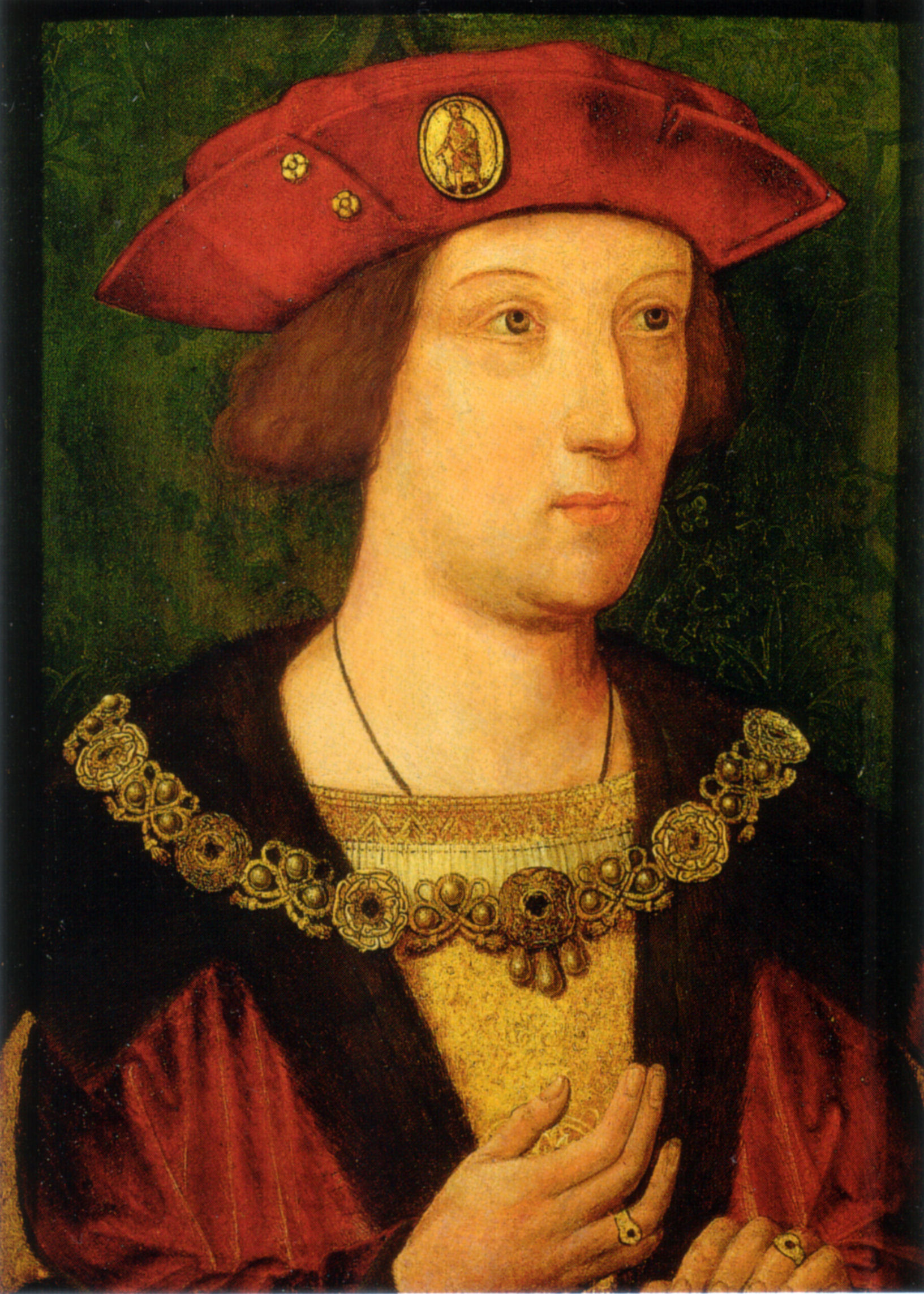
1500年
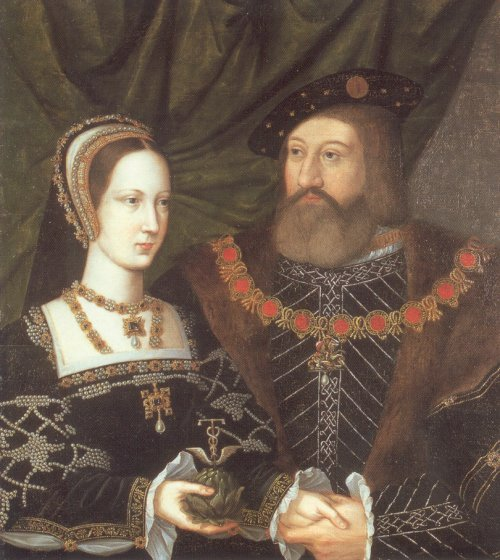
1516年
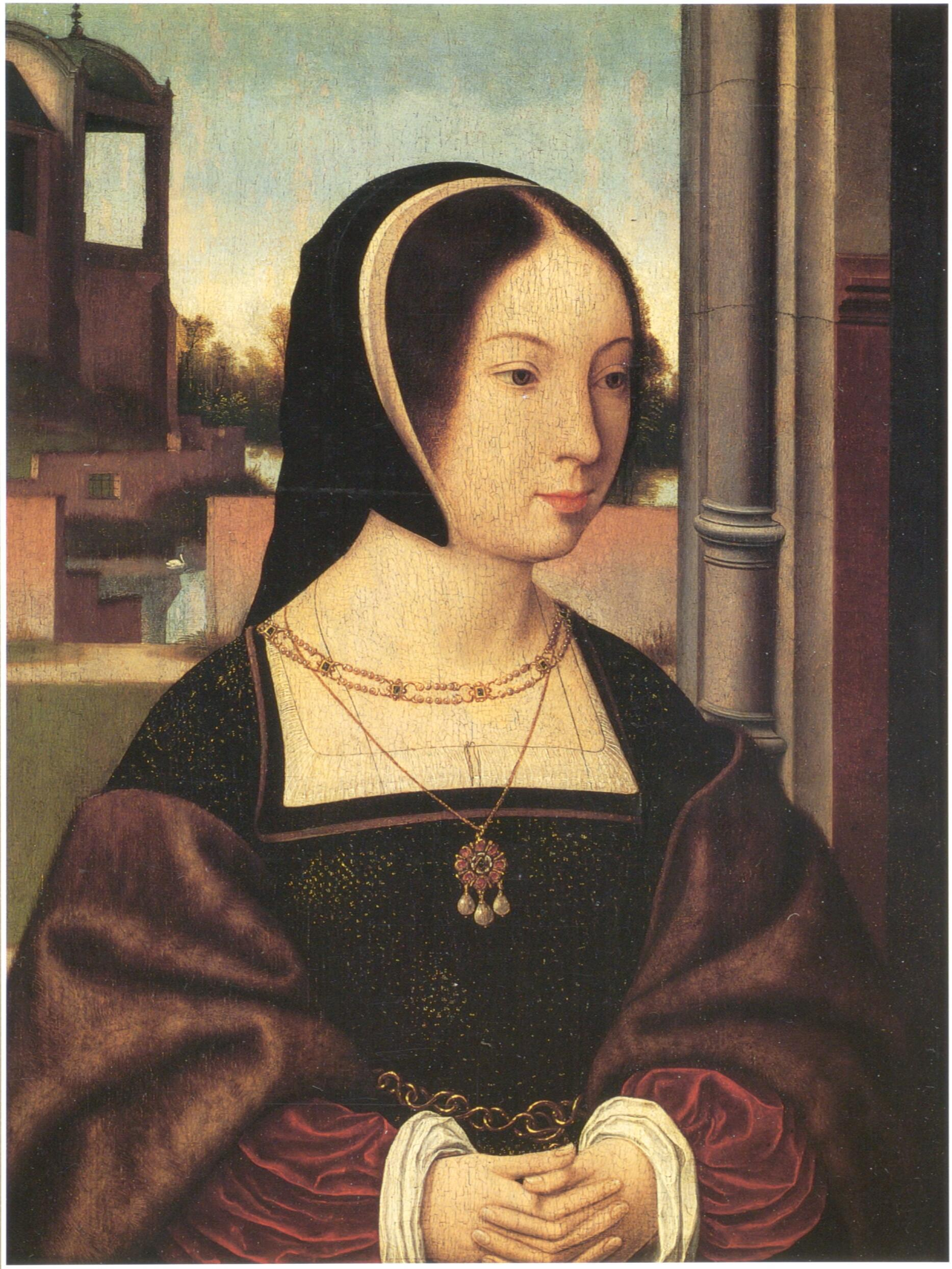
1520年
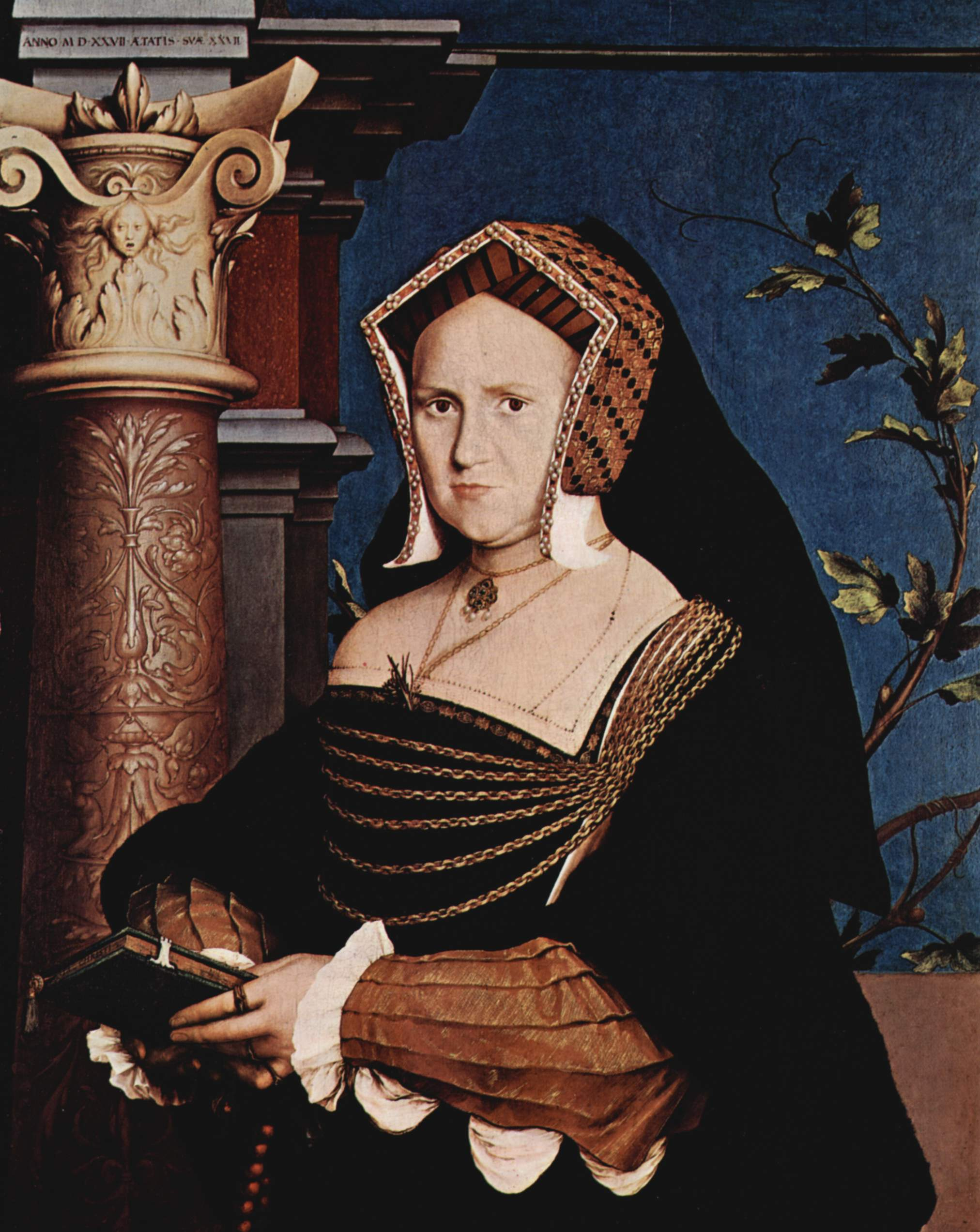
1527年、ゲーブル・フードを着用
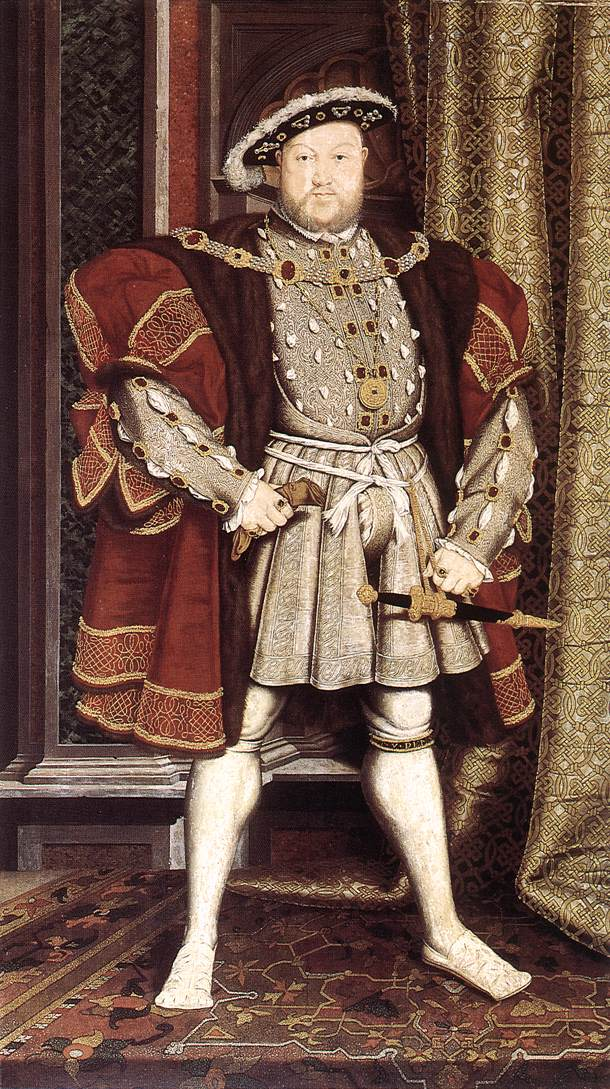
1537年
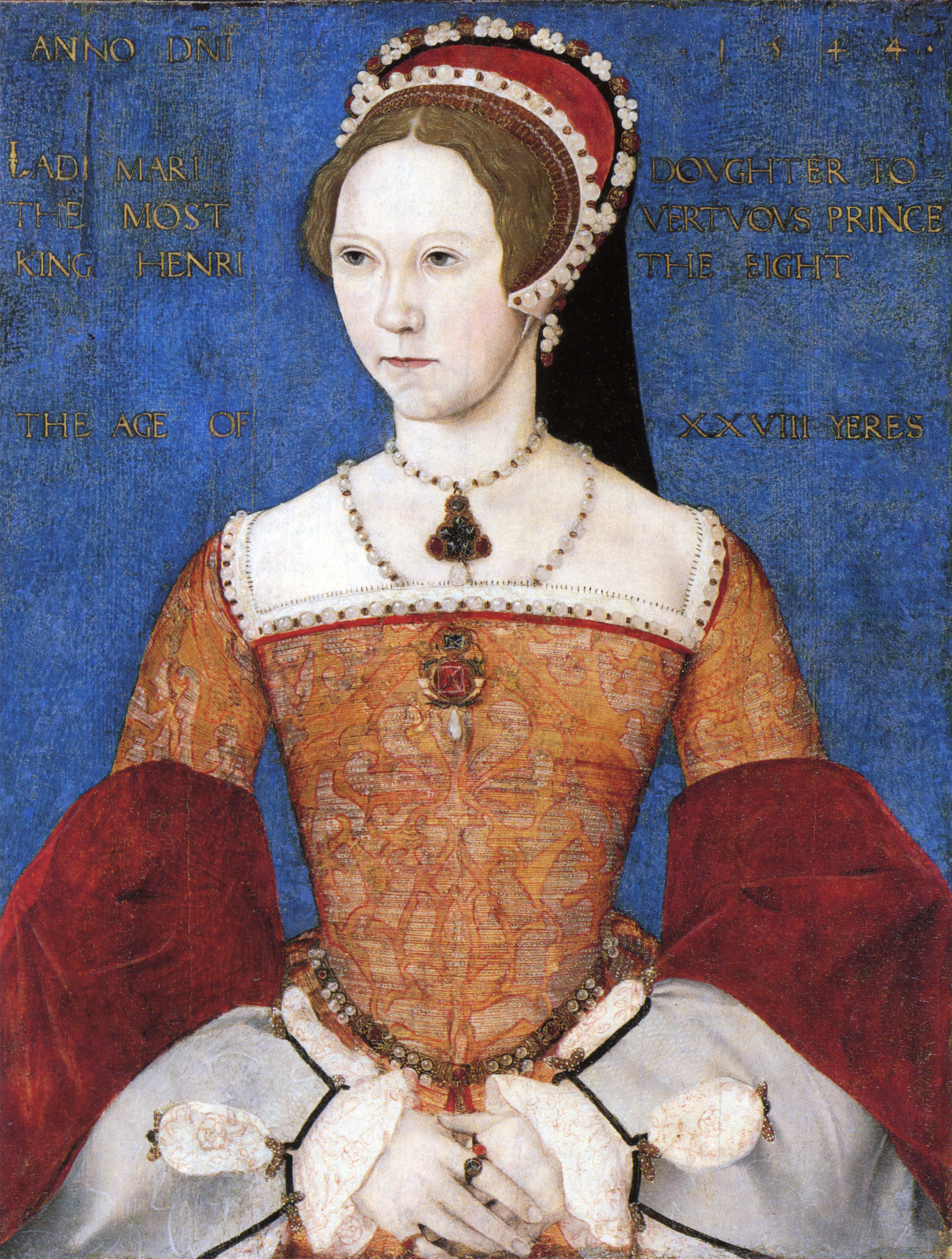
1544年
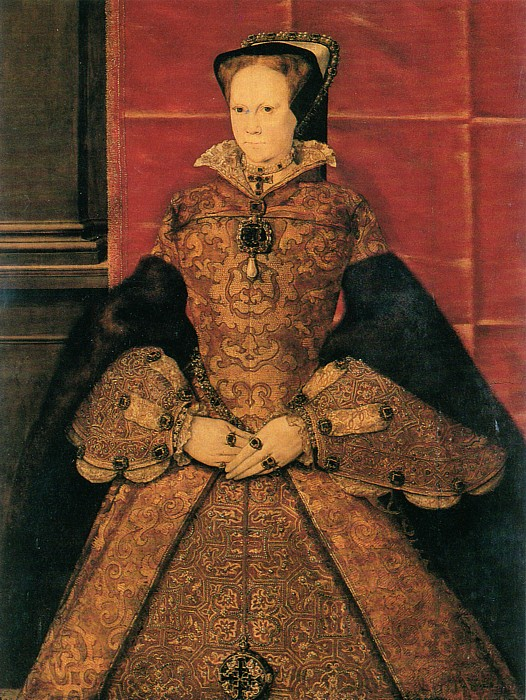
1554年

#### エリザベス・スタイル
スペイン王・フェリペ2世とイギリス女王・メアリ1世の婚姻により、南欧の流行がイギリスで取り入れられ、その後のエリザベス1世時代の権力を誇示するかのように独自に発達した。
男女とも、エリザベサン・カラーという、繊細なラフ（襞襟）を着用する。
この時代より、人工的に体型を誇張し始め、女性は上半身がV字型に見えるよう腰を細く見せ、スカート部分はファージンゲール（詰め物）を腰に巻いて膨らませた。男性も、ダブリット（上着）は腰を細く見せ、トランク・ホーズ（半ズボン）の中に綿や羽毛等の詰め物を入れて膨らませた。

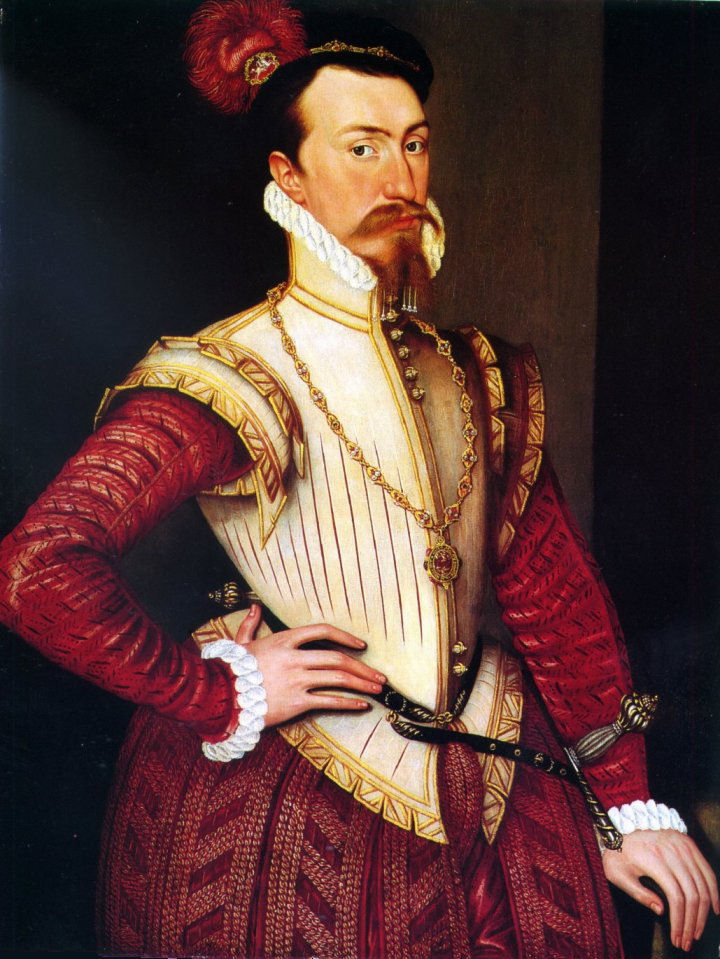
1560年代
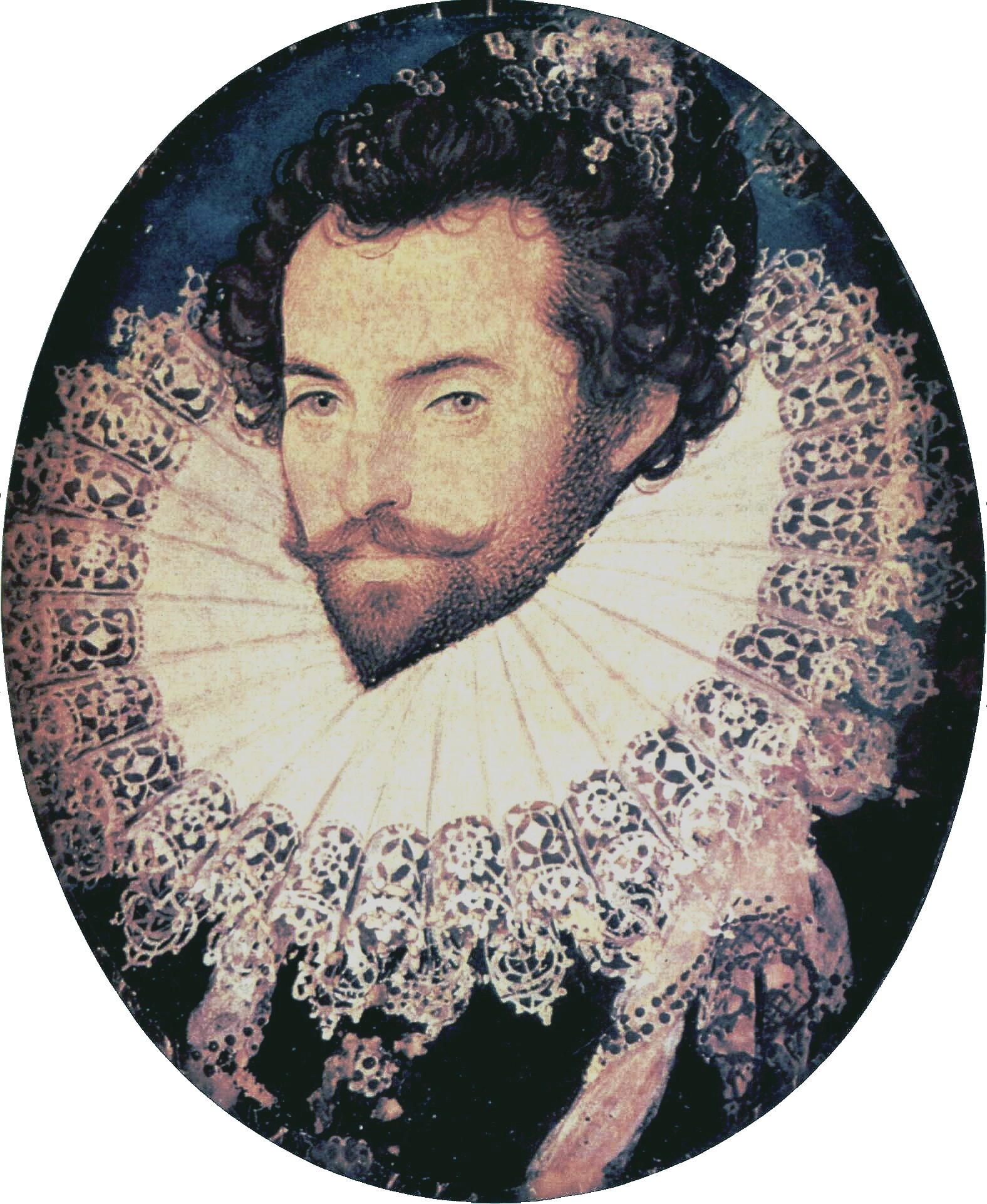
1585年
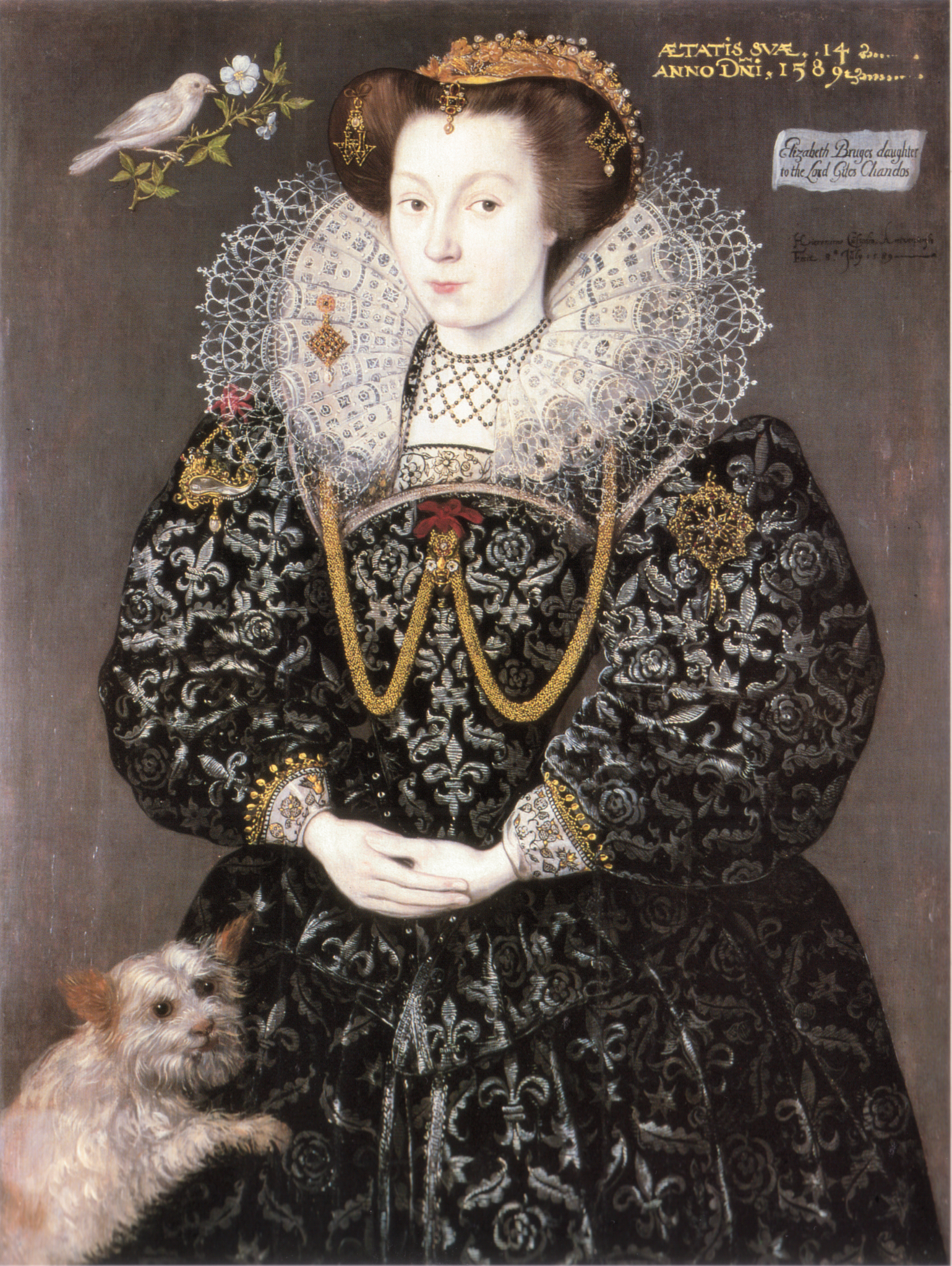
1589年
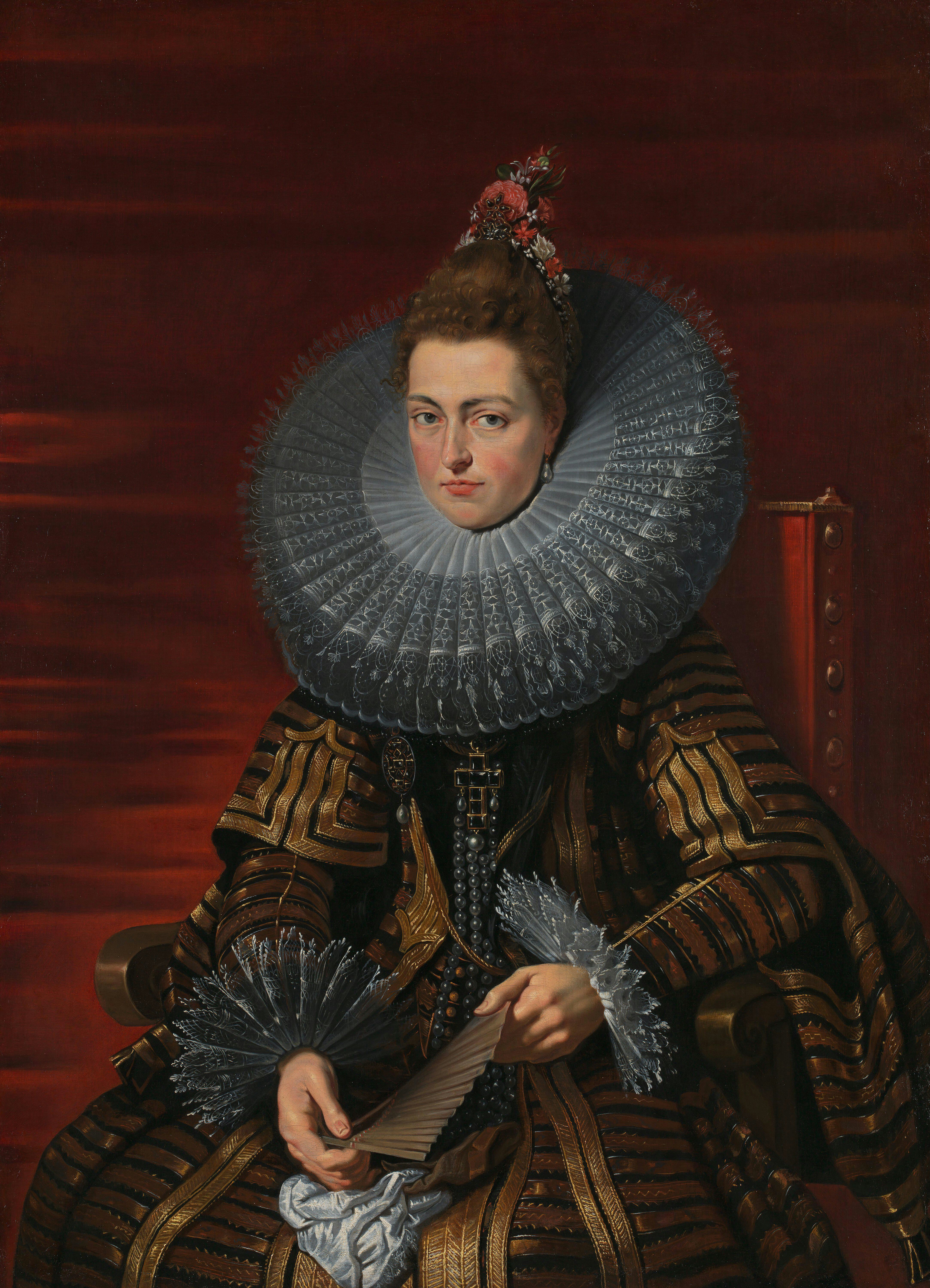
1609年
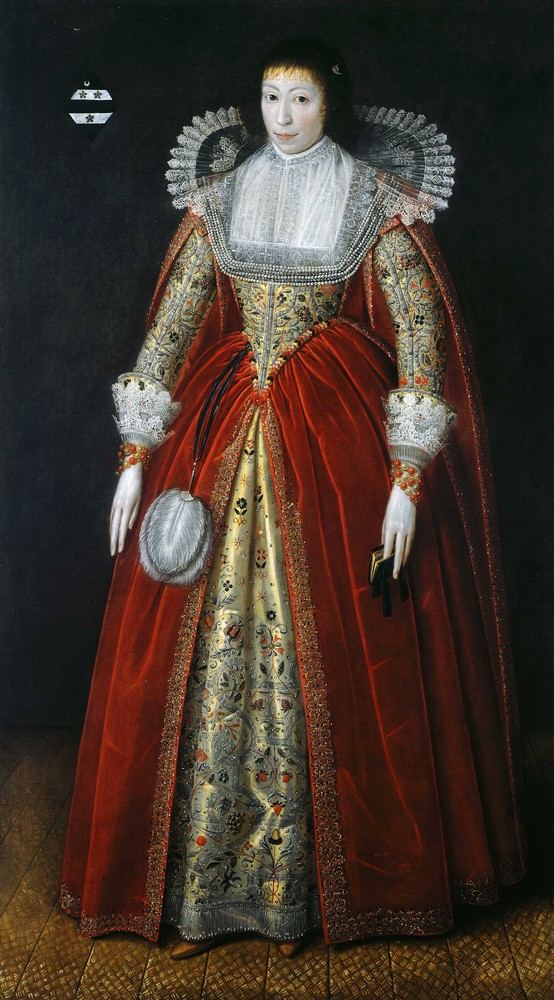
1620年

### バロック・スタイル
男性は、権威を象徴するような高く角のようにふくらませた髪型（アロンジュ）が流行し、鬘の着用が一般的になっていった。
1620-30年代にかけて、女性はヴィラーゴ・スリーブ（w:Virago sleeve）という、肘を境に二つのふくらみを持った袖が流行する。

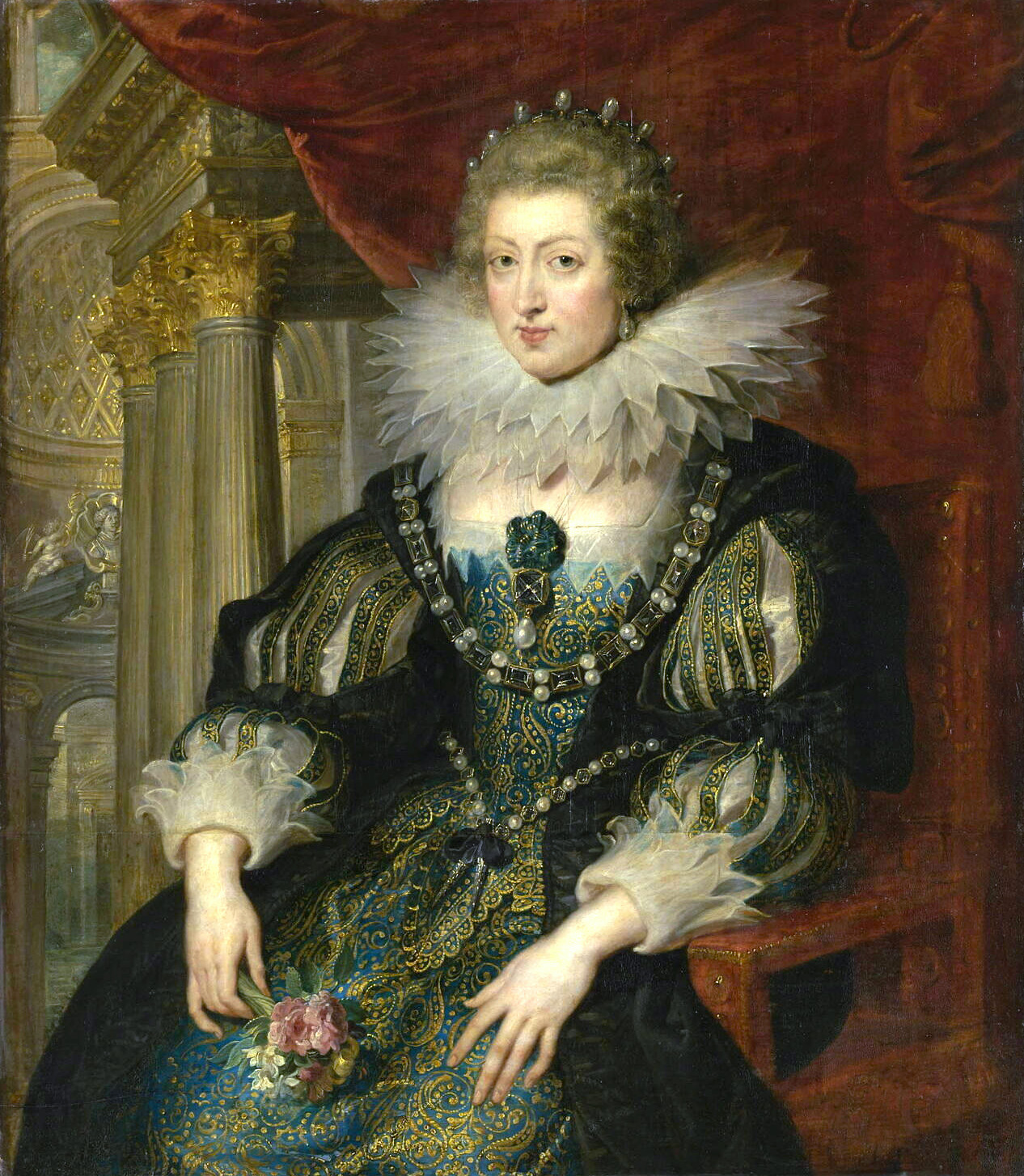
1625年頃
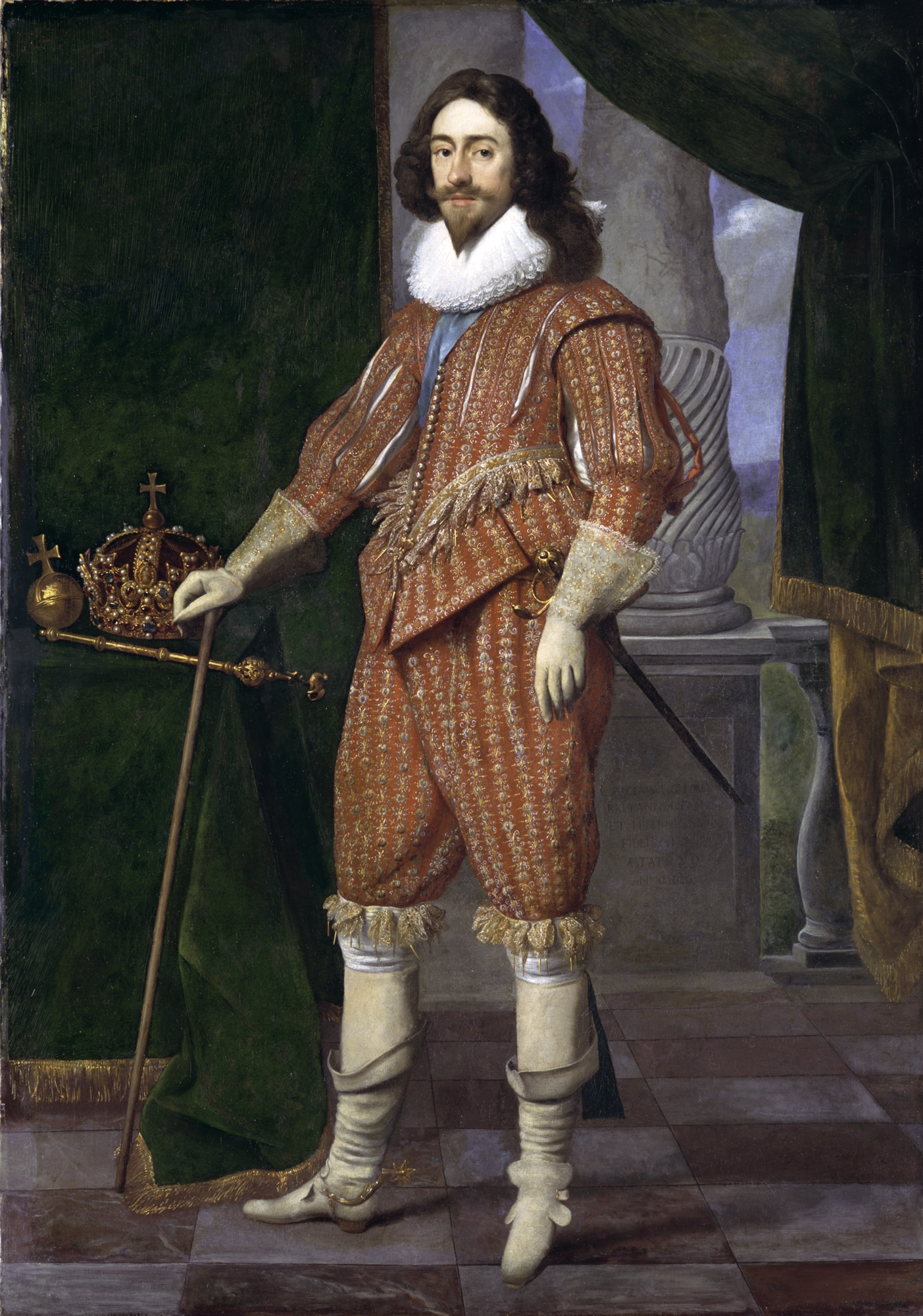
1629年
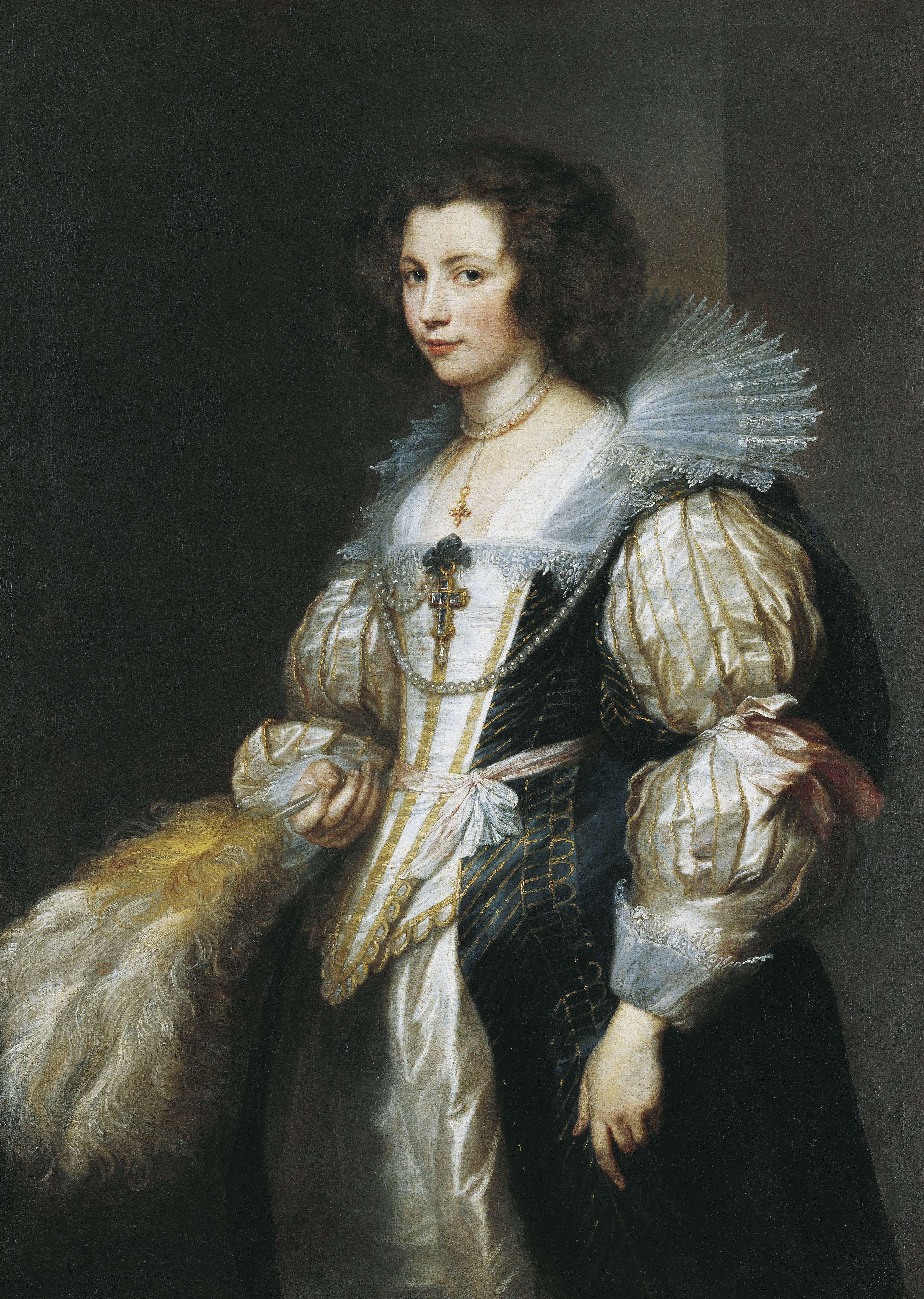
1630年頃
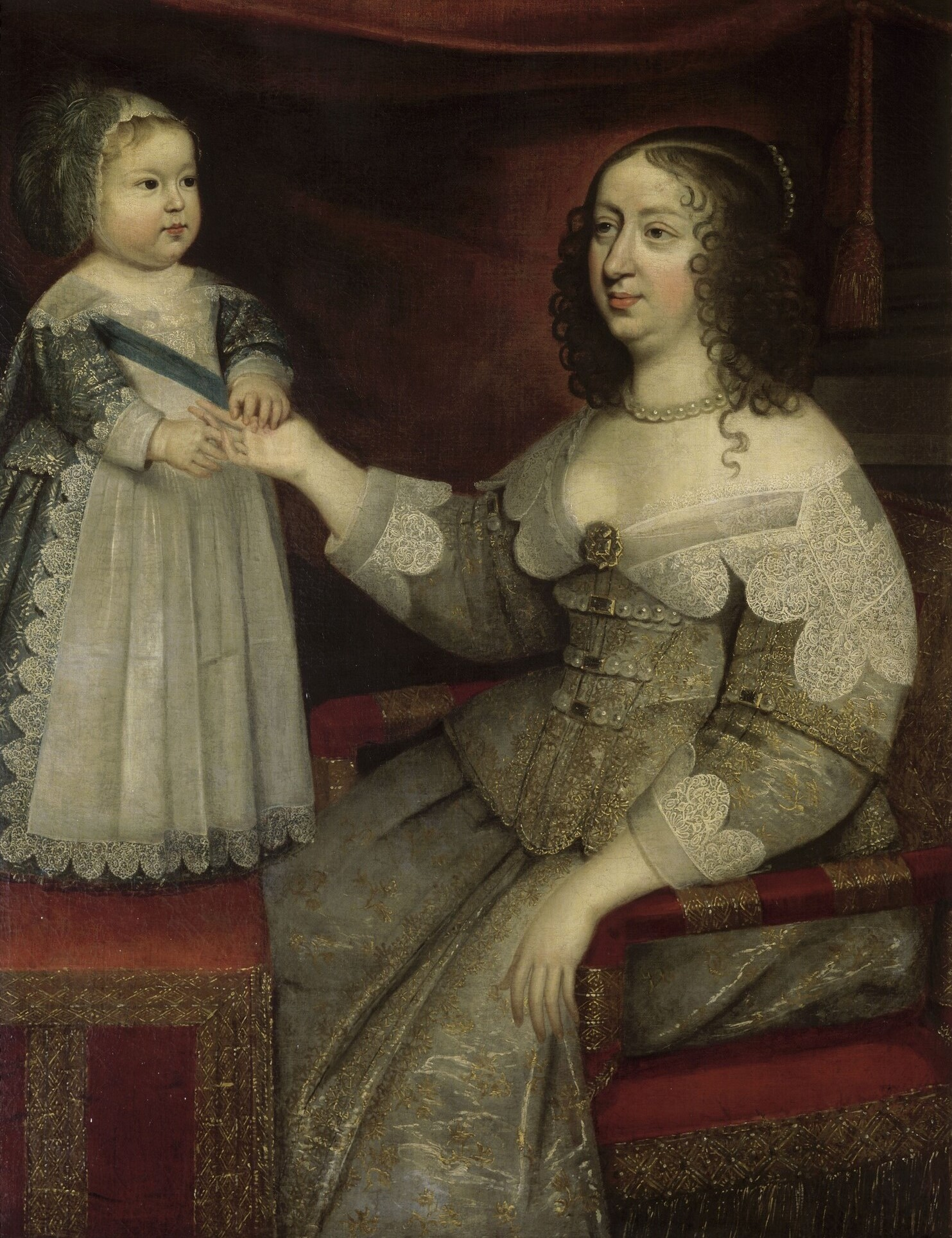
1640年頃
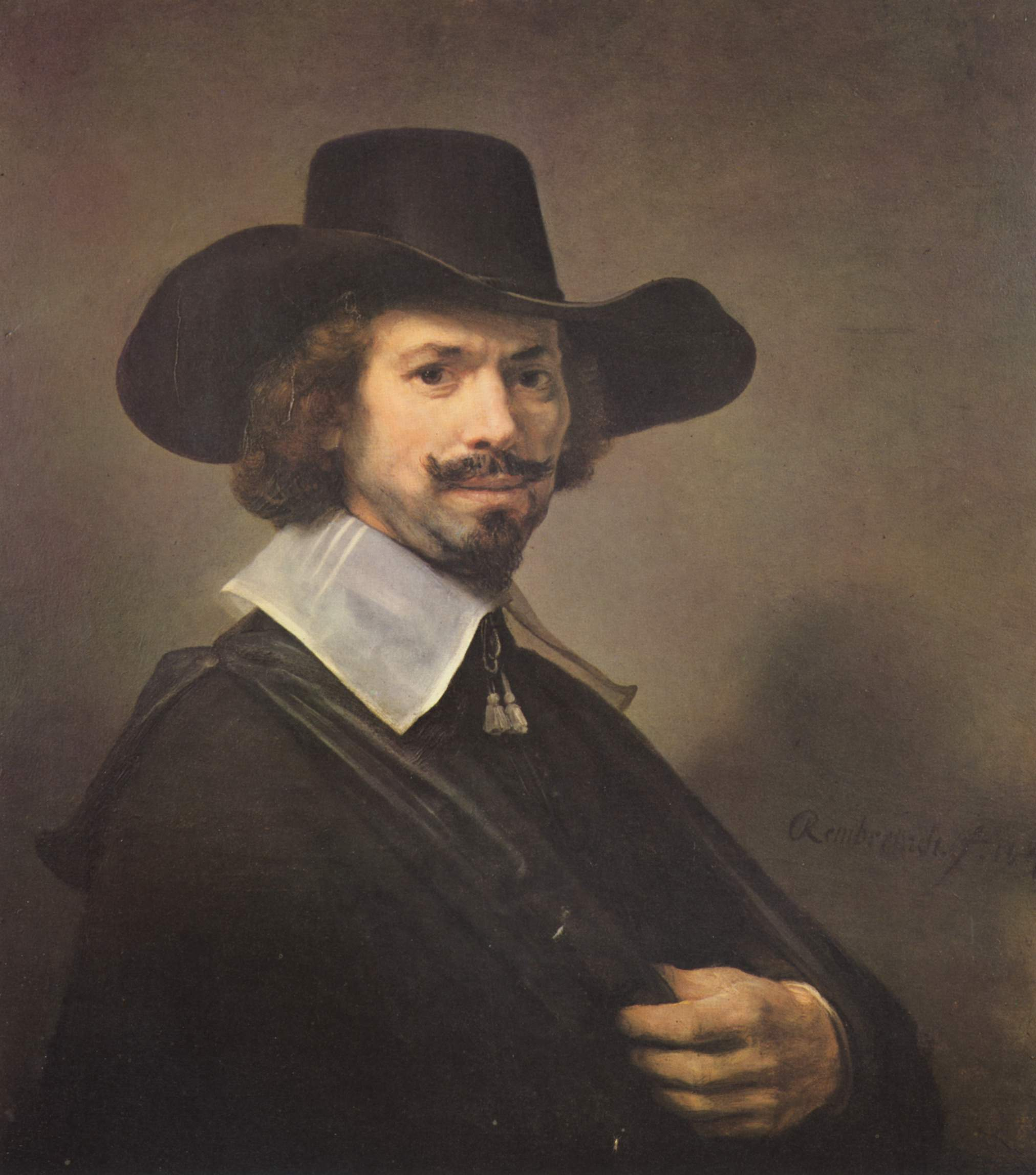
1647年
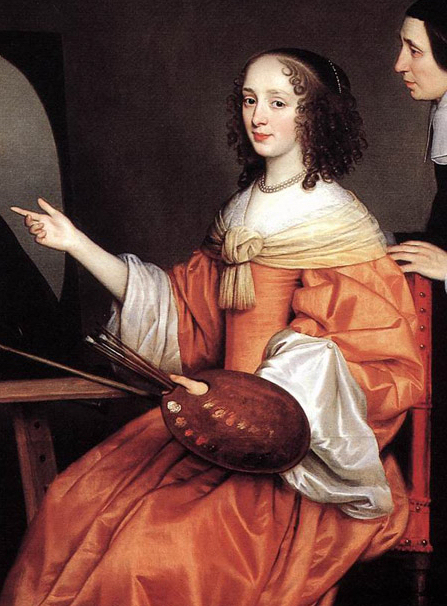
1652年
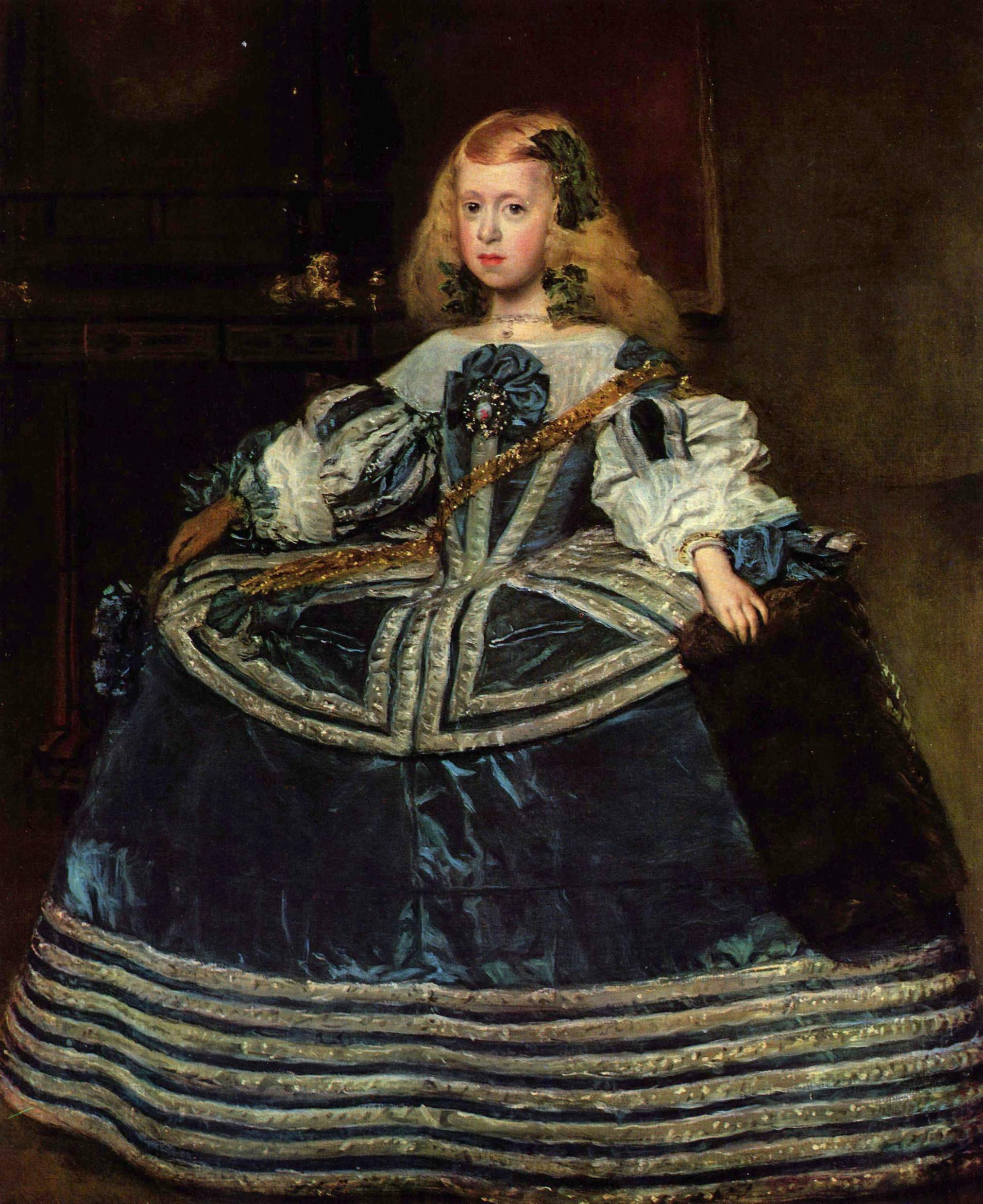
1659年
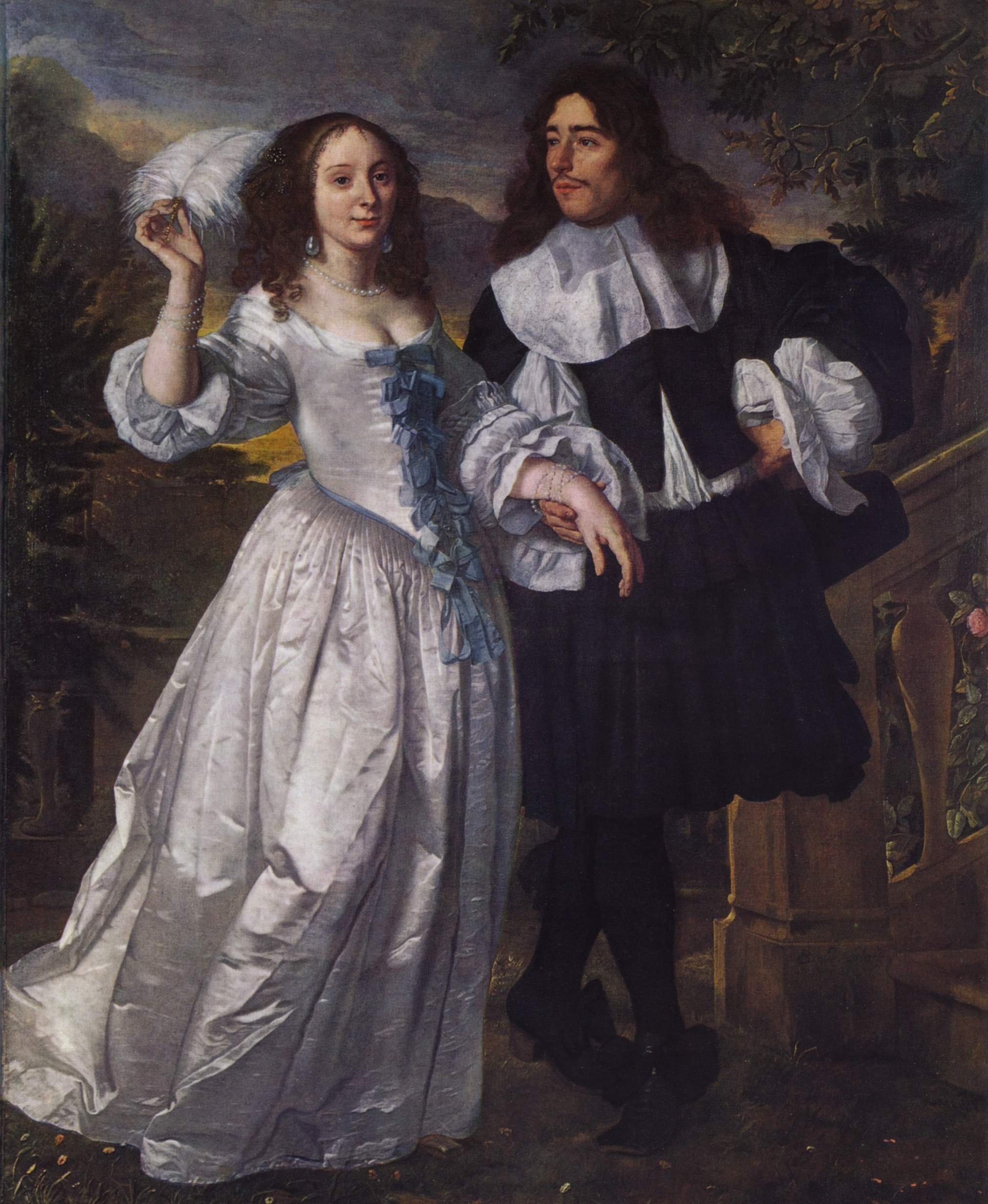
1661年
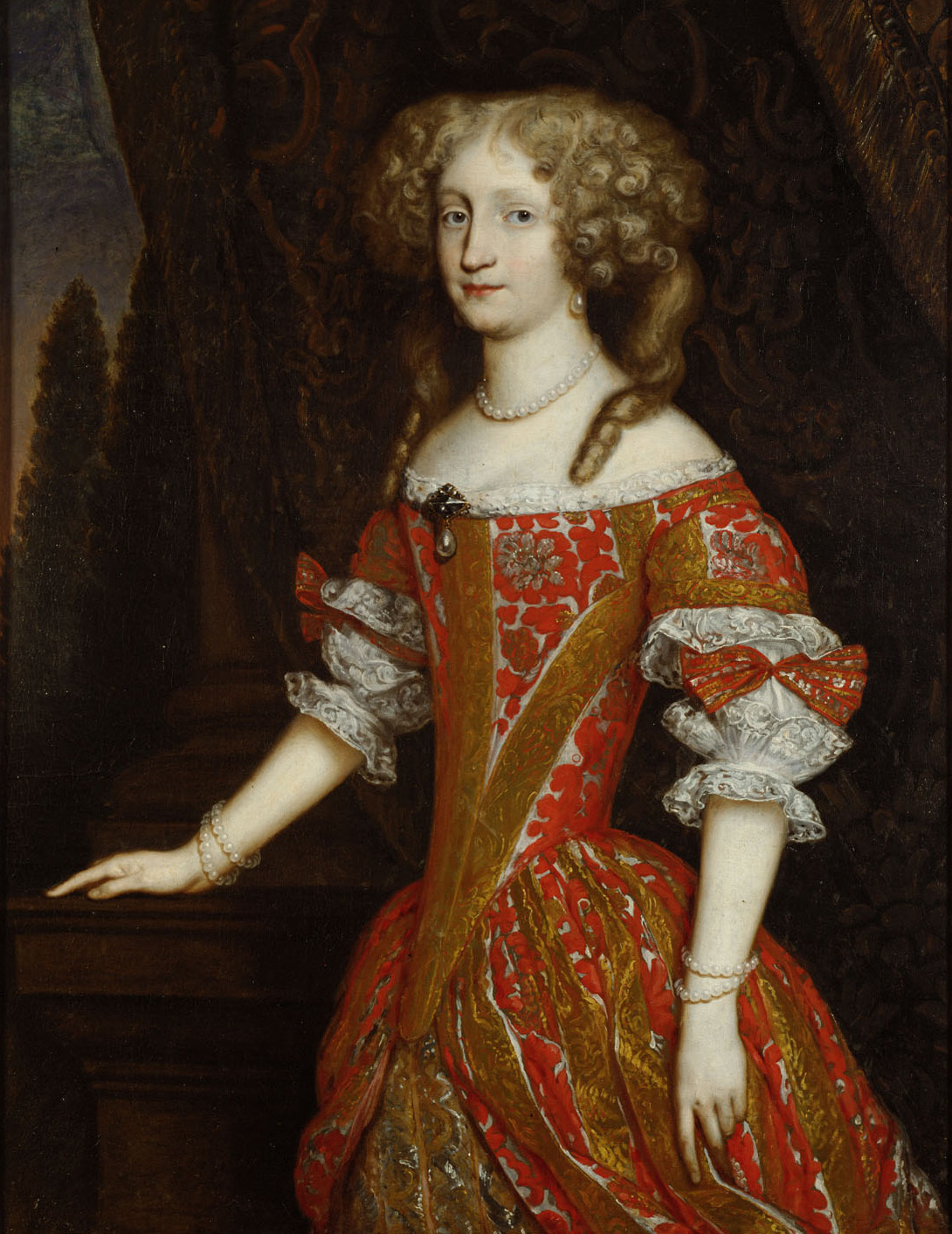
1680年
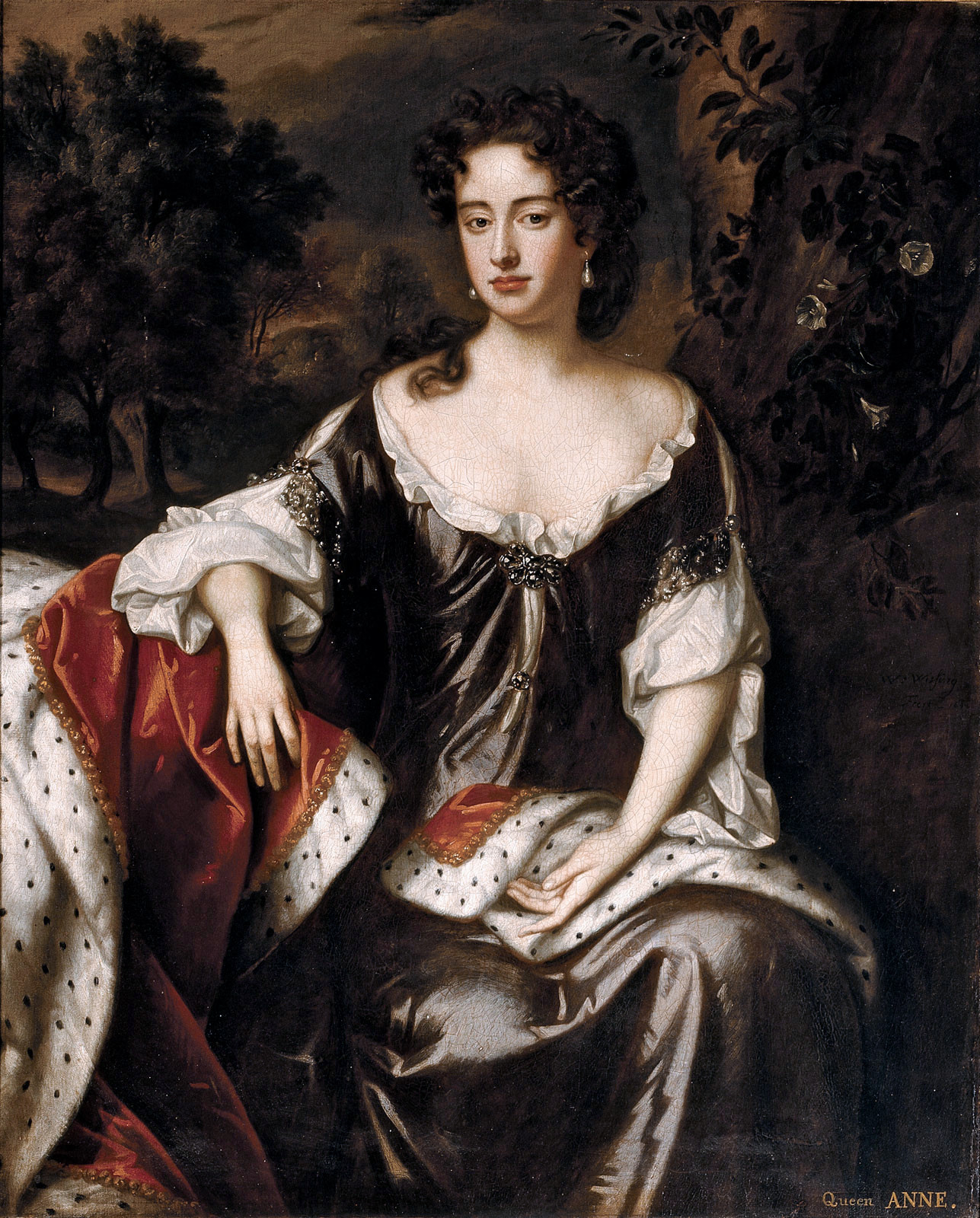
1687年
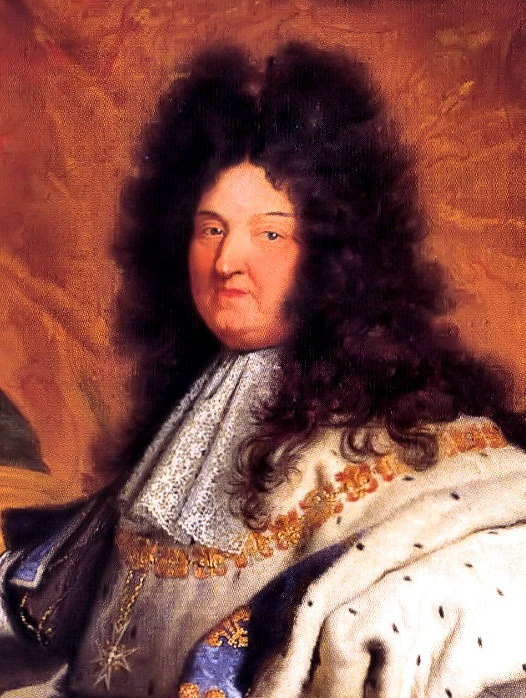
1690年代、アロンジュ（鬘）を着用

### ロココ・スタイル
16世紀頃から、コルセットで体の形を整えることが広まる。18世紀に入ると、美を追求することがエスカレートしていく。
女性は、ウェストを細く締め付け、胸元の広いドレスが一般的になる。また、18世紀後半は、貴族階級の間でスタイルがよく見えるという理由から高くふくらませた髪型が流行する。
男性は、低く横にカールをつけた髪型が一般的になる。

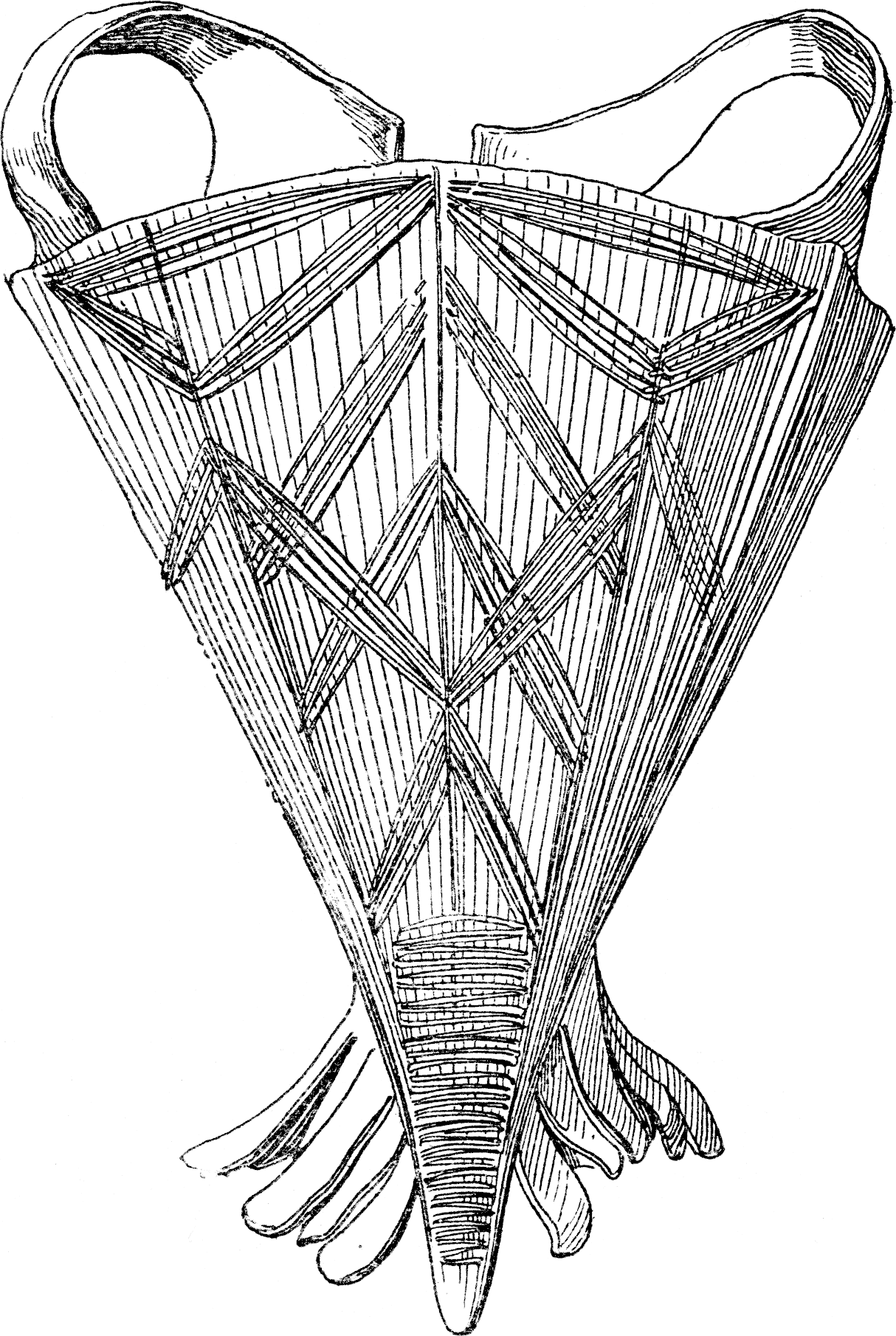
コルセットの一例
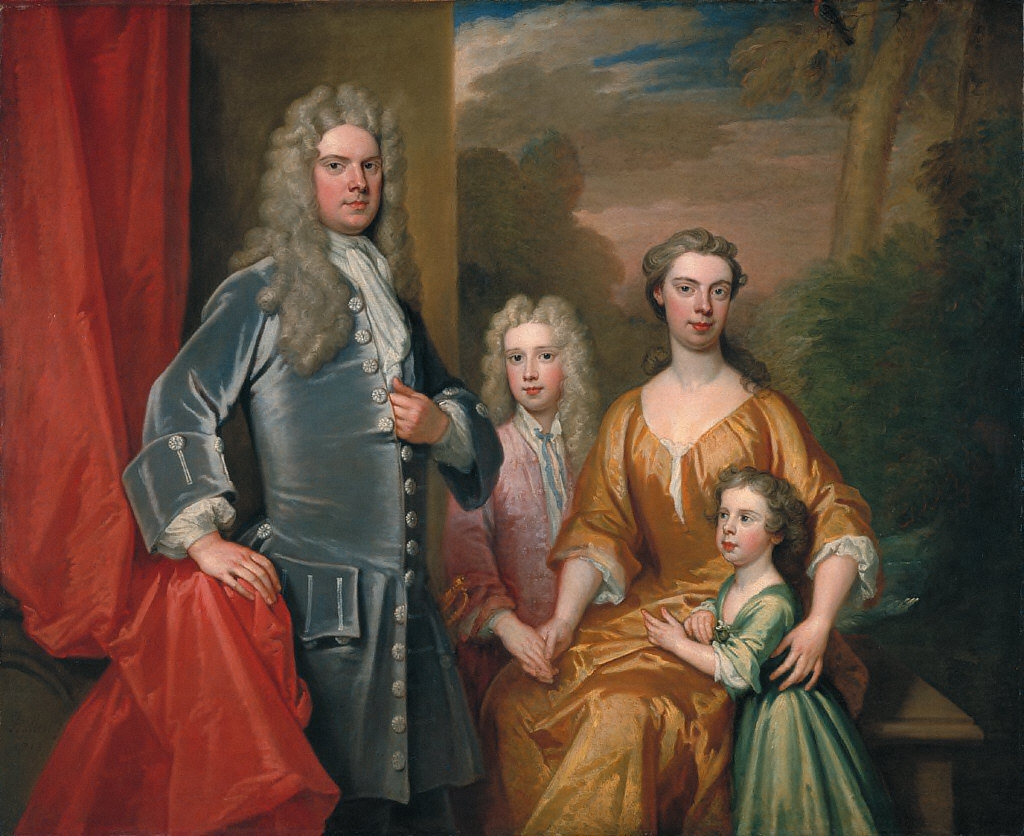
1713年
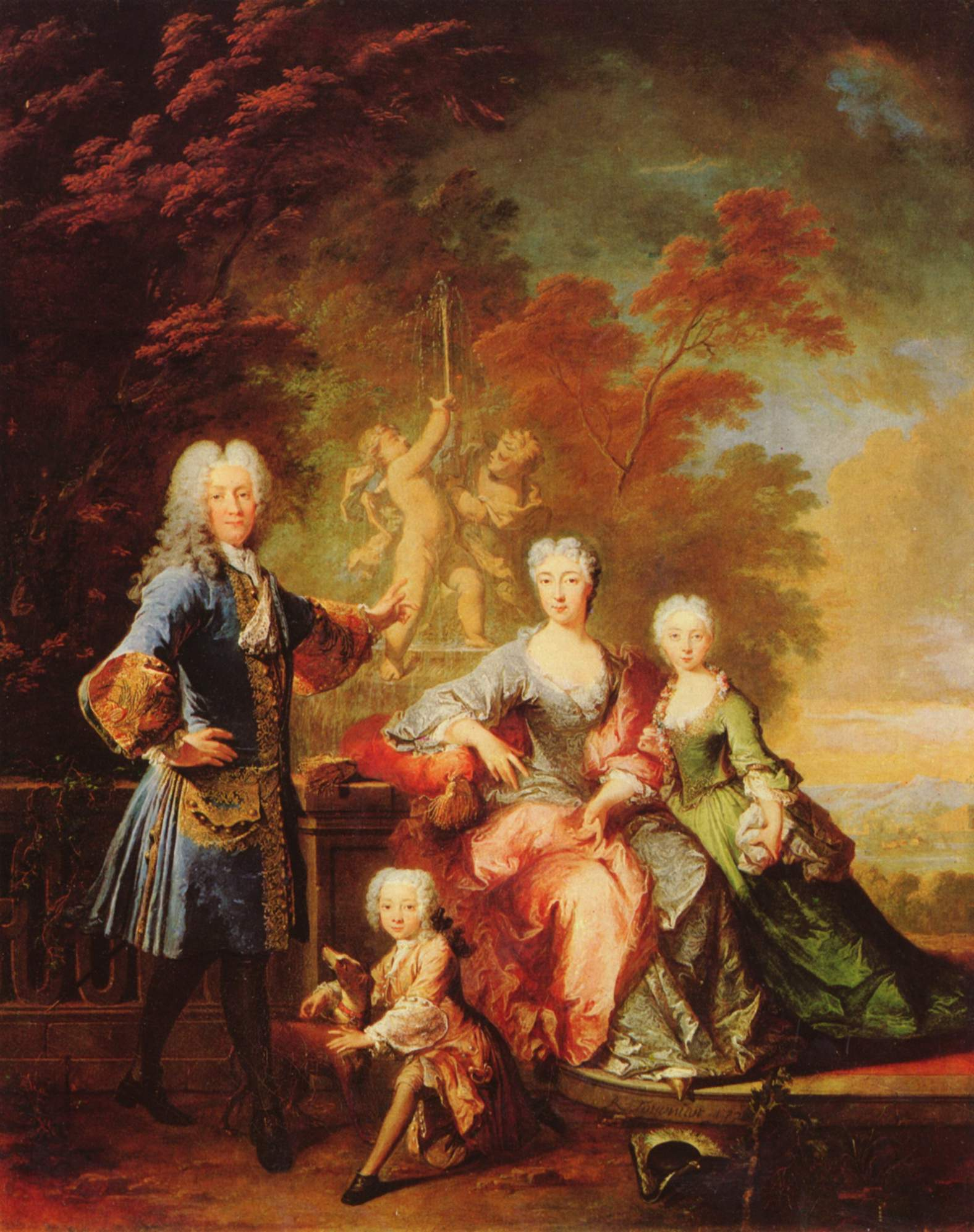
1727年
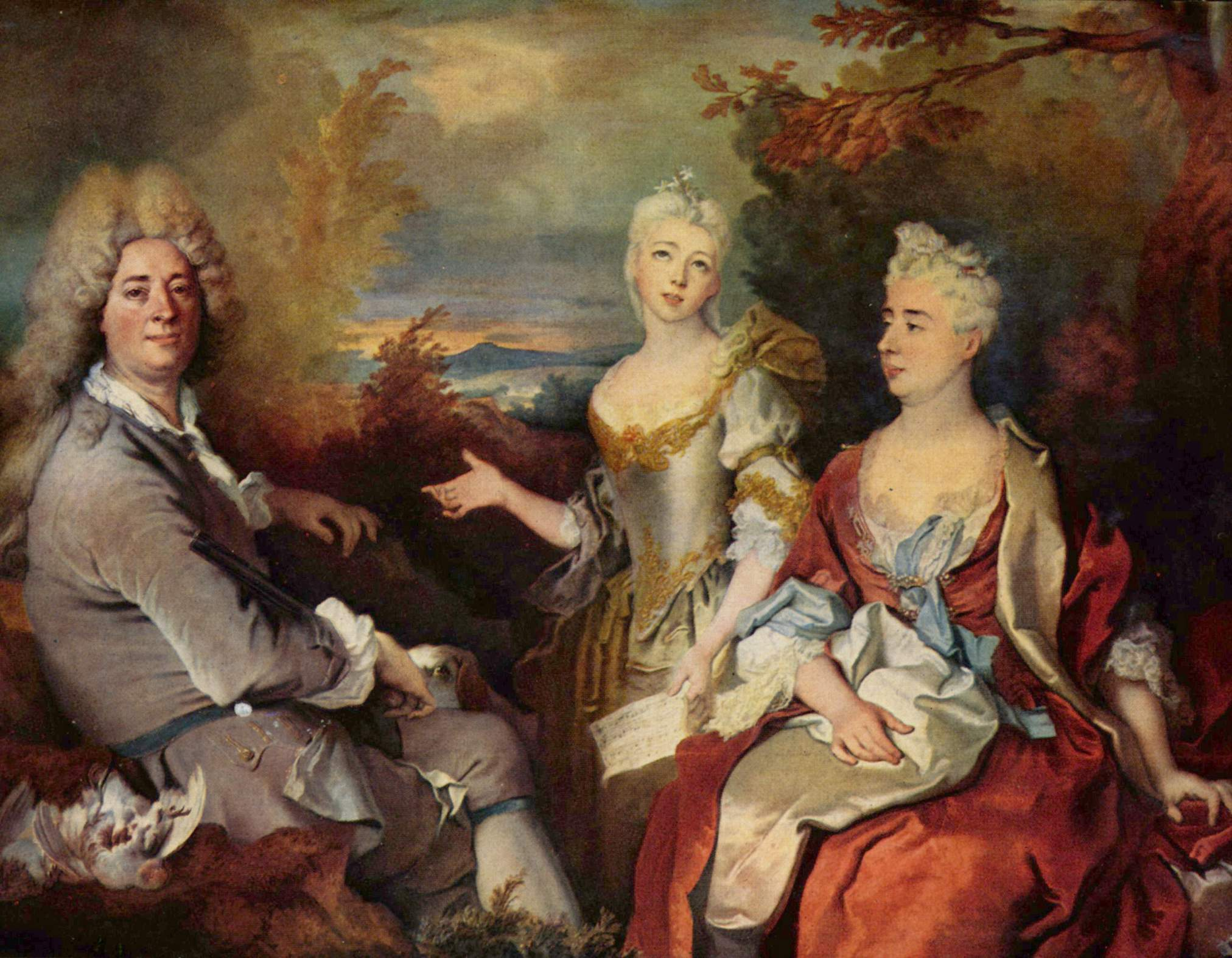
1730年
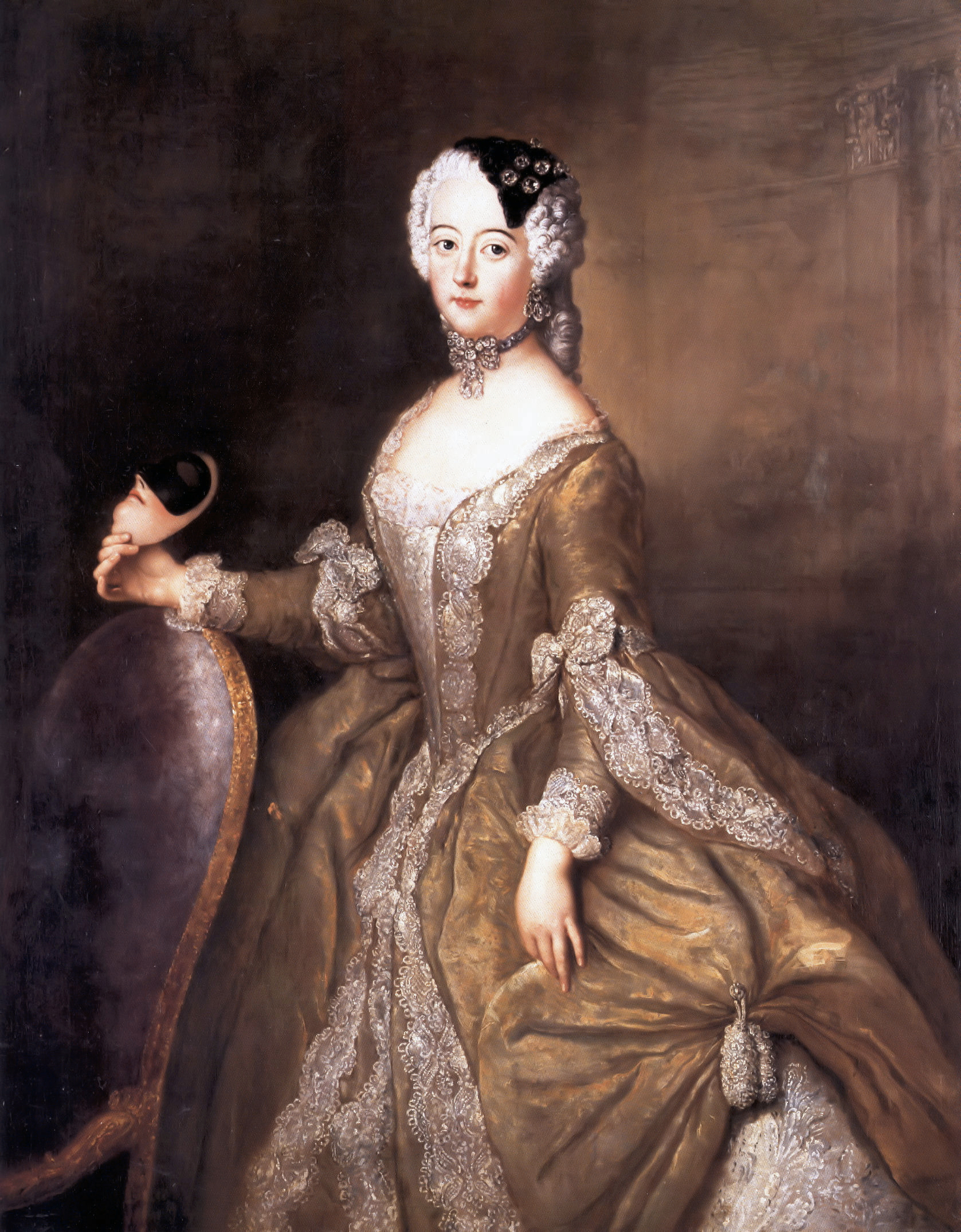
1744年
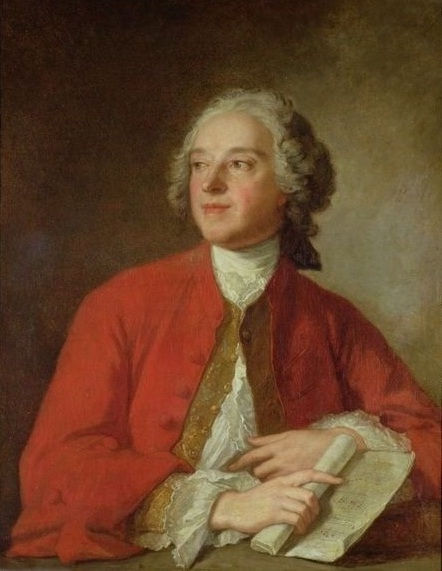
1755年
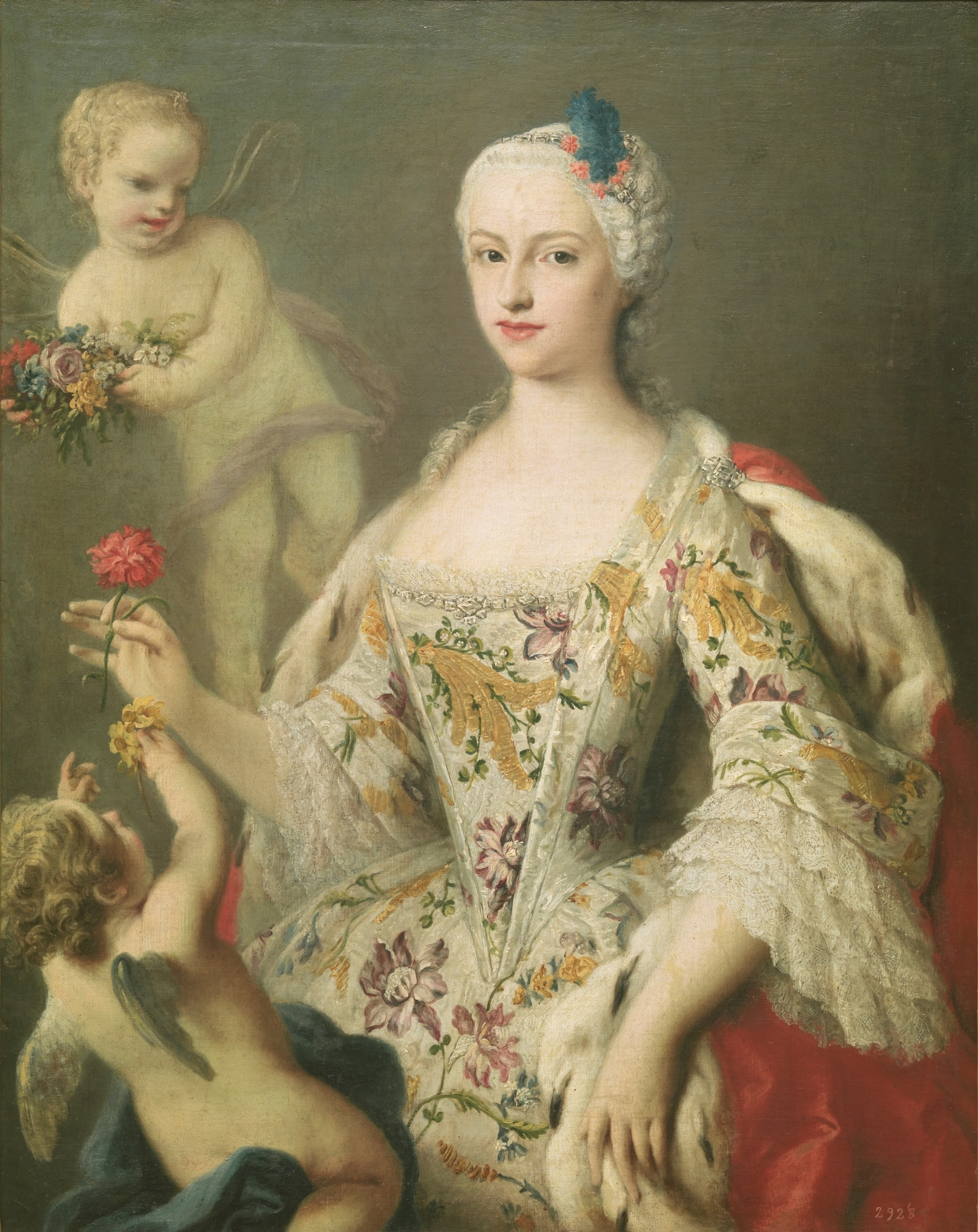
1755年
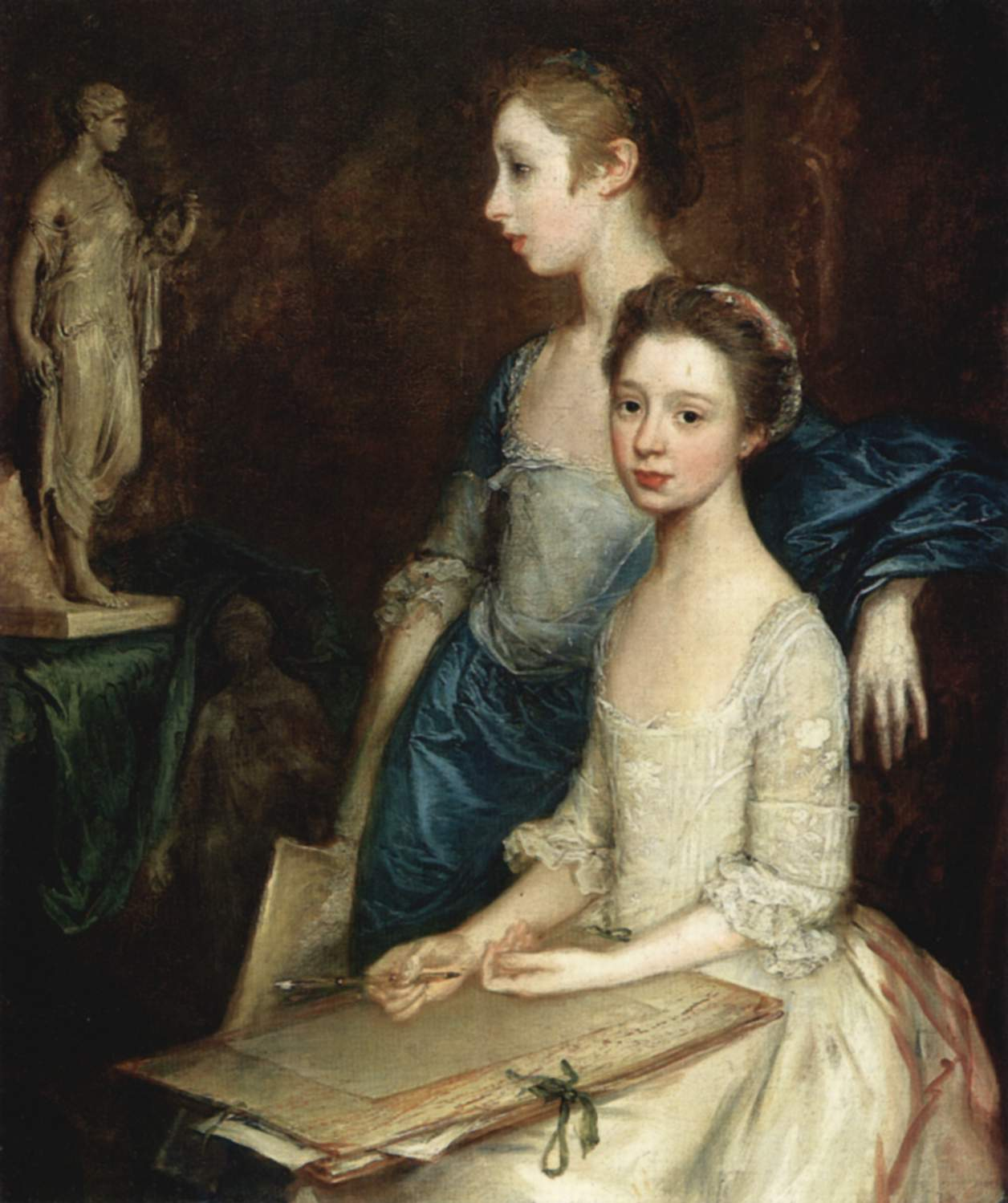
1760年
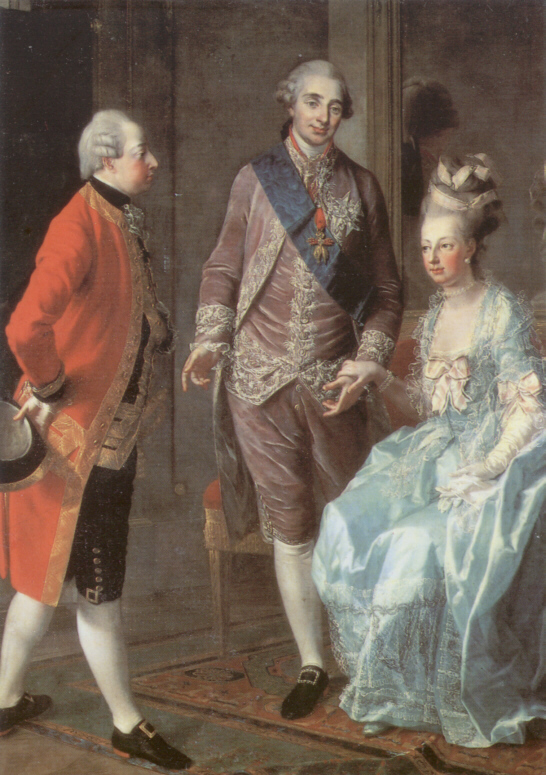
1775年頃
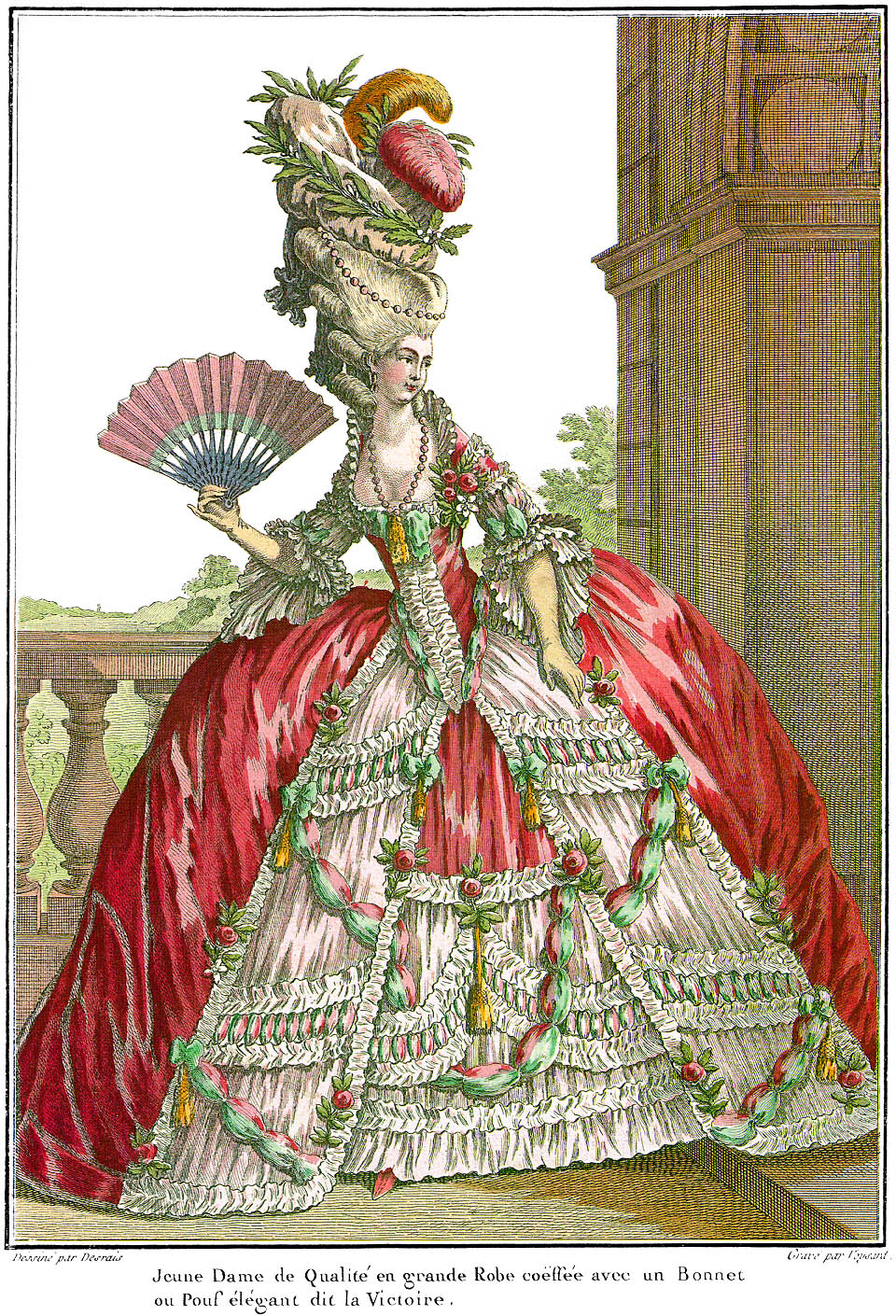
1778年
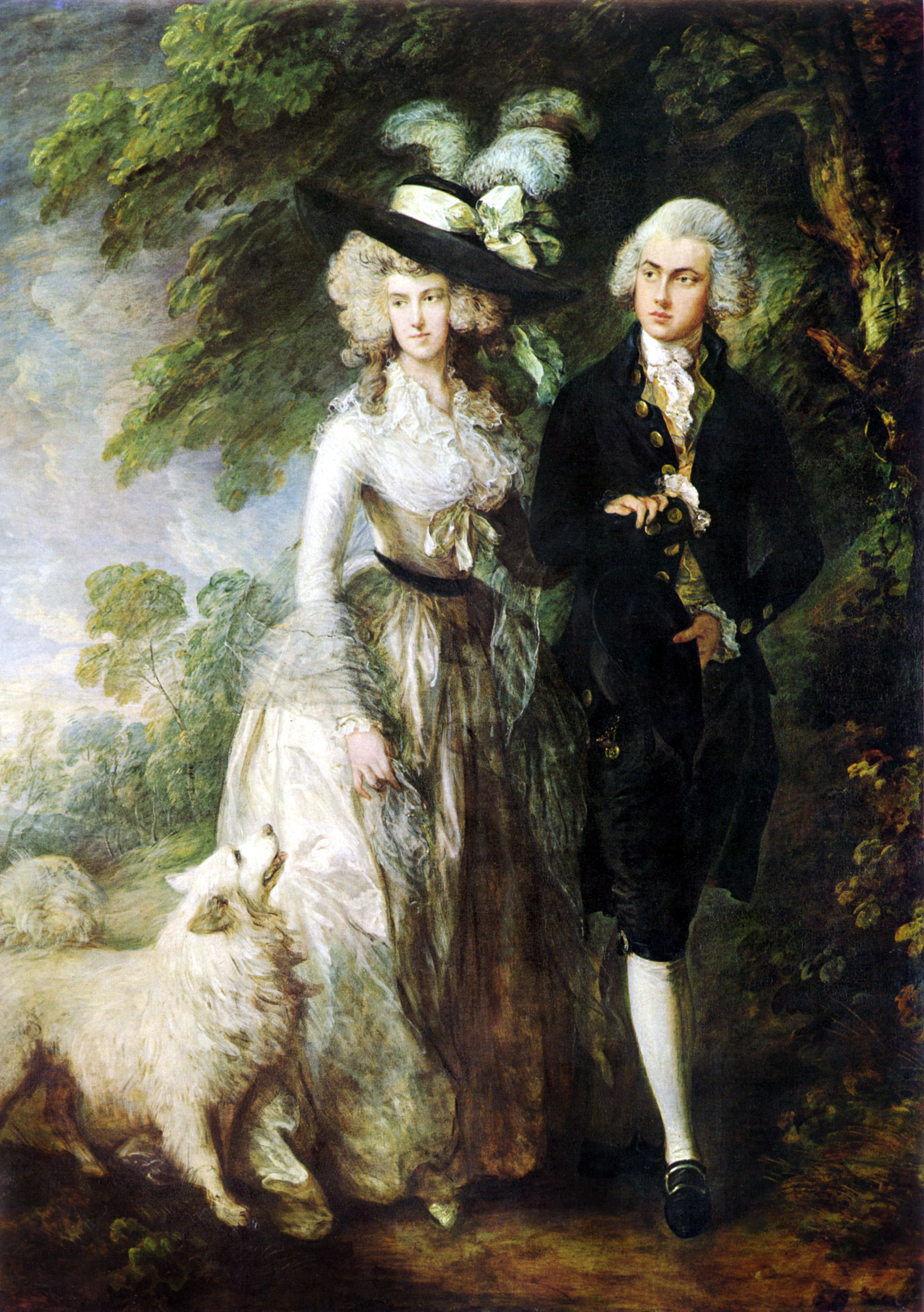
1785年

### エンパイア・スタイル
1784年のフランス革命以後、ナポレオン・ボナパルトの台頭に前後し洋服はよりシンプルになっていく。
女性は、コルセットがなくハイウェストのドレスが一般的になる。エンパイア・スタイルでは、大きく開いた襟ぐりと、小さな提灯袖（パフ・スリーブ）が特徴である。
男性も、鬘で髪型を作るのをやめるようになる。

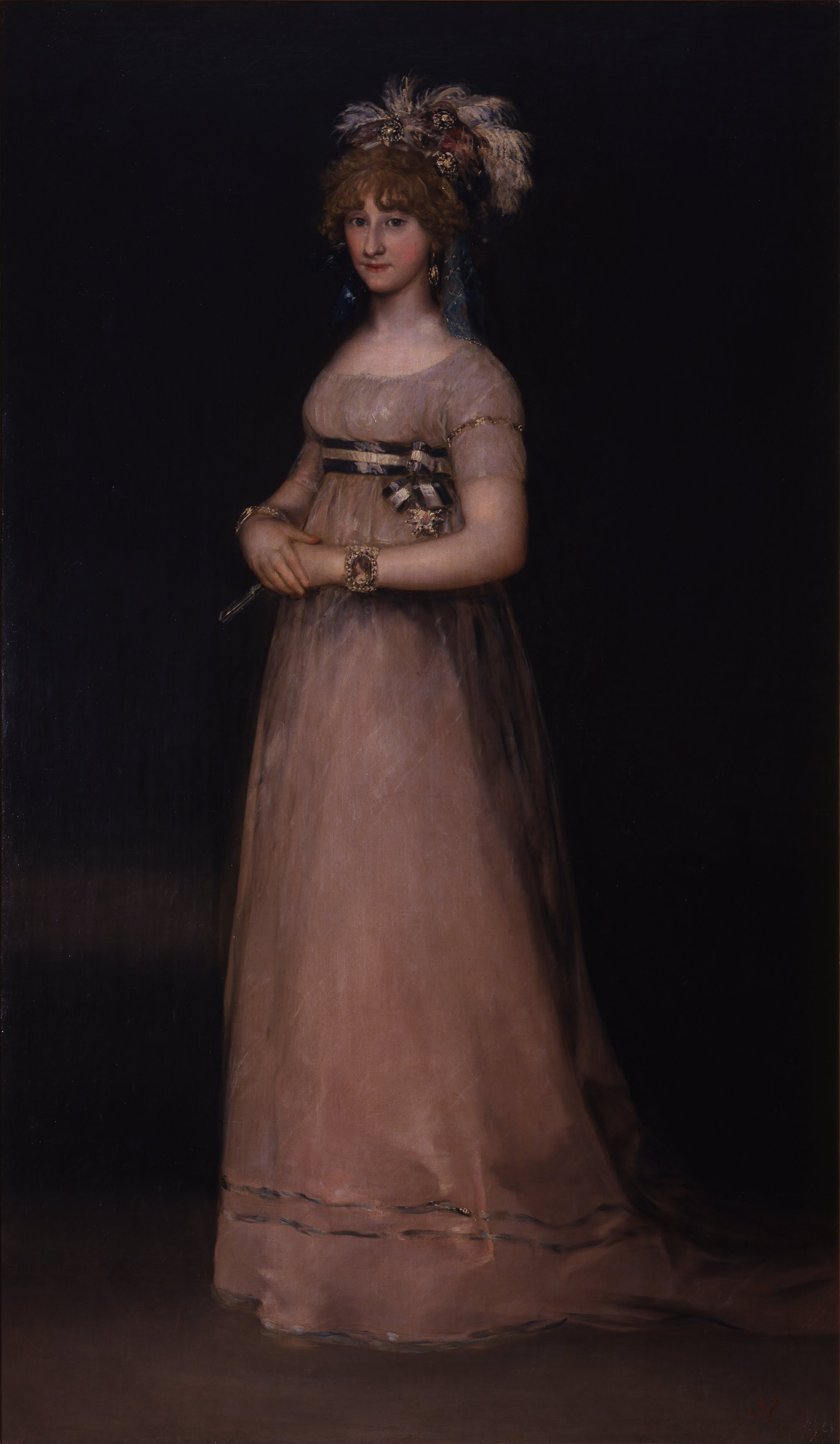
1797年頃
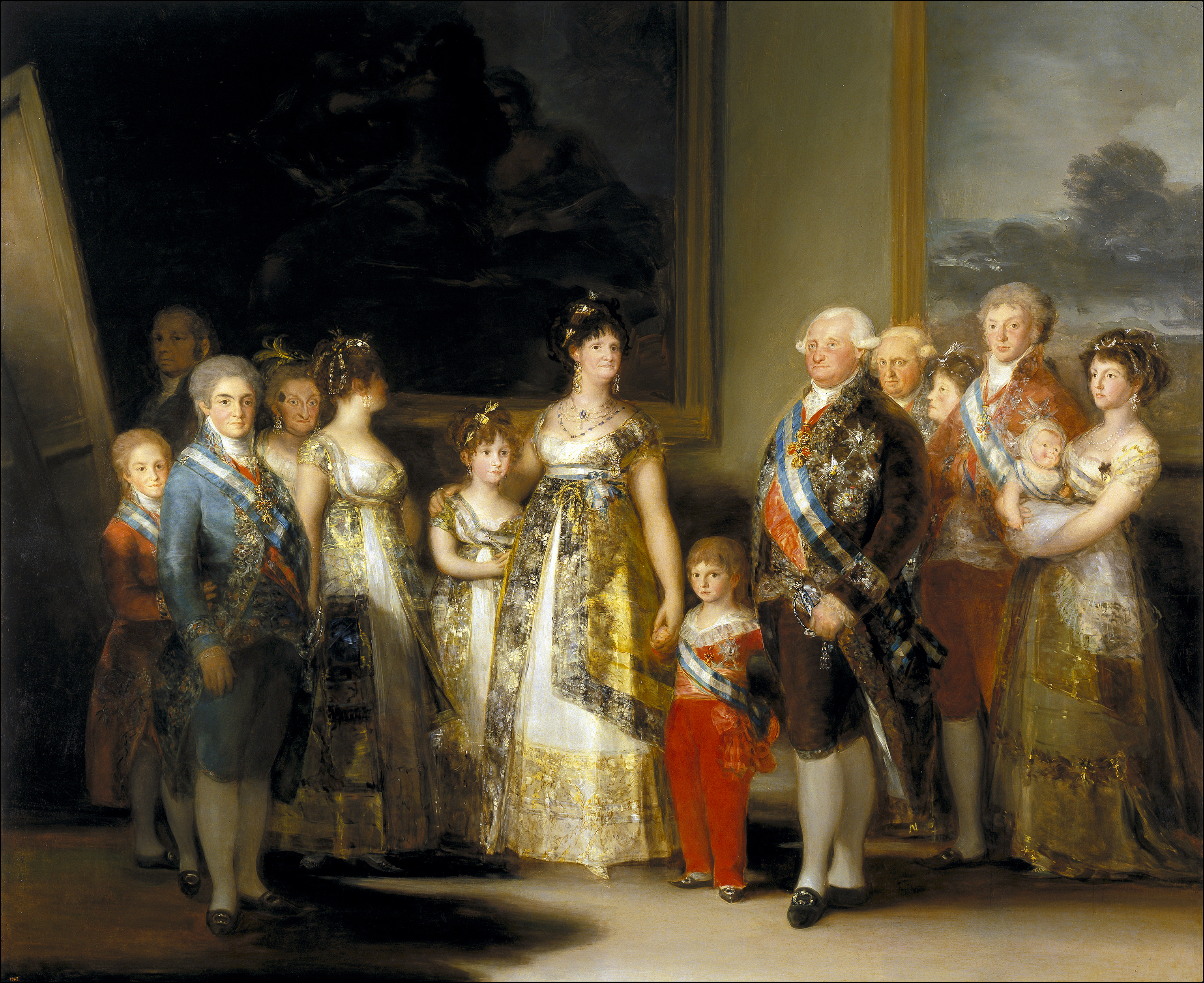
1800年頃
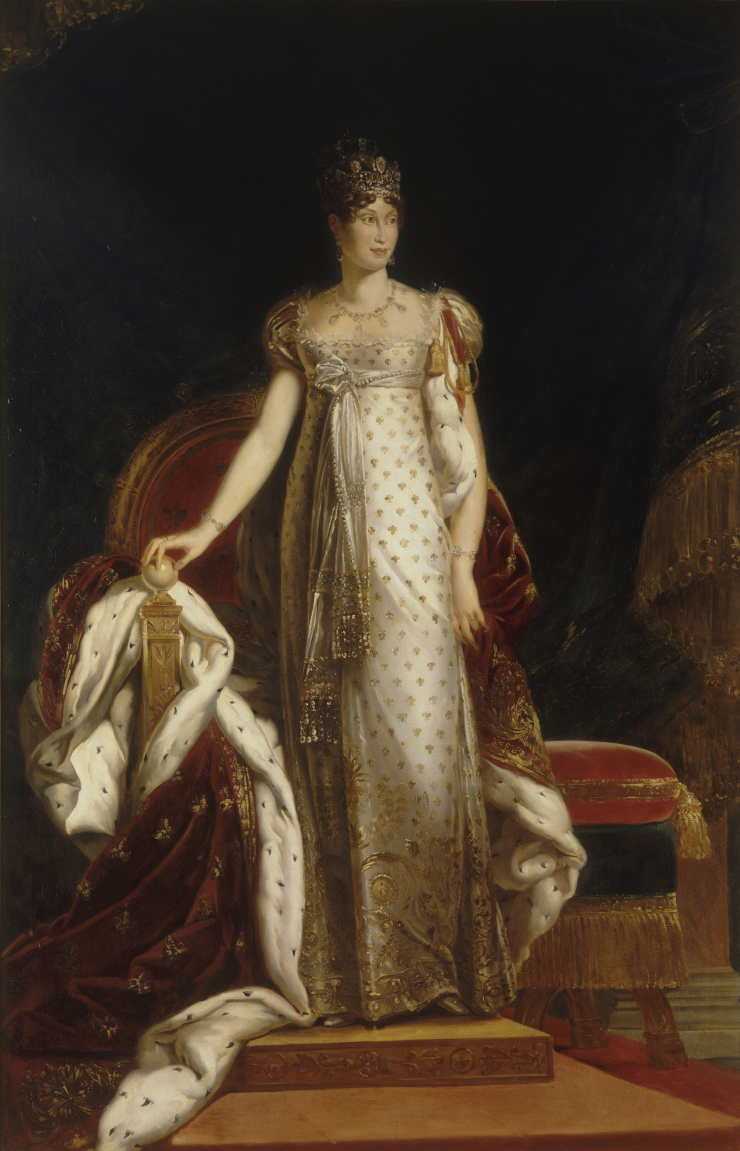
1811年
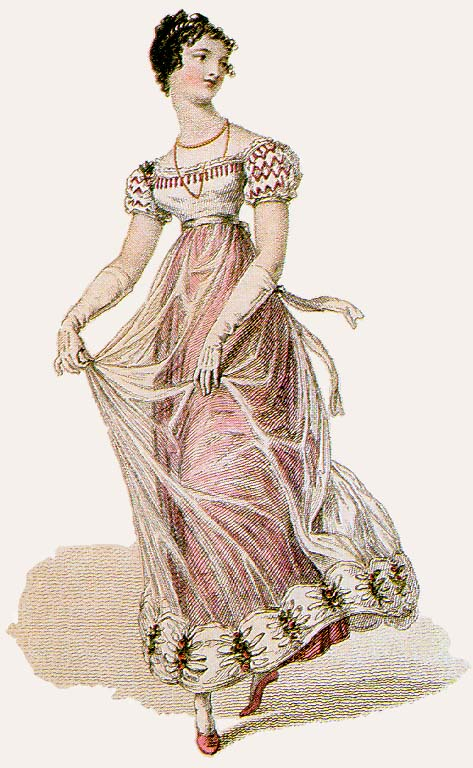
1823年

### ロマンチック・スタイル
再び、洋服を花飾りや羽根で飾り付け、コルセットを用いるようになる。
また、ボンネット帽が登場する。女性の髪型では、左右と頭頂の３方向に結い上げたスタイルが、この時期特有の流行である。
男性の帽子・タイ等の小物も、徐々に現代に近いスタイルが完成していく。

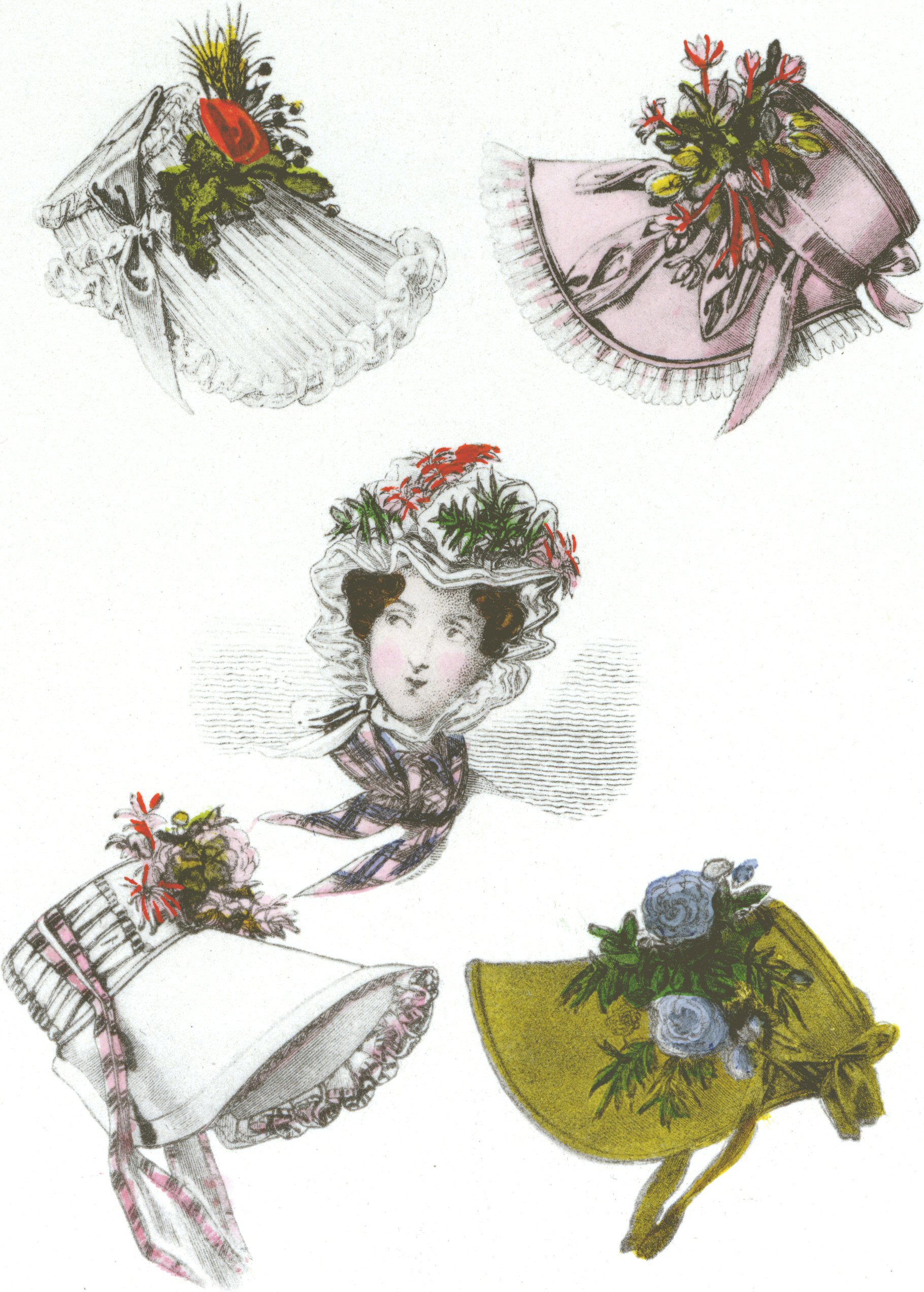
帽子の数々（1820年頃）
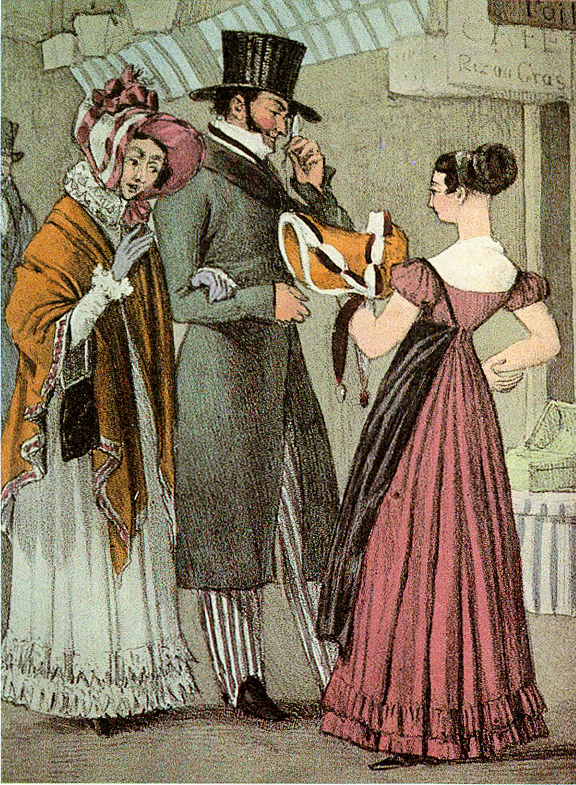
1822年
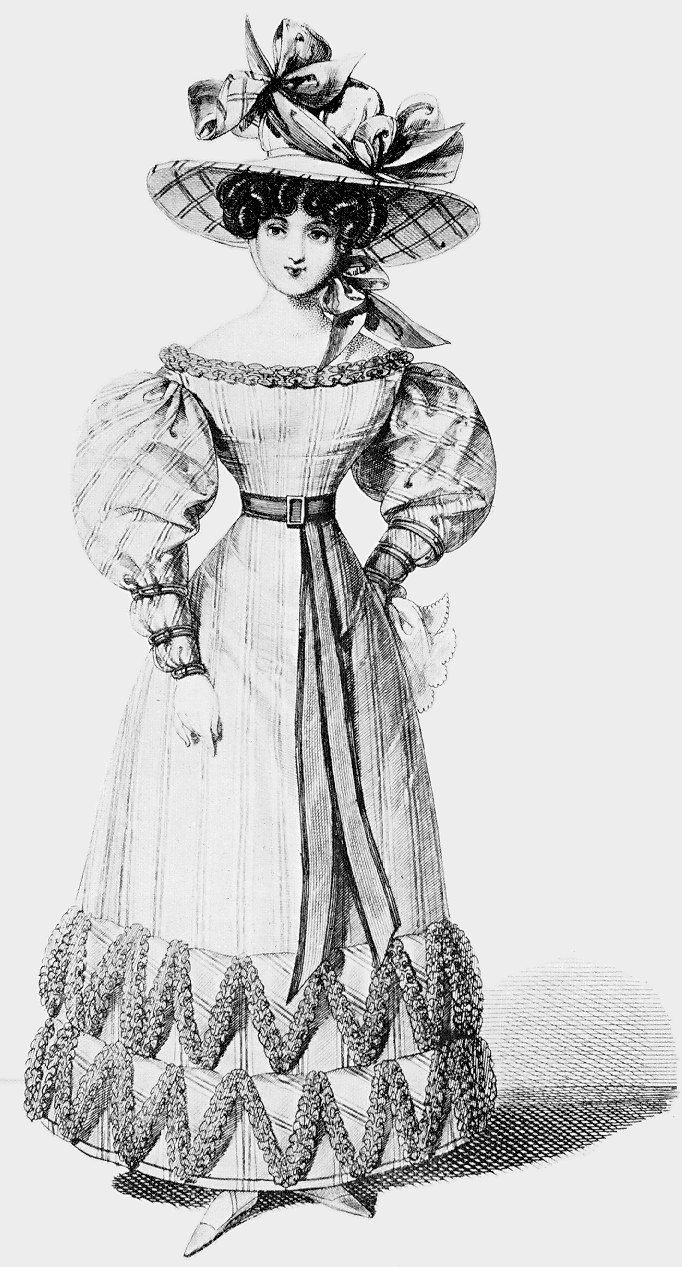
1826年
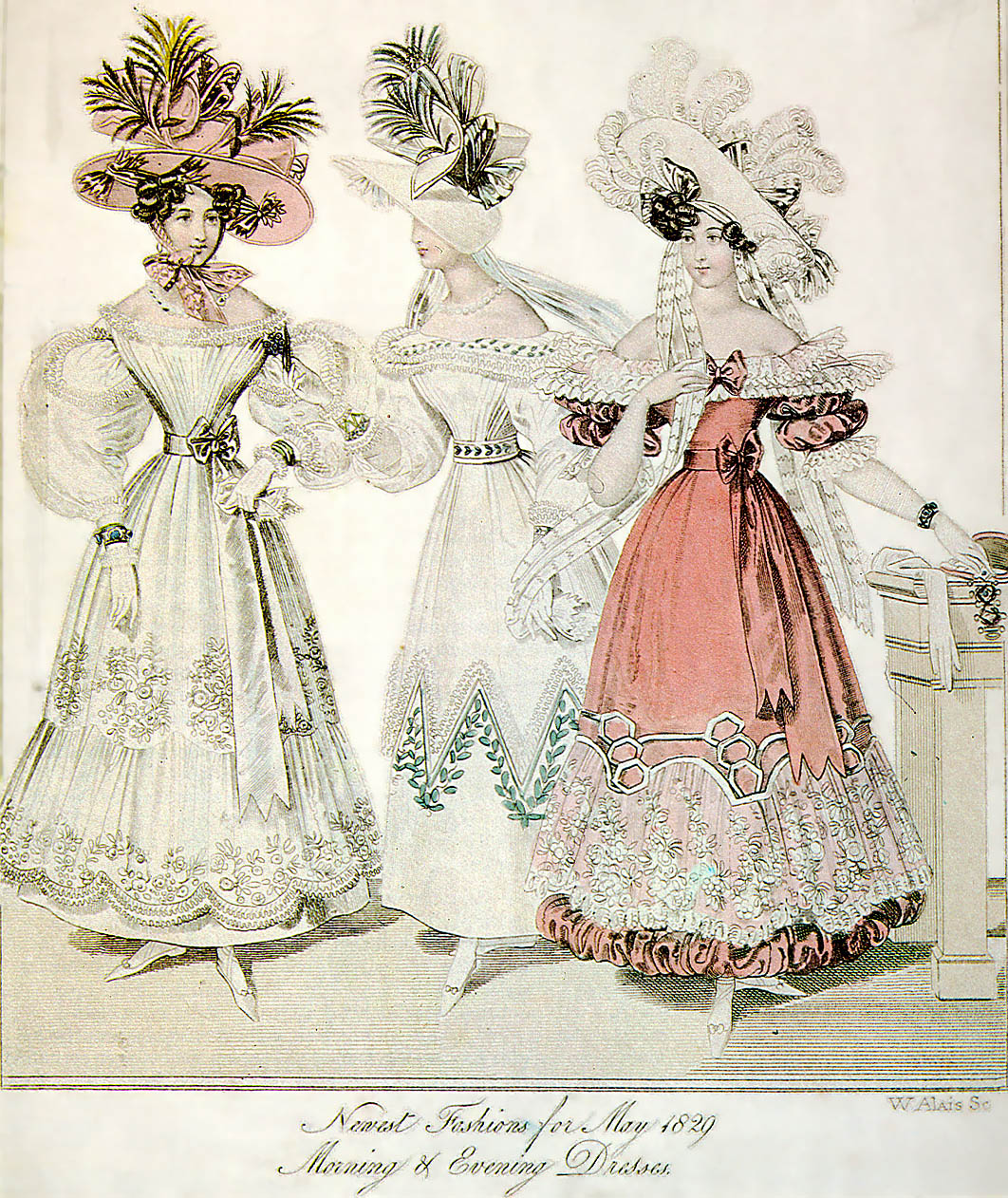
1829年
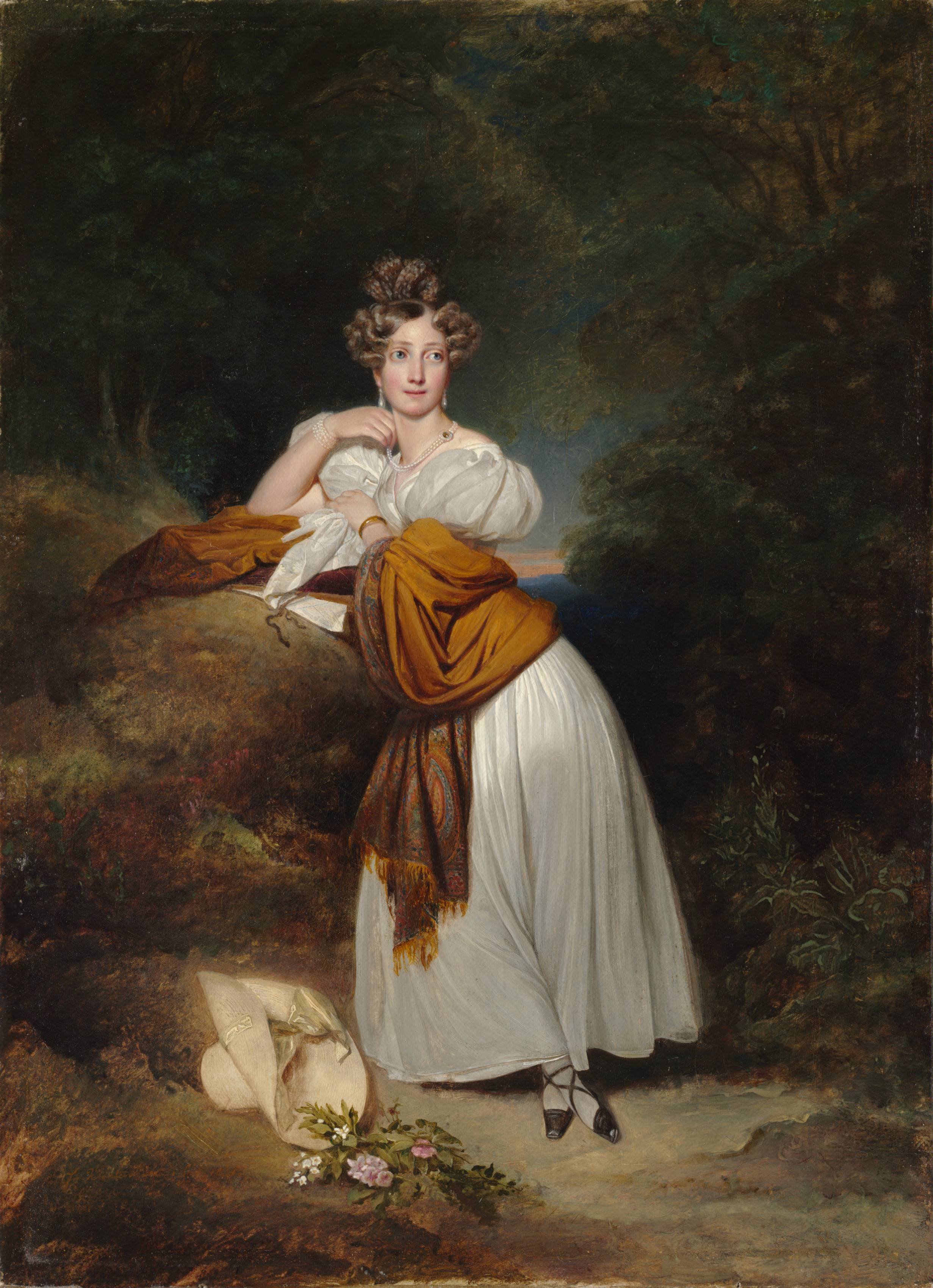
1831年
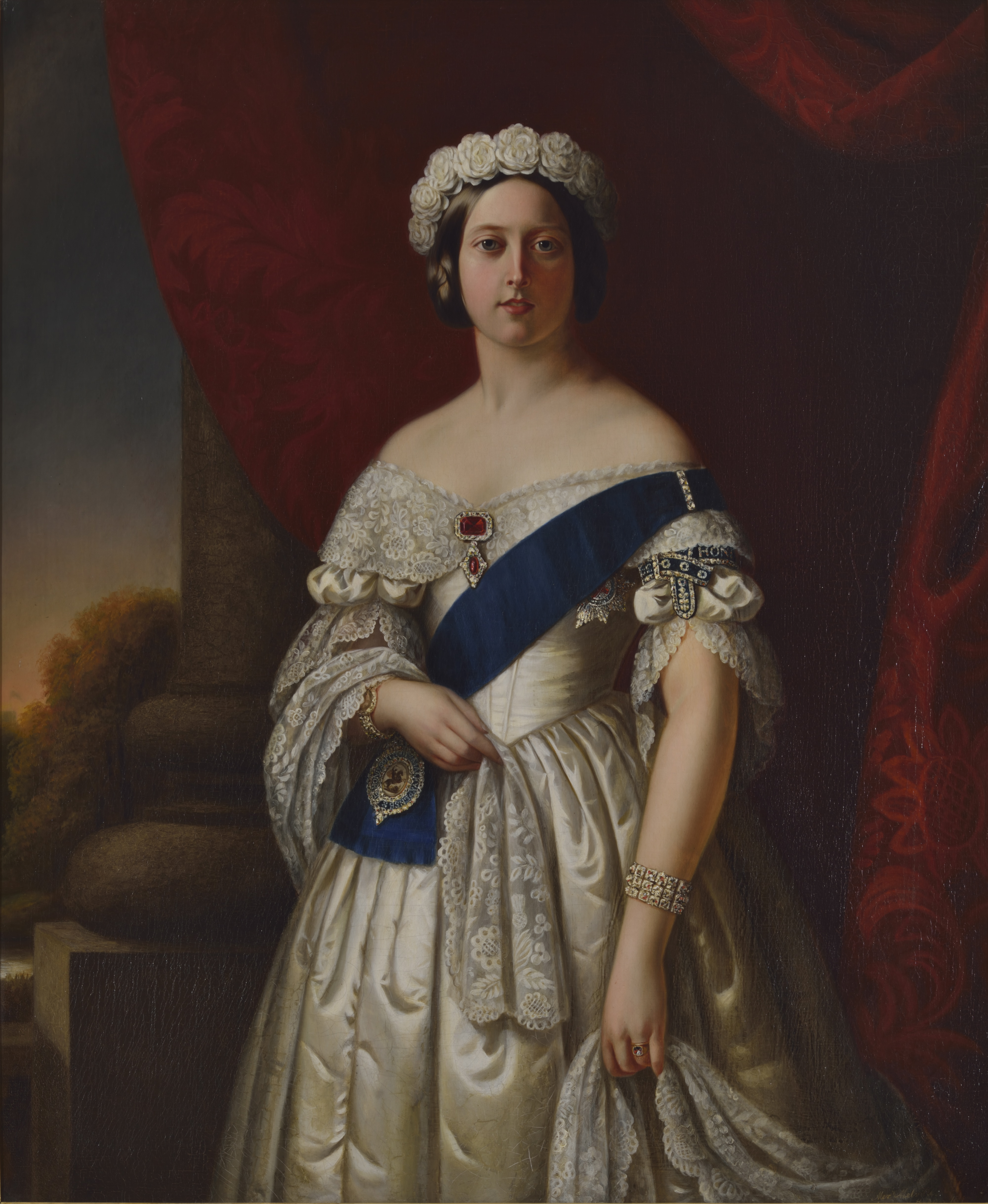
1841年
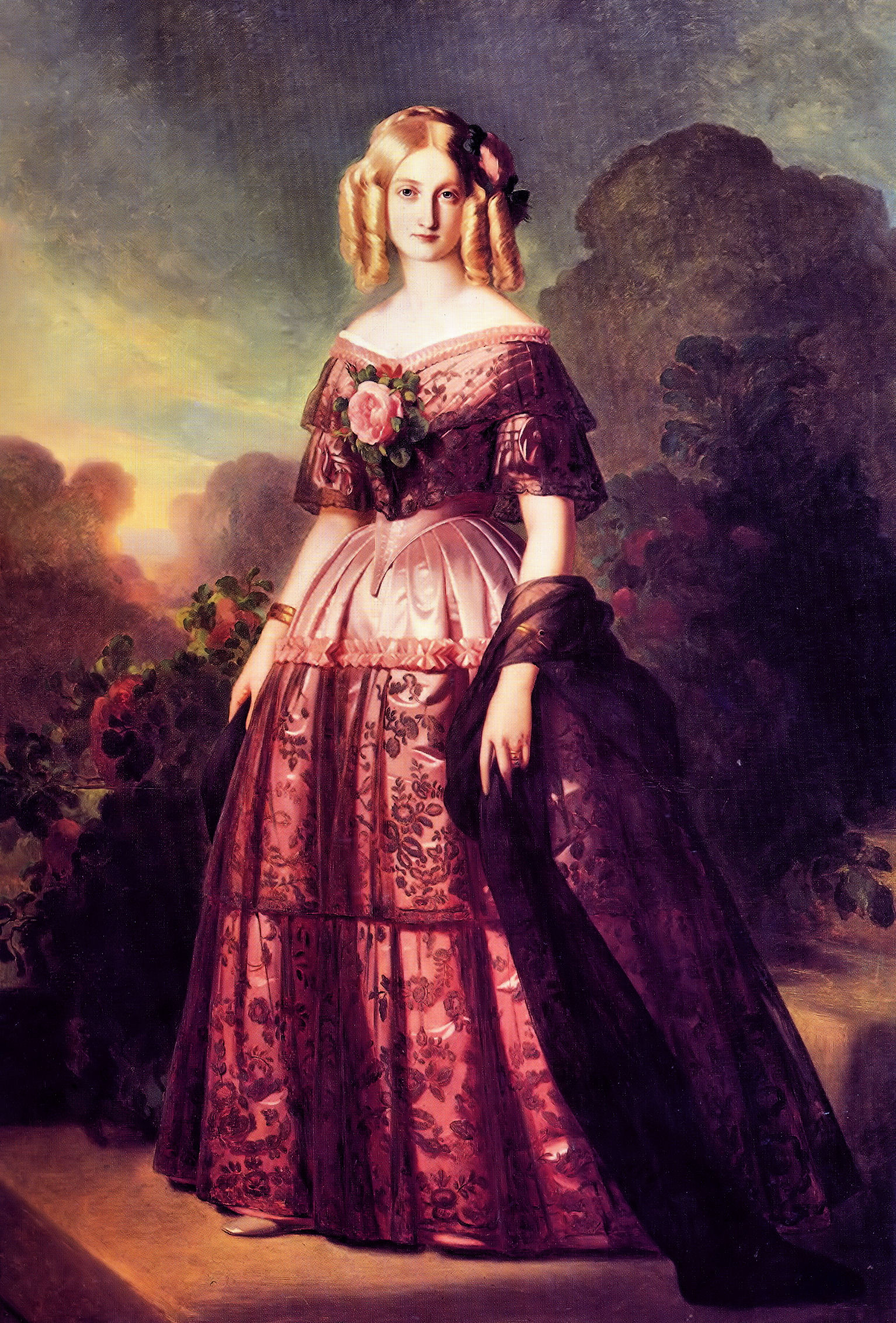
1846年

### クリノリン・スタイル
1850年代より、ペチコートの代わりに針金や鯨骨でできたクリノリンを用い、スカートをバランス良くふくらませる事が広まる。

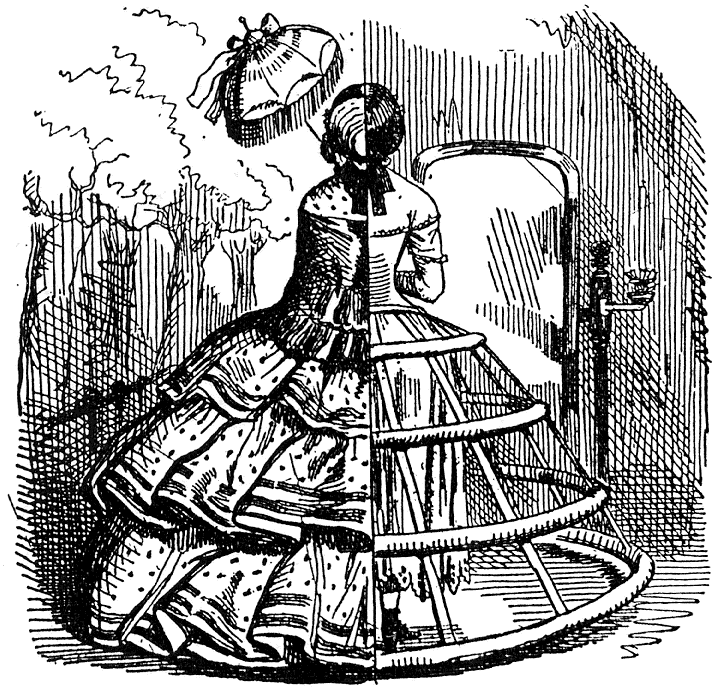
クリノリンの着用例
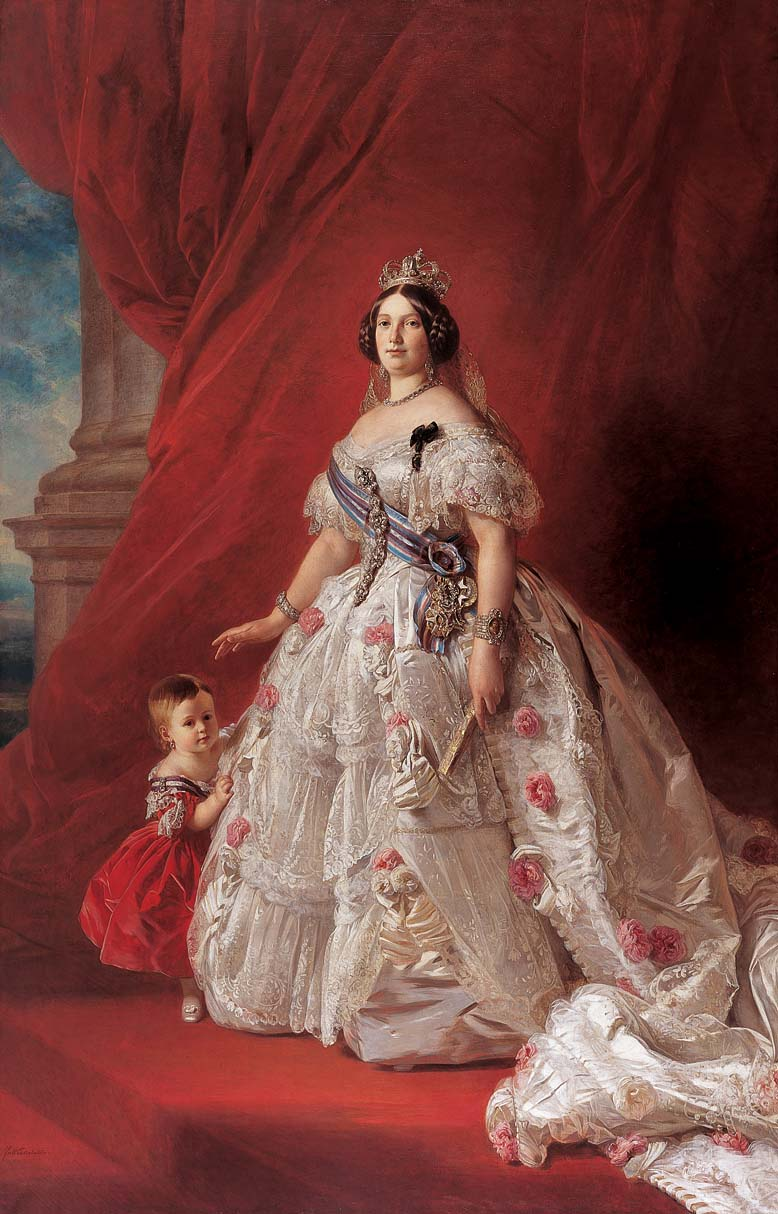
1852年
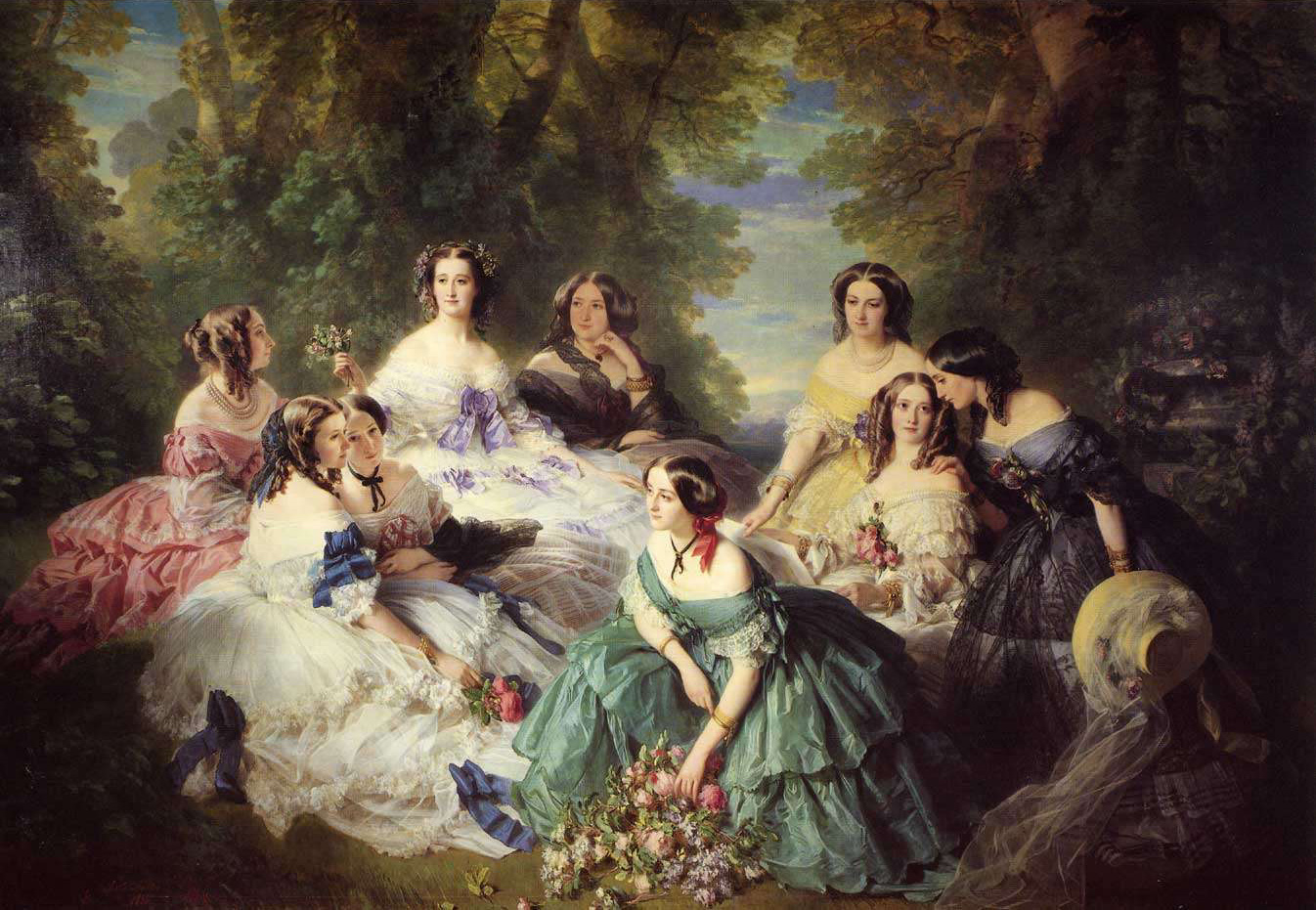
1855年
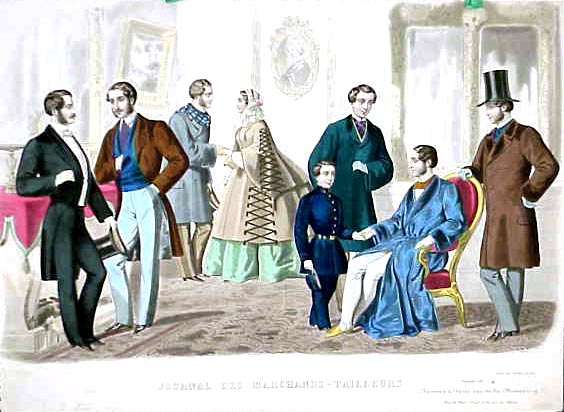
1857年
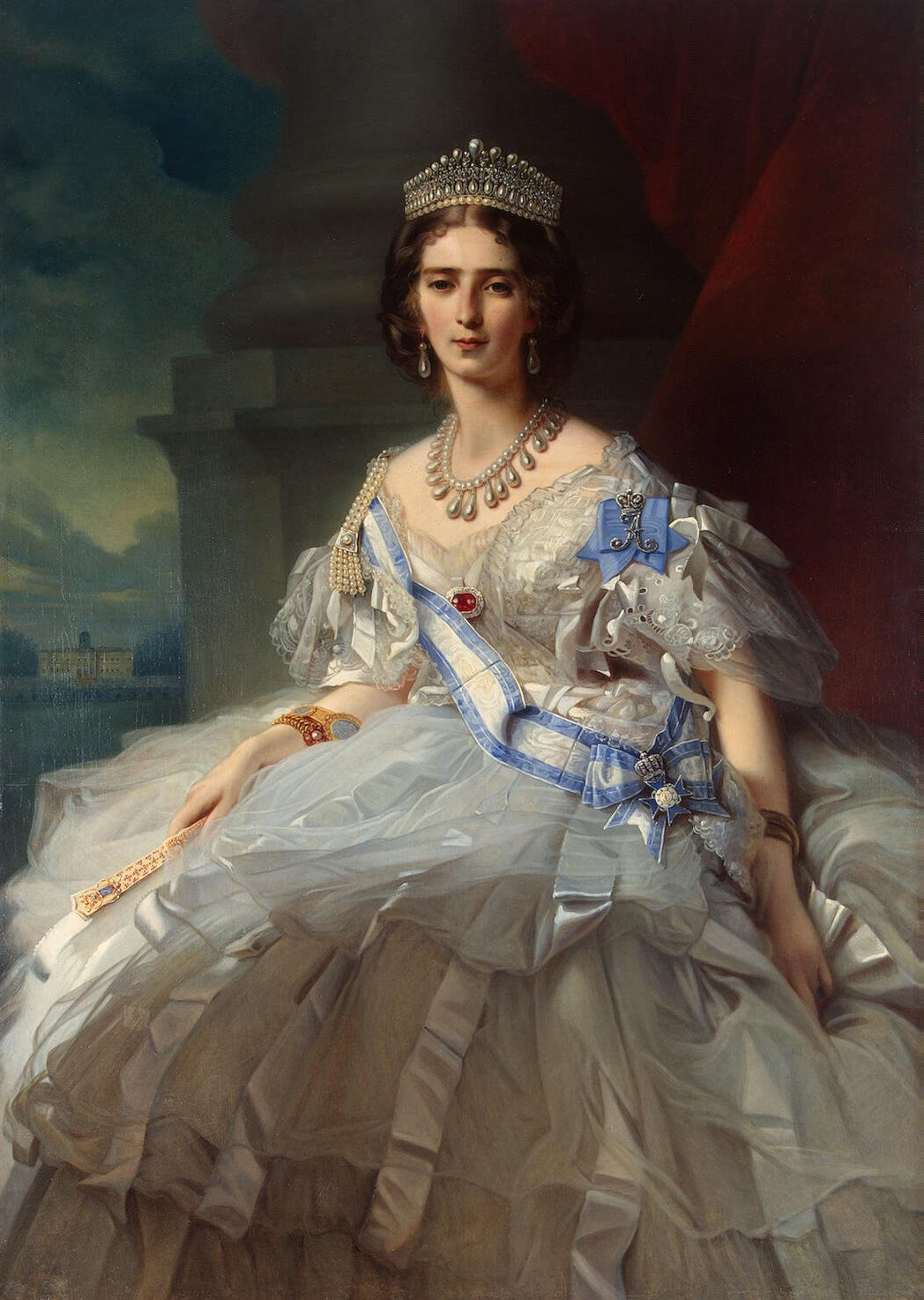
1858年
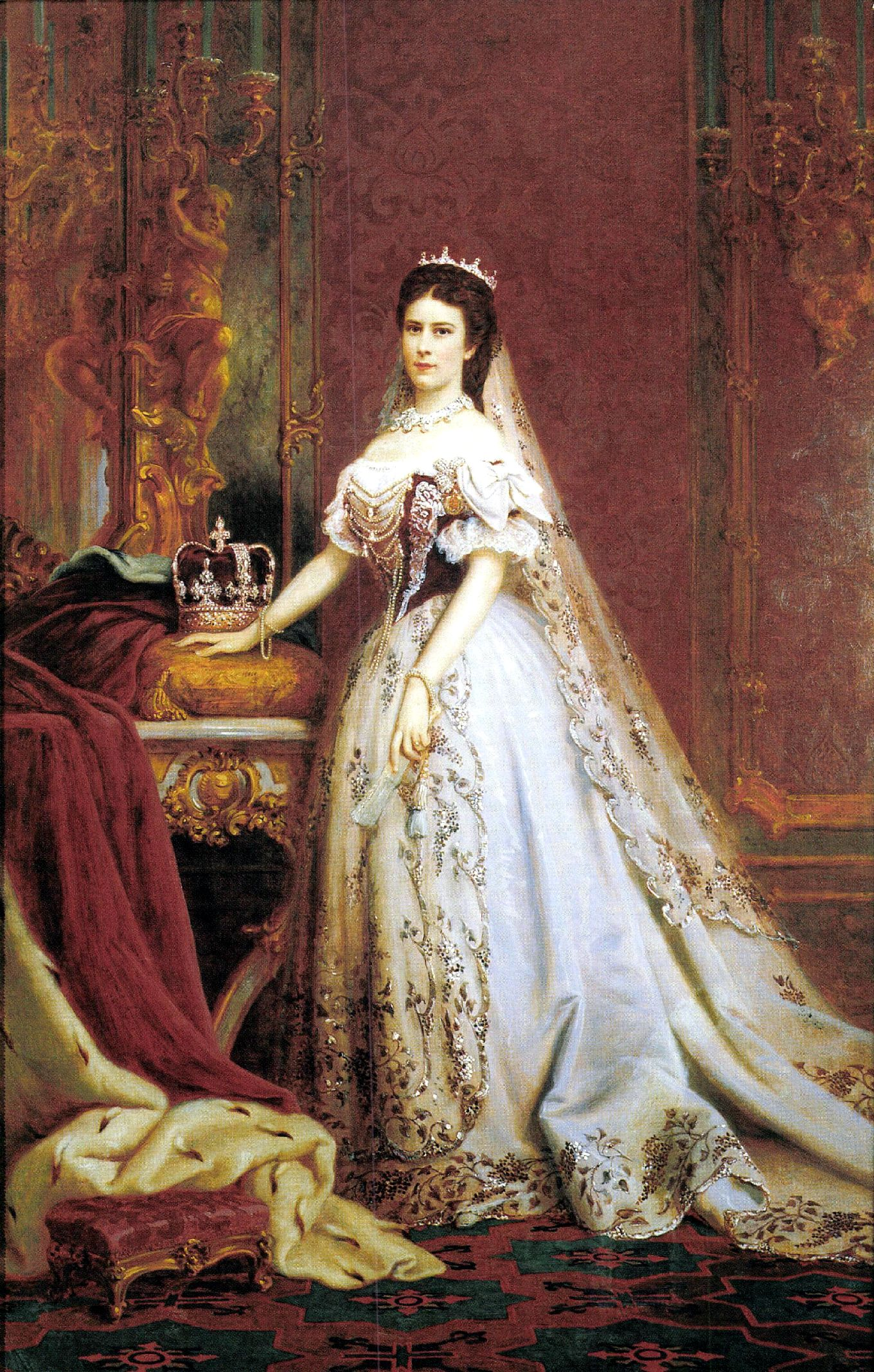
1867年

### バッスル・スタイル
クリノリンの不便さ（座った際に足にくい込むなど）もあり、やがて臀部のふくらみを強調したバッスル・スタイルが流行する。バッスルには布を重ねたもの・金属製のもの等、様々な種類があった。
男性の上着は丈も短くなり、燕尾服等は現代の形とほぼ同じになる。
日本には、この時期に洋装が持ち込まれた。

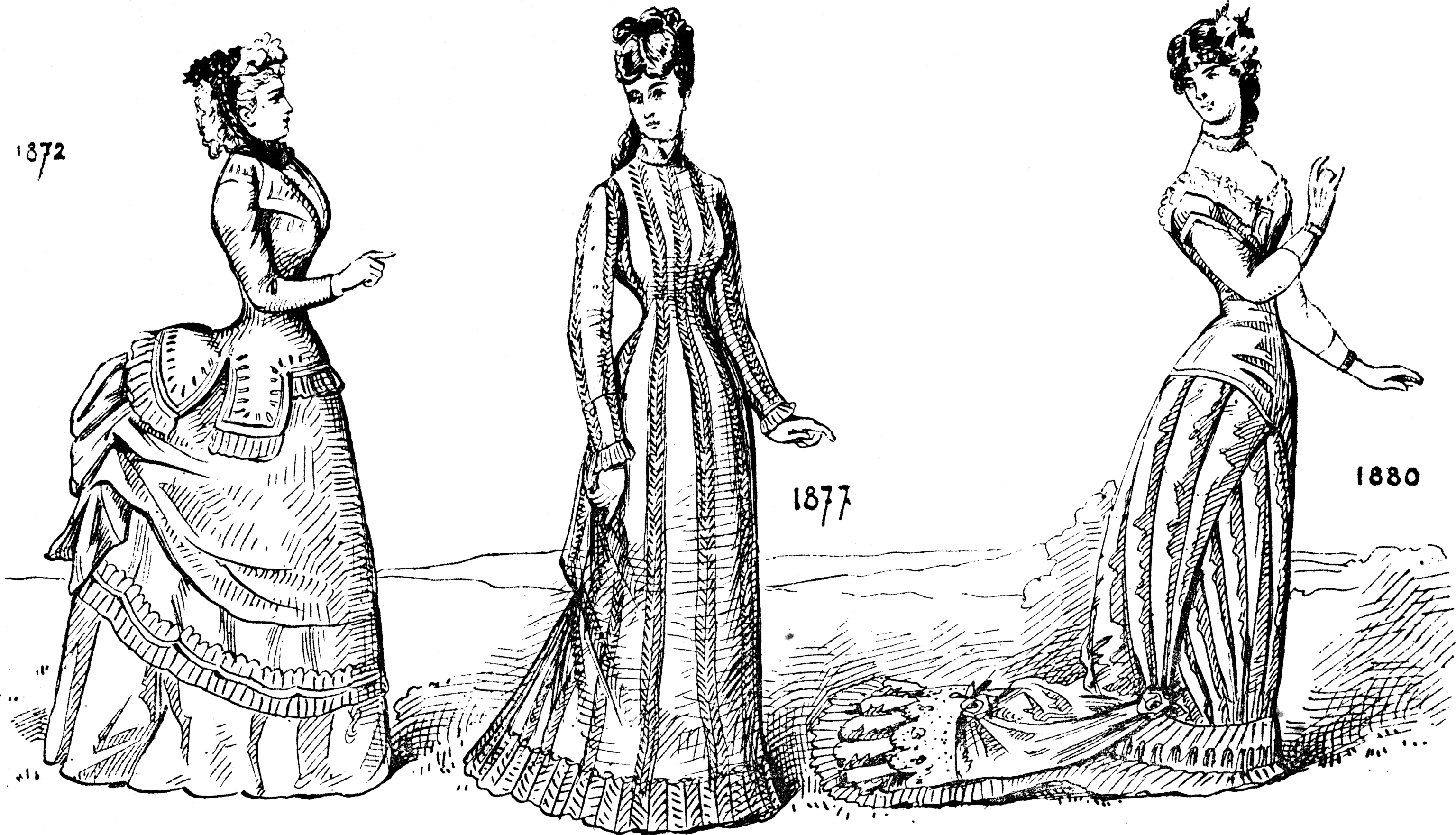
1872-80年の変遷
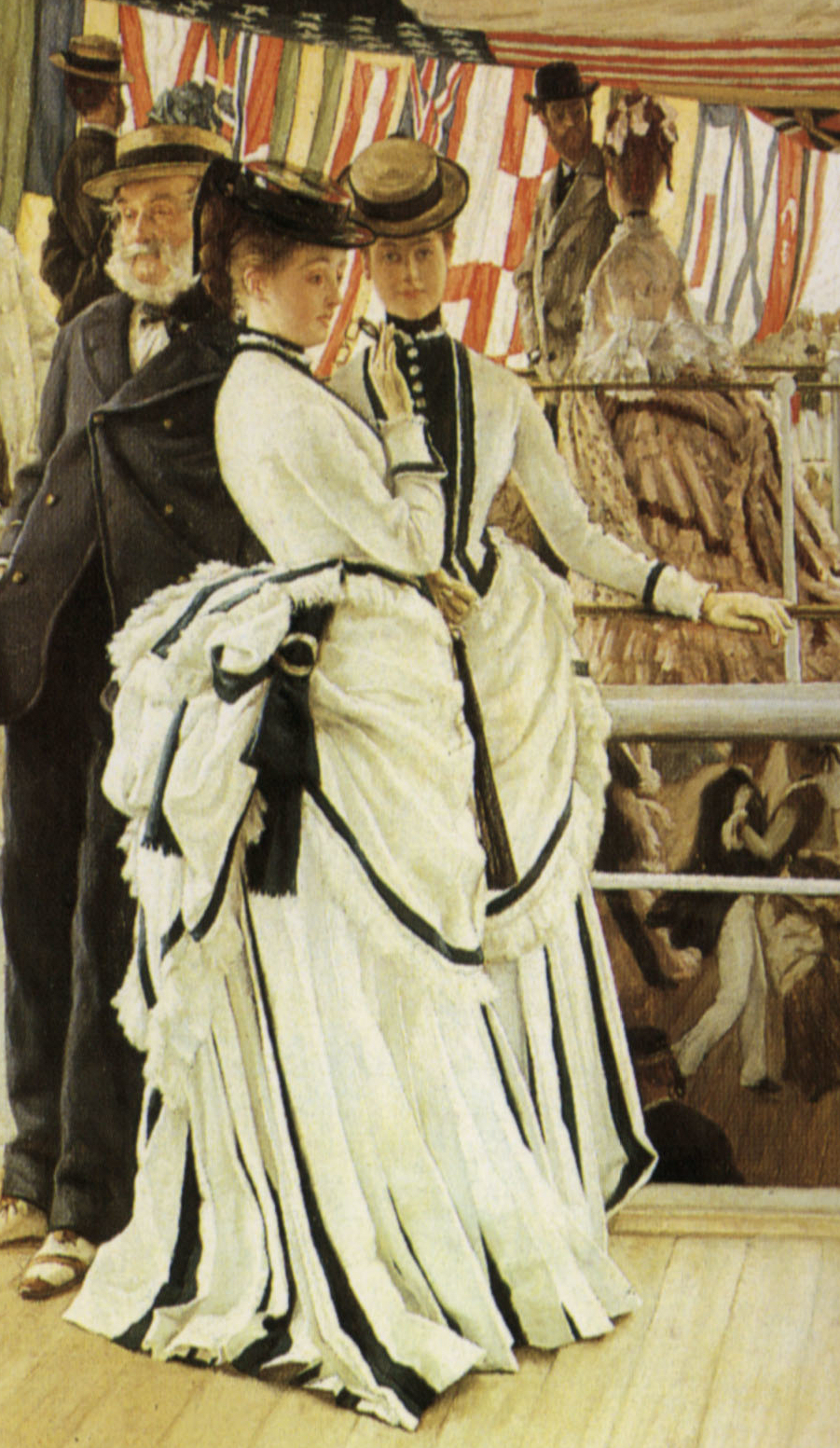
1874年
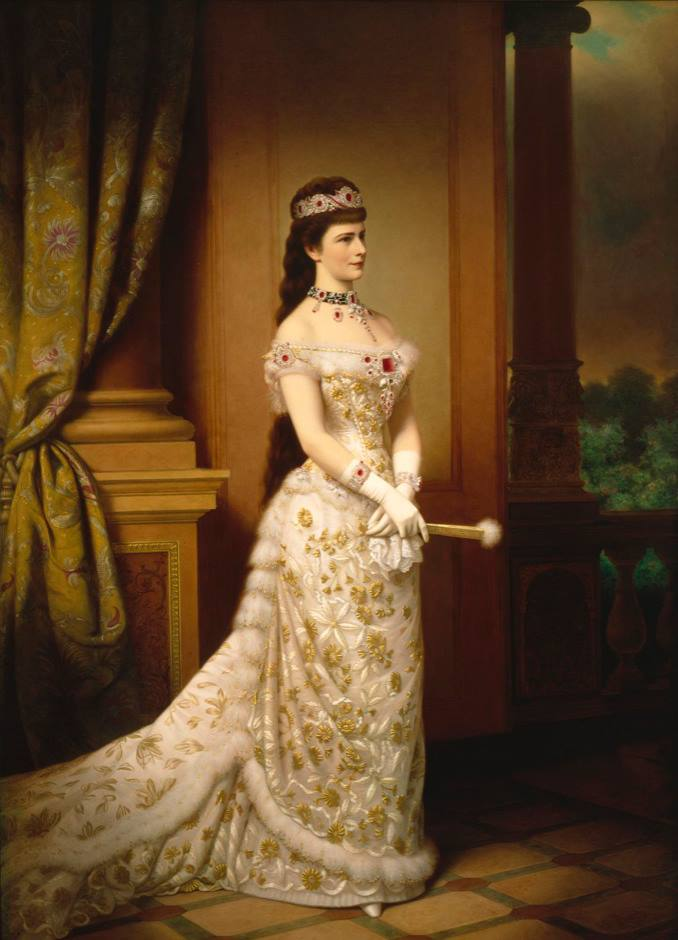
1879年
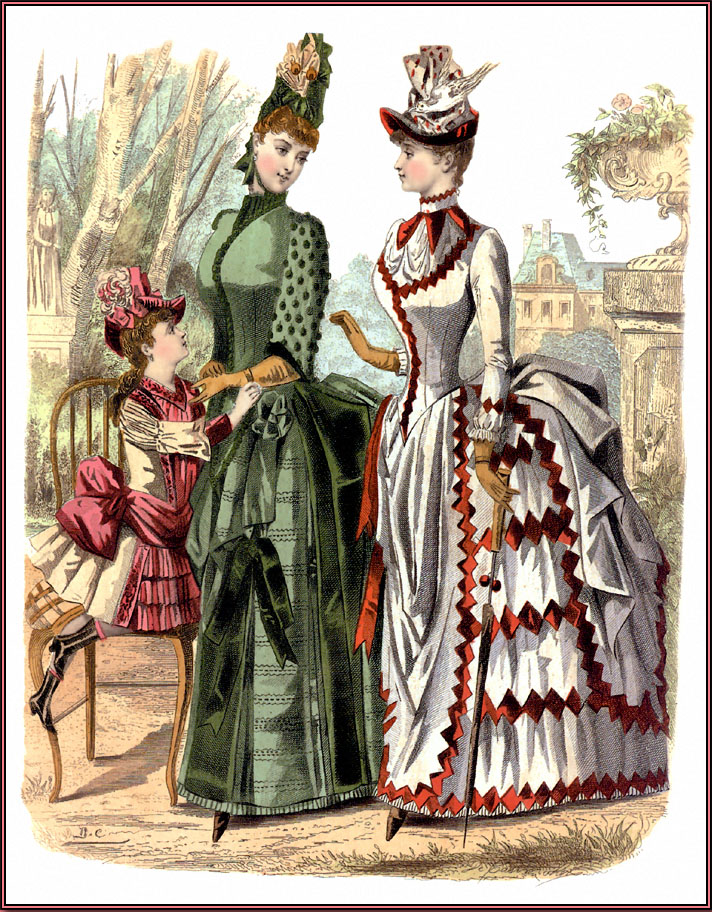
1880年代
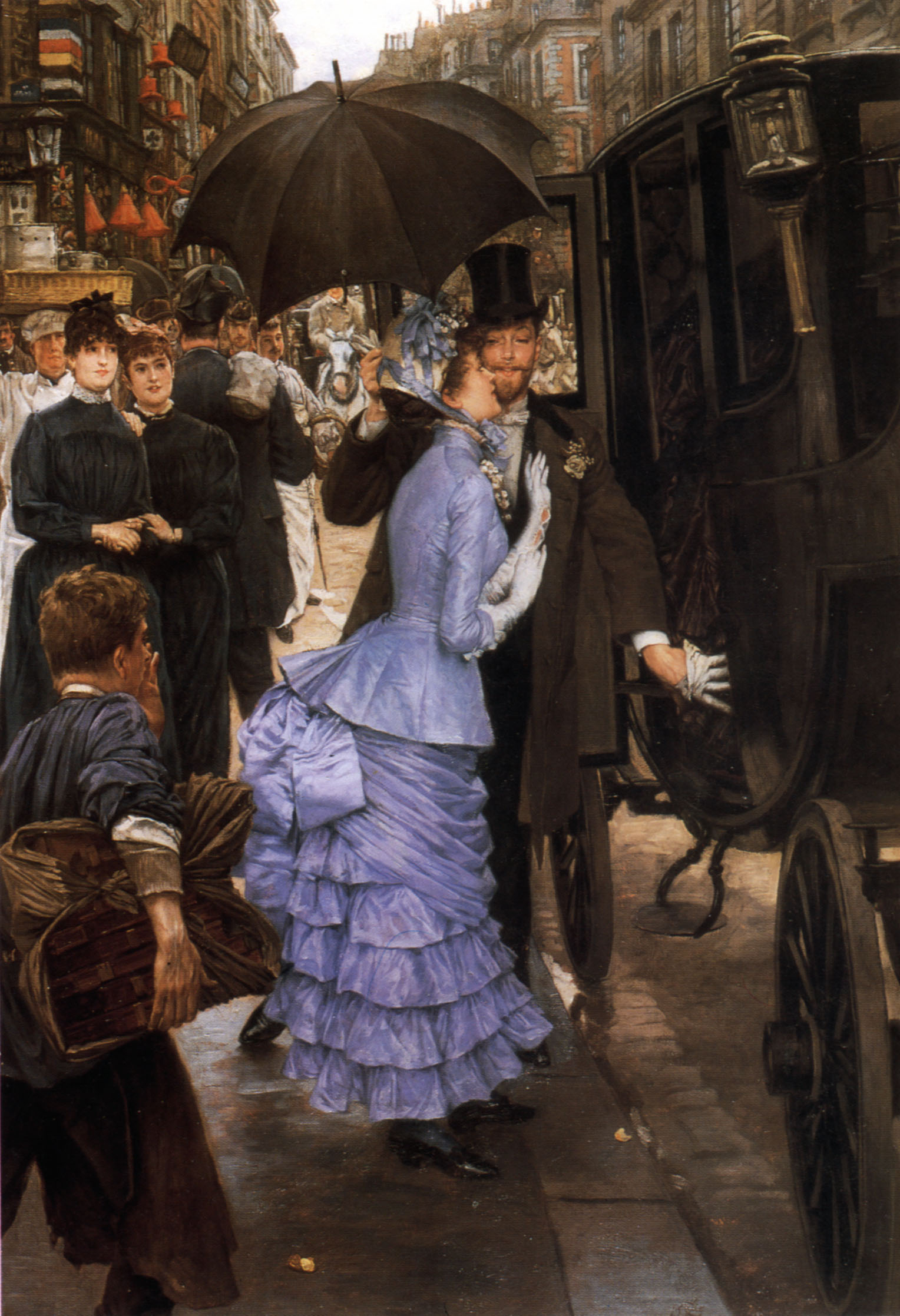
1883年頃
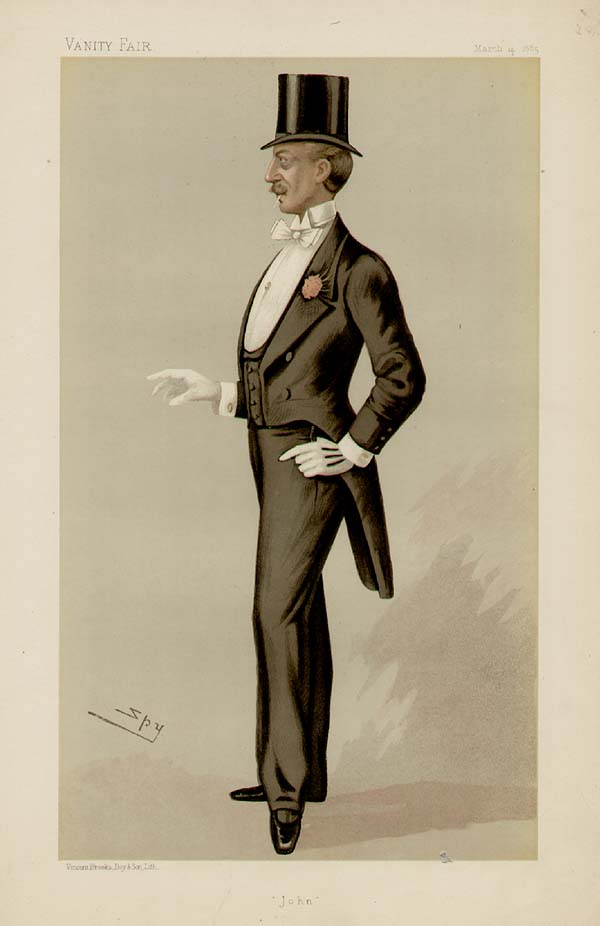
1885年
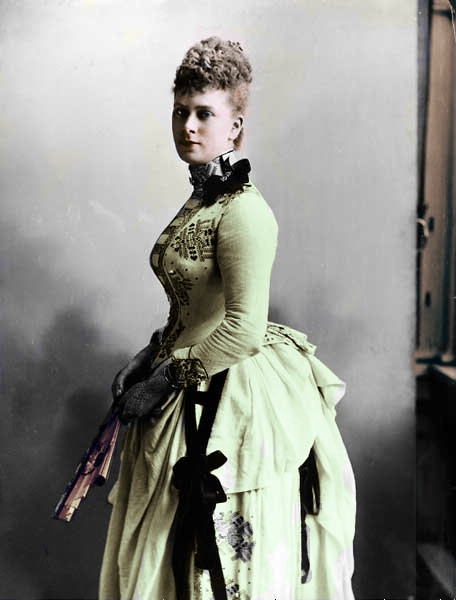
1890年代

## 近代

### アール・ヌーボー
上半身・スカートとも、動きやすく実用的になる。また、1910年代には、日本の和服など東洋文化に影響を受けた、極端に細い裾を持ち筒状の「ホッブル・シルエット」が流行した。

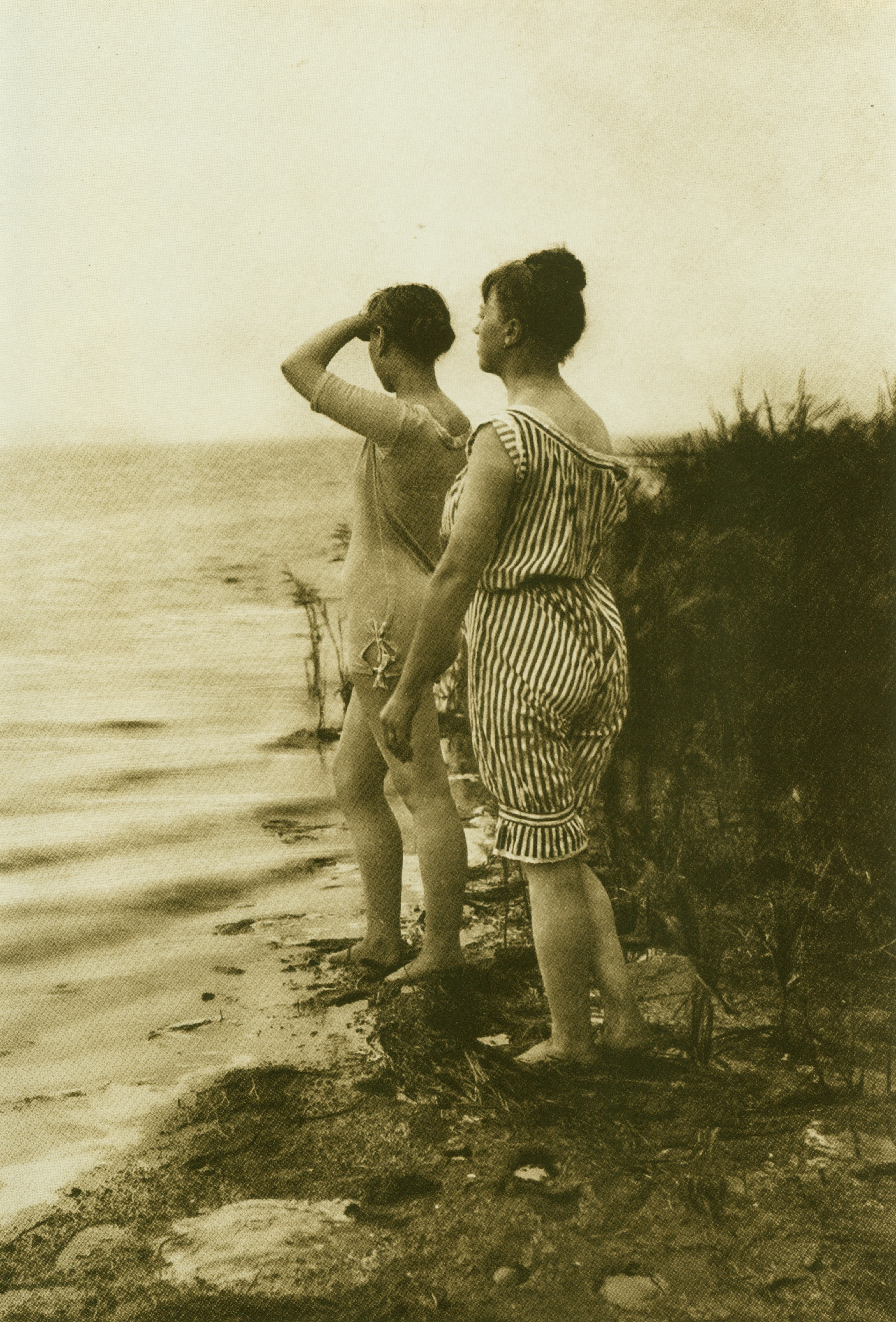
女性用の水着。1891年頃
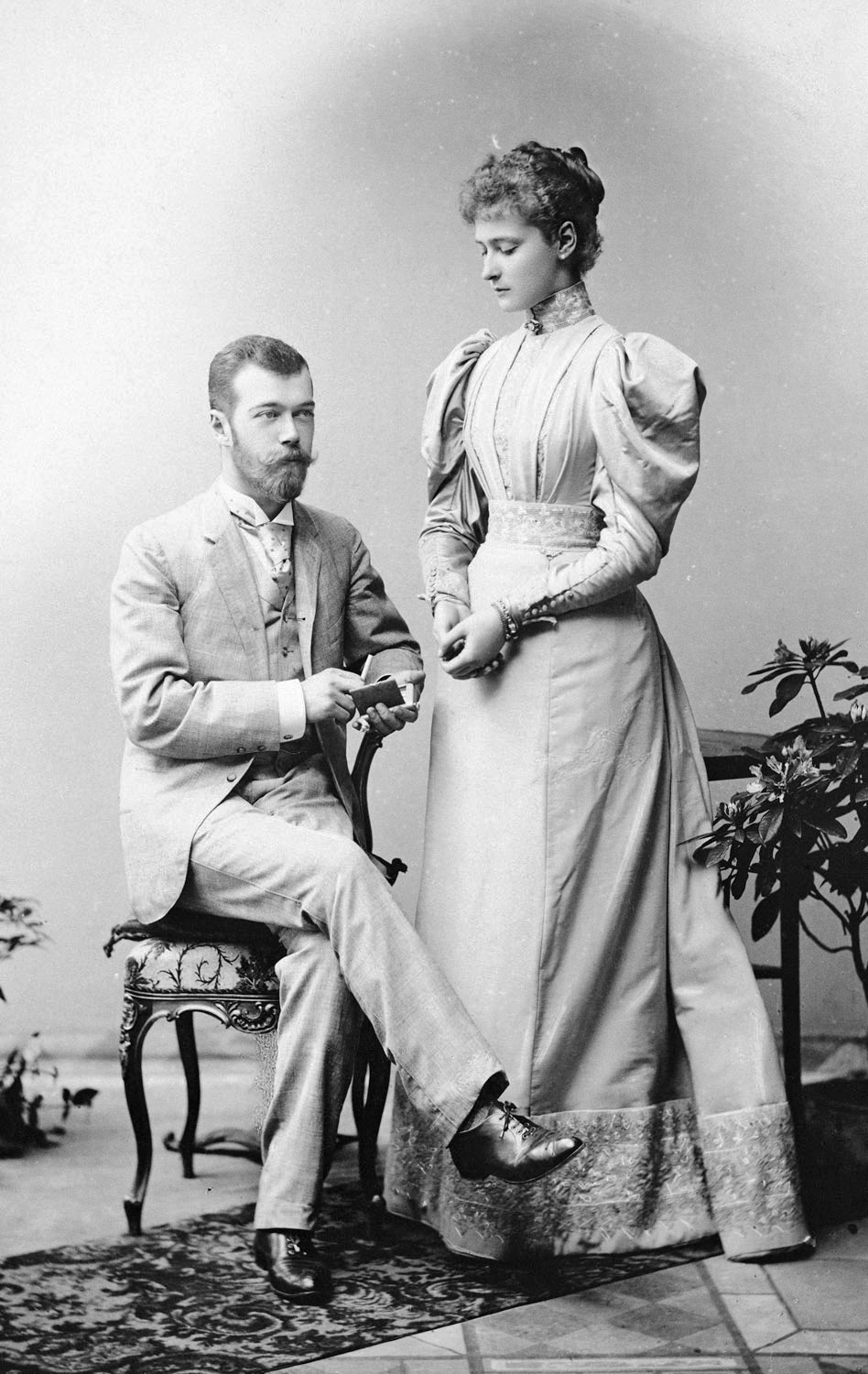
1894年
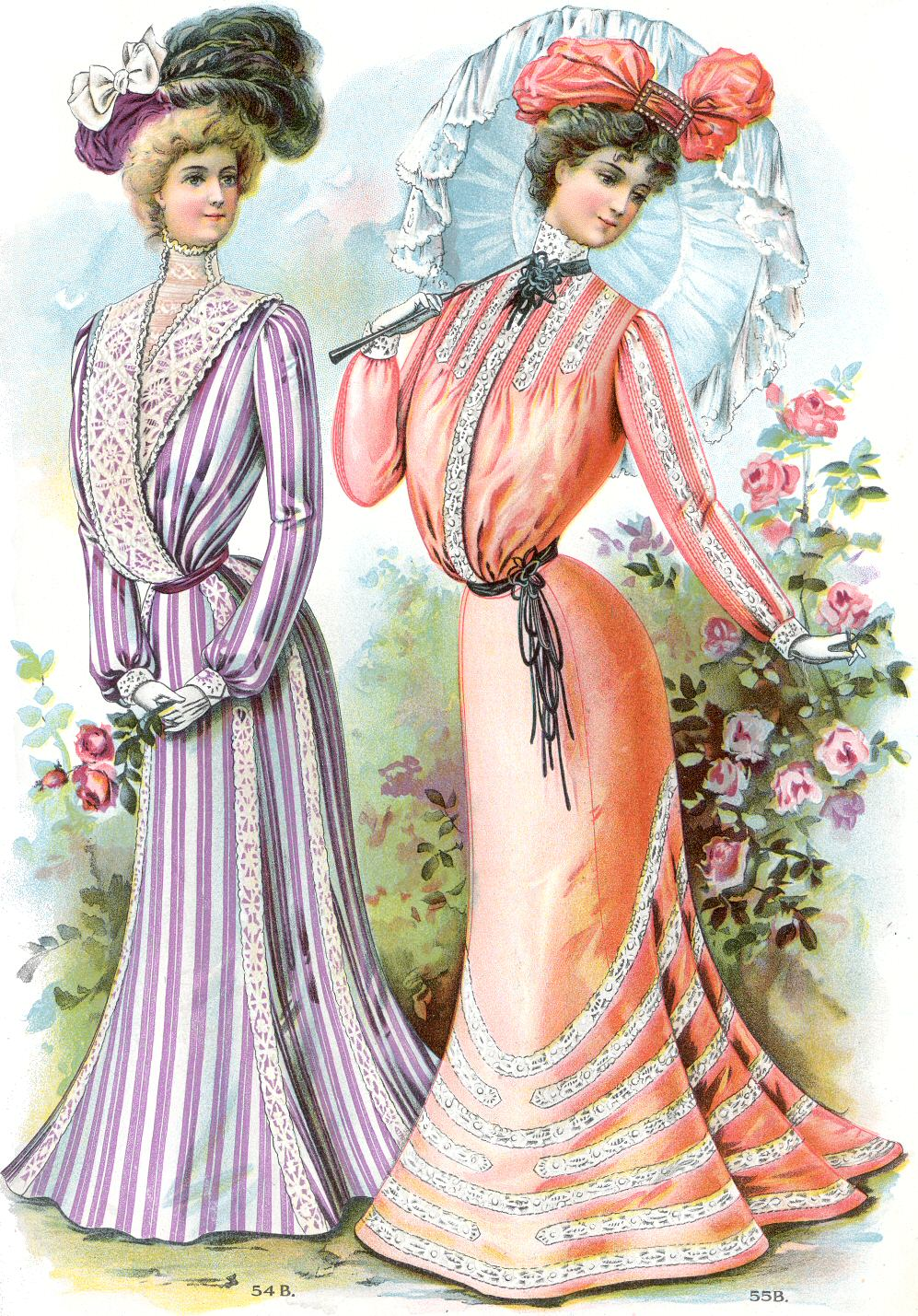
1901年
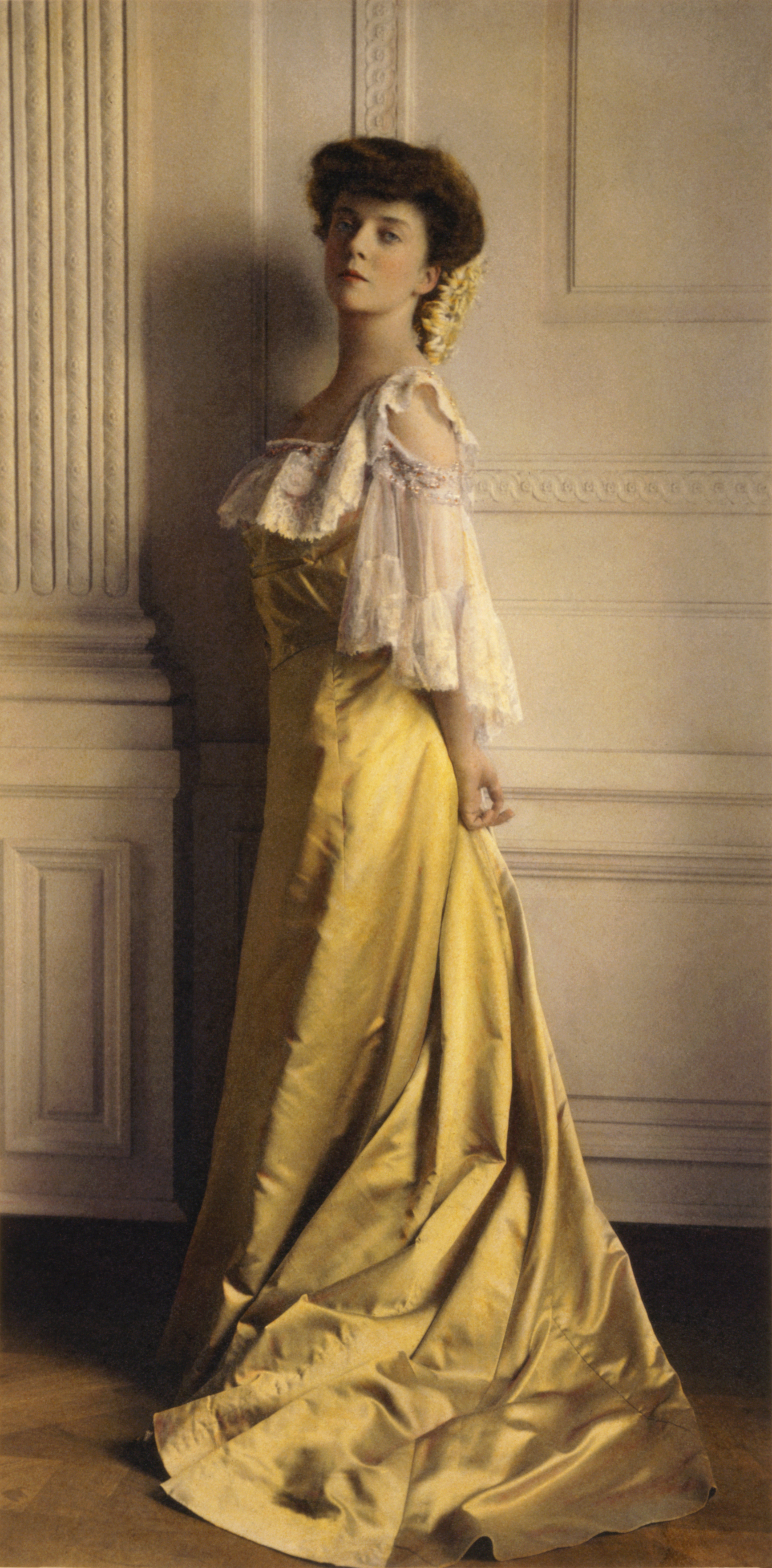
1903年
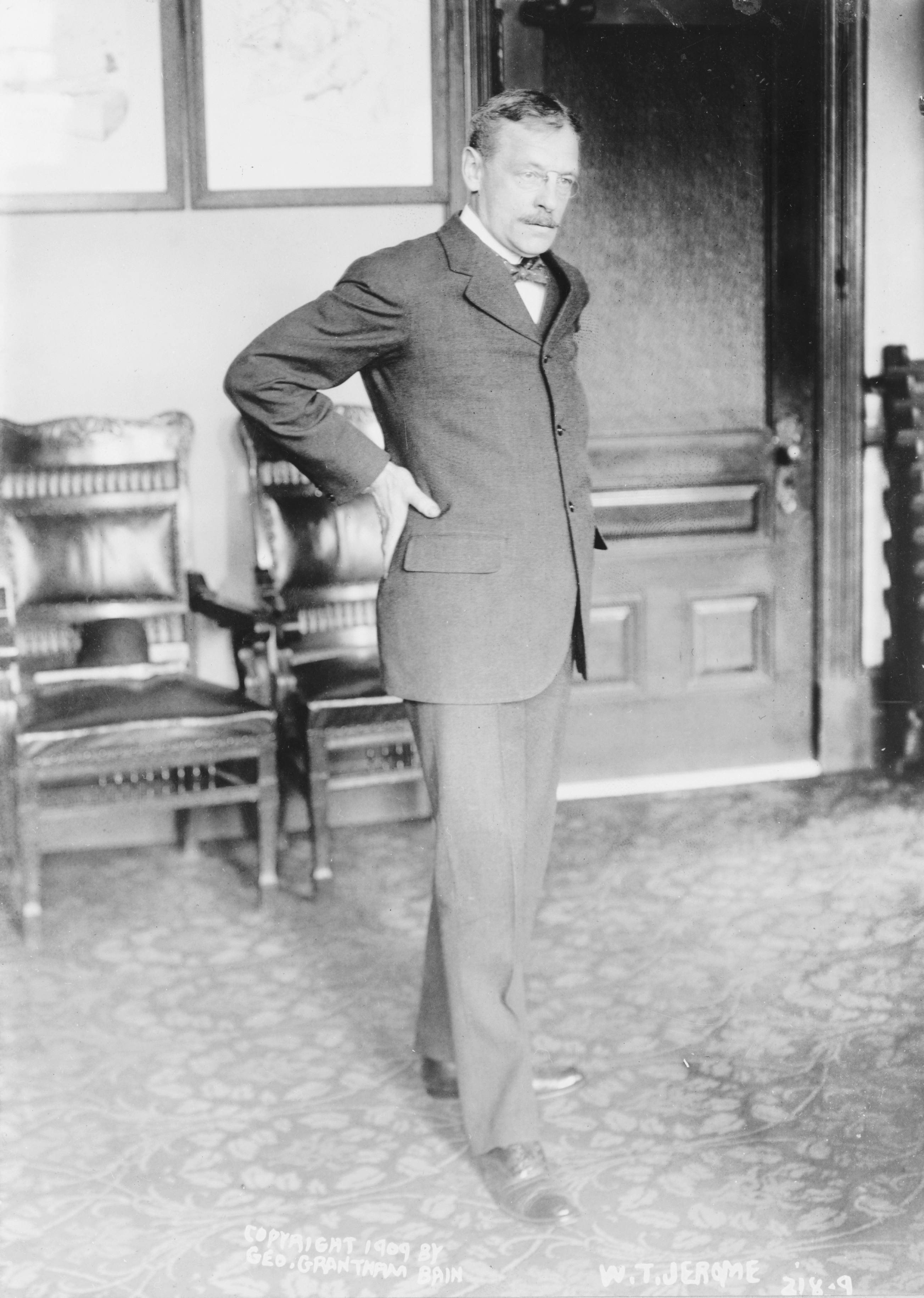
1909年
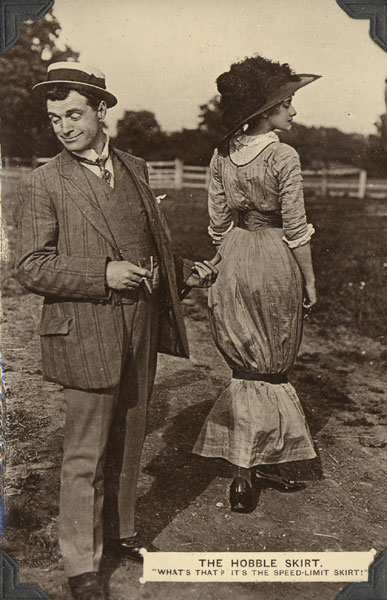
1911年頃、女性はホッブル・スカートを着用

### アール・デコ
余計な装飾を外し、布のたるみを活かしたシンプルなスタイルのドレスが流行する。

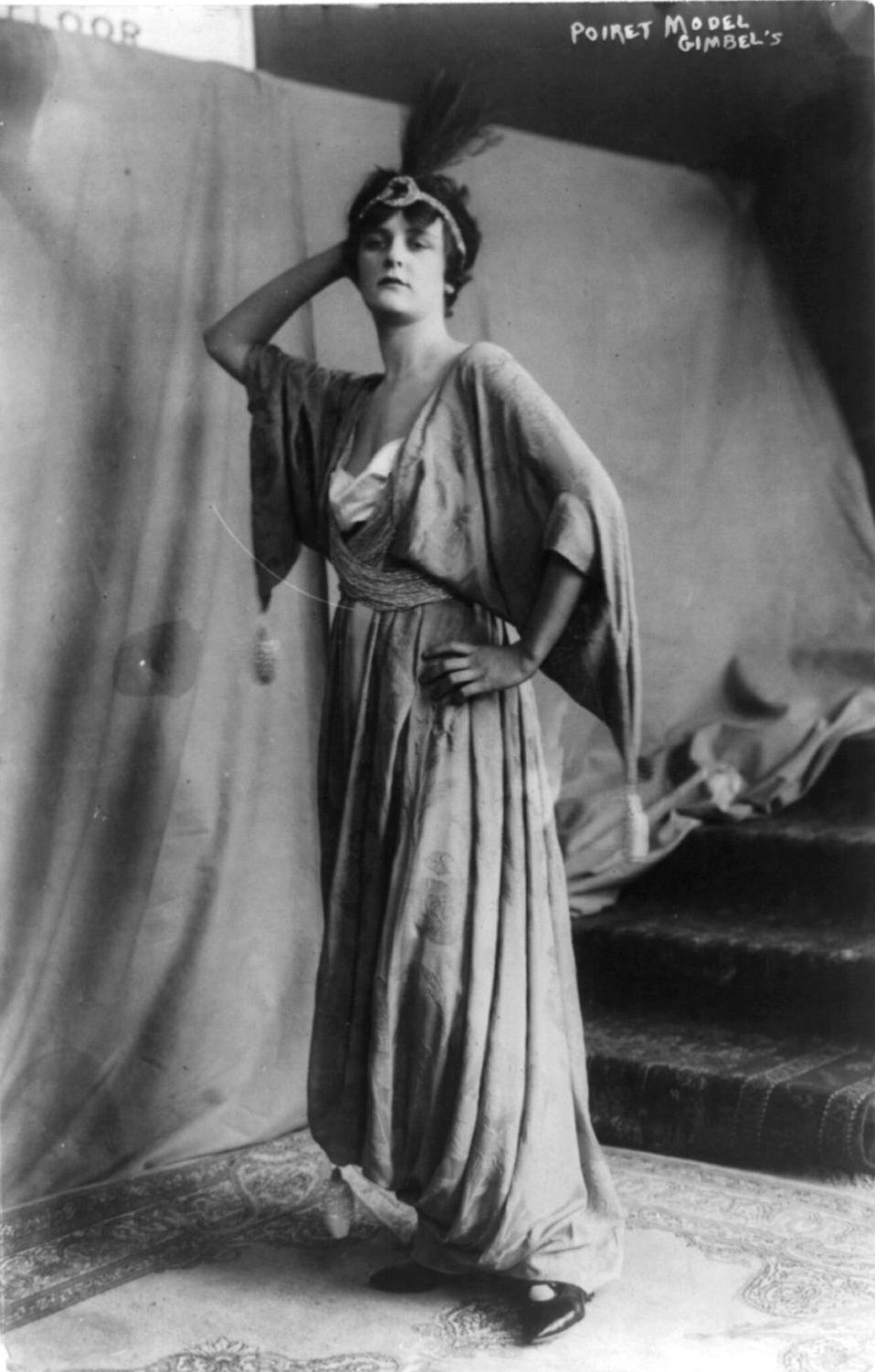
1914年
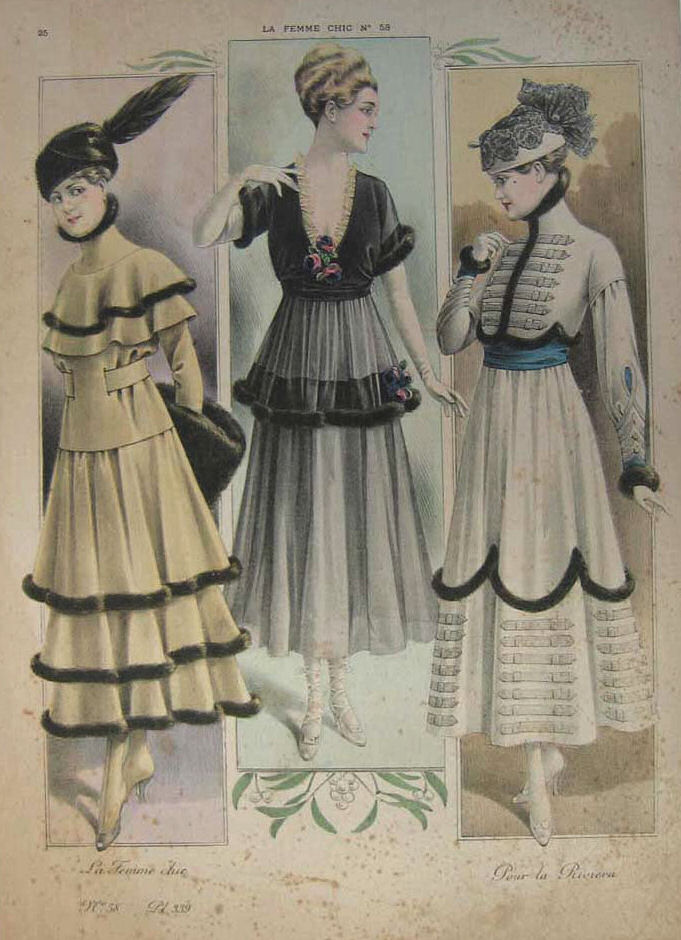
1910年代
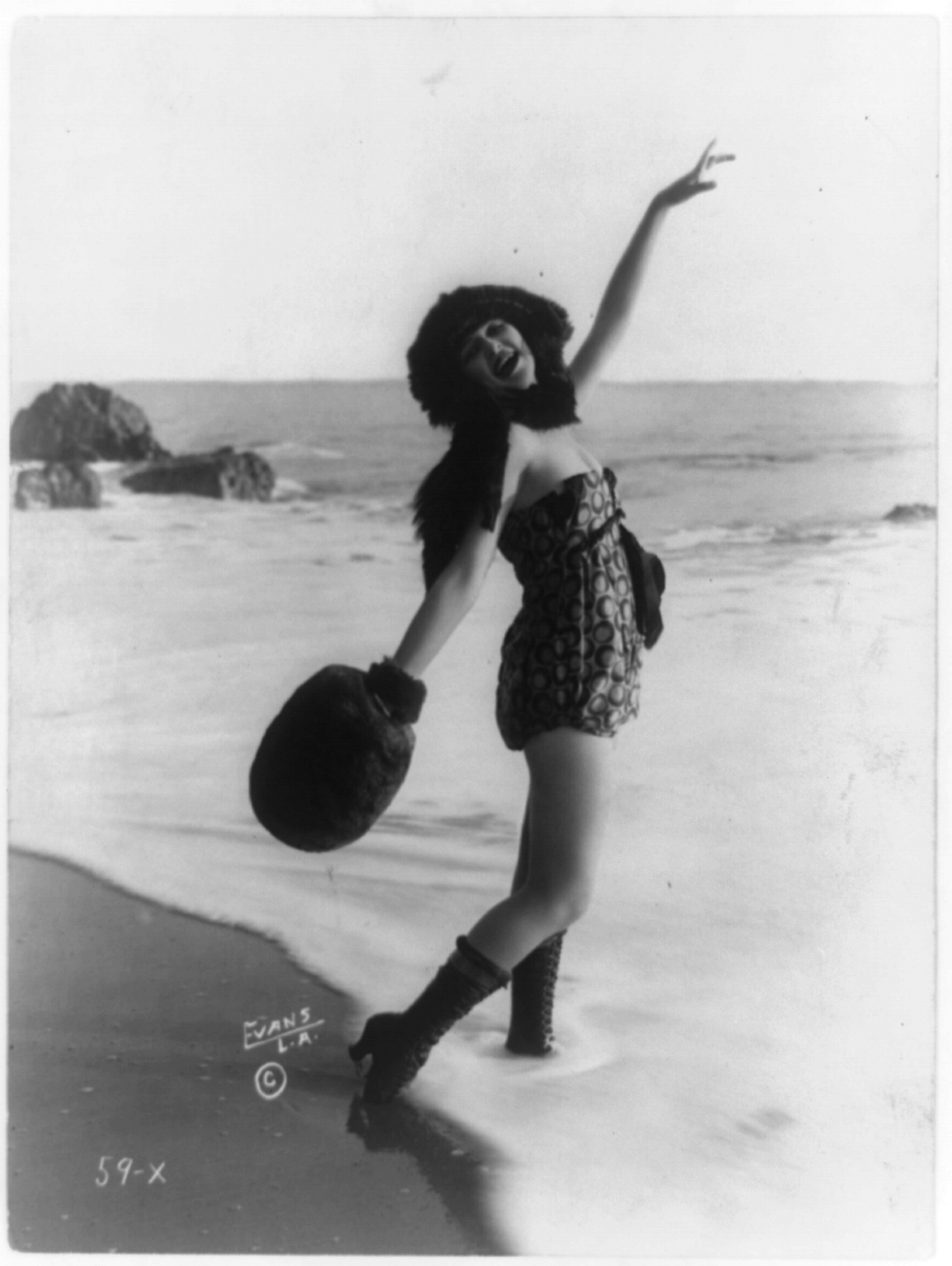
女性用の水着。1918年
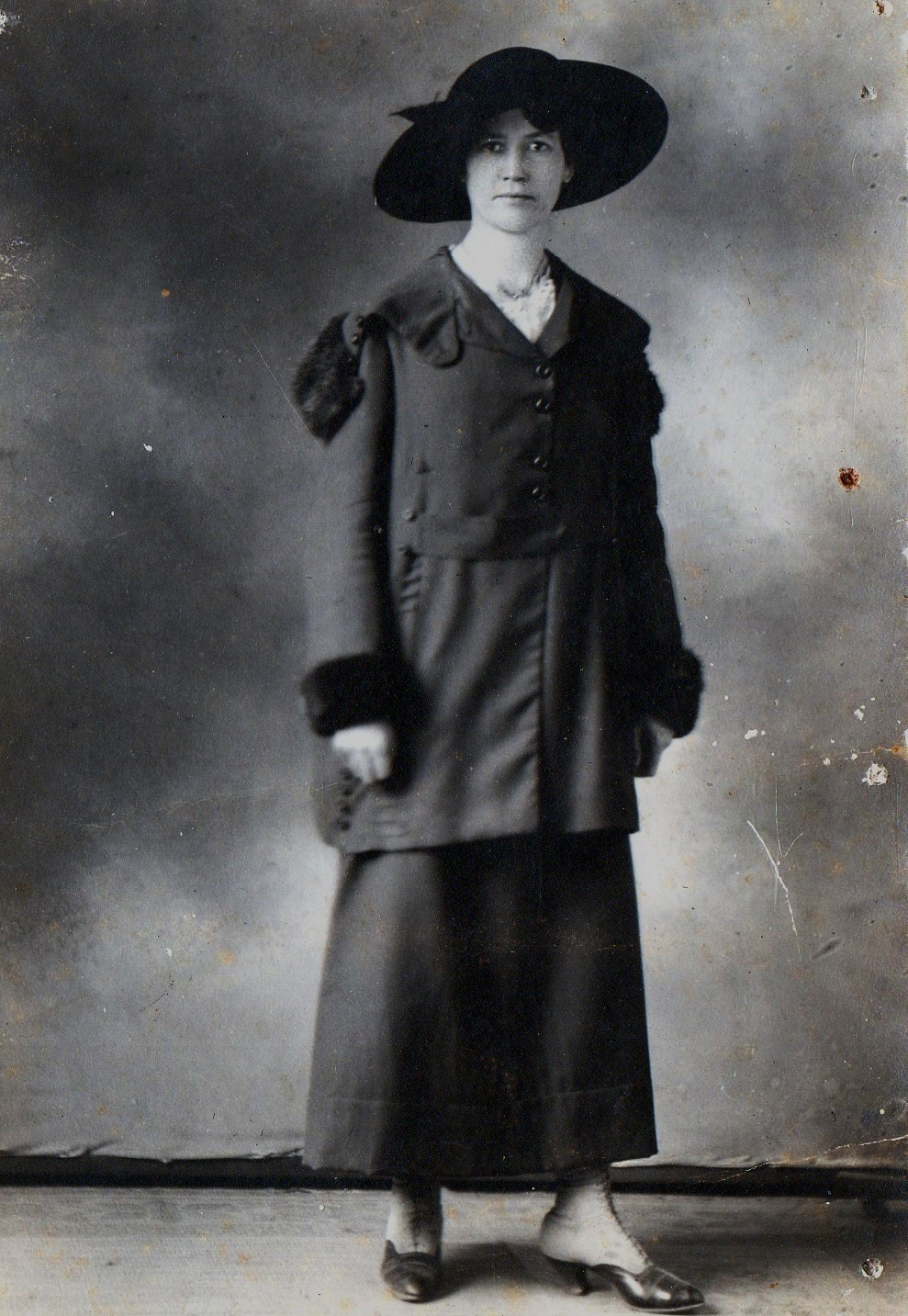
1919年、女性用の仕事着
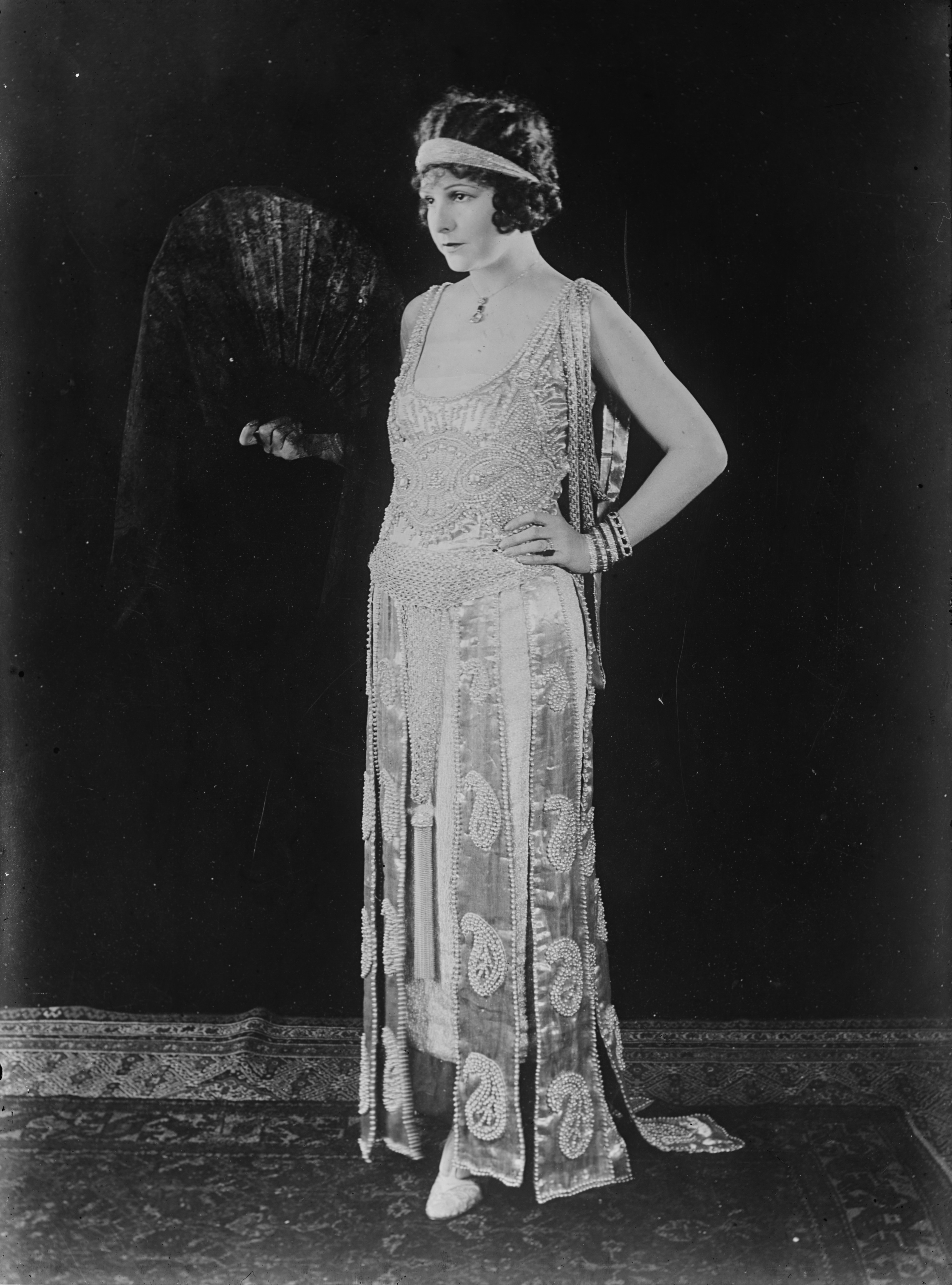
1920年代
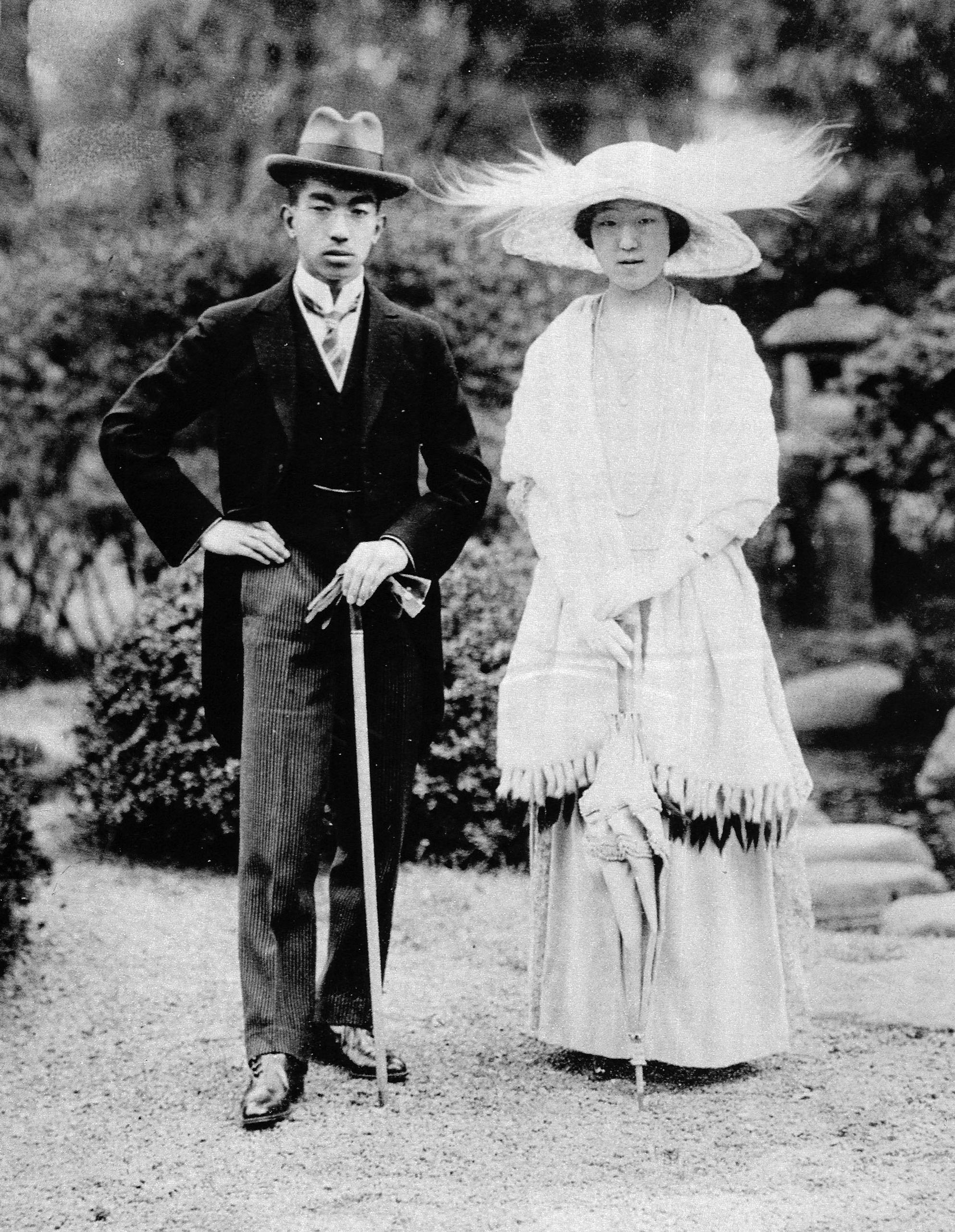
1924年、日本

## 現代
ココ・シャネル・マリー・クワントの影響によって、成人女性が足を露出させる事が一般的になる。
戦後は大量生産された既製服が一般的となり、ジーンズやミニスカートなどが広く大衆に受け入れられるようになる。
また未婚女性と既婚女性の服装の差もなくなっていく。